# Obóz zagłady w Bełżcu
Obóz zagłady w Bełżcu (oficjalnie SS-Sonderkommando Belzec lub Dienststelle Belzec der Waffen SS) – niemiecki nazistowski obóz zagłady funkcjonujący w czasie II wojny światowej, od marca 1942 roku do czerwca 1943 roku, w pobliżu wsi i stacji kolejowej Bełżec.
Obóz został utworzony w ramach akcji „Reinhardt”; prowadzono w nim eksterminację ludności żydowskiej. Niemcy kierowali do niego transporty z gett i obozów w Generalnym Gubernatorstwie, przede wszystkim z dystryktów Galicja, krakowskiego i lubelskiego. Obok Żydów polskich w Bełżcu mordowano Żydów austriackich, czeskich, niemieckich, słowackich i węgierskich. Ofiary zabijano w stacjonarnych komorach gazowych przy użyciu gazów spalinowych. Liczba zamordowanych wyniosła prawdopodobnie około 450 tys. osób.
Z transportów wyłączano niewielką liczbę Żydów, przede wszystkim fachowców oraz młodych mężczyzn, których następnie zatrudniano w komandach pracujących na terenie obozu lub w jego sąsiedztwie. Więźniowie – docelowo również skazani na śmierć – byli narażeni na głód, choroby oraz bestialstwo strażników. Po likwidacji obozu ostatnich więźniów wywieziono do ośrodka zagłady w Sobiborze, gdzie zostali zgładzeni. Liczba Żydów, którym udało się zbiec z Bełżca i przeżyć wojnę, jest szacowana na 2–4 osoby.
Obóz w Bełżcu był pierwszym ośrodkiem zagłady uruchomionym w Generalnym Gubernatorstwie. Dla niemieckich nazistów był swoistym poligonem doświadczalnym ludobójstwa, a wypracowane w nim techniki eksterminacji zostały zastosowane w innych obozach akcji „Reinhardt”.

## Geneza

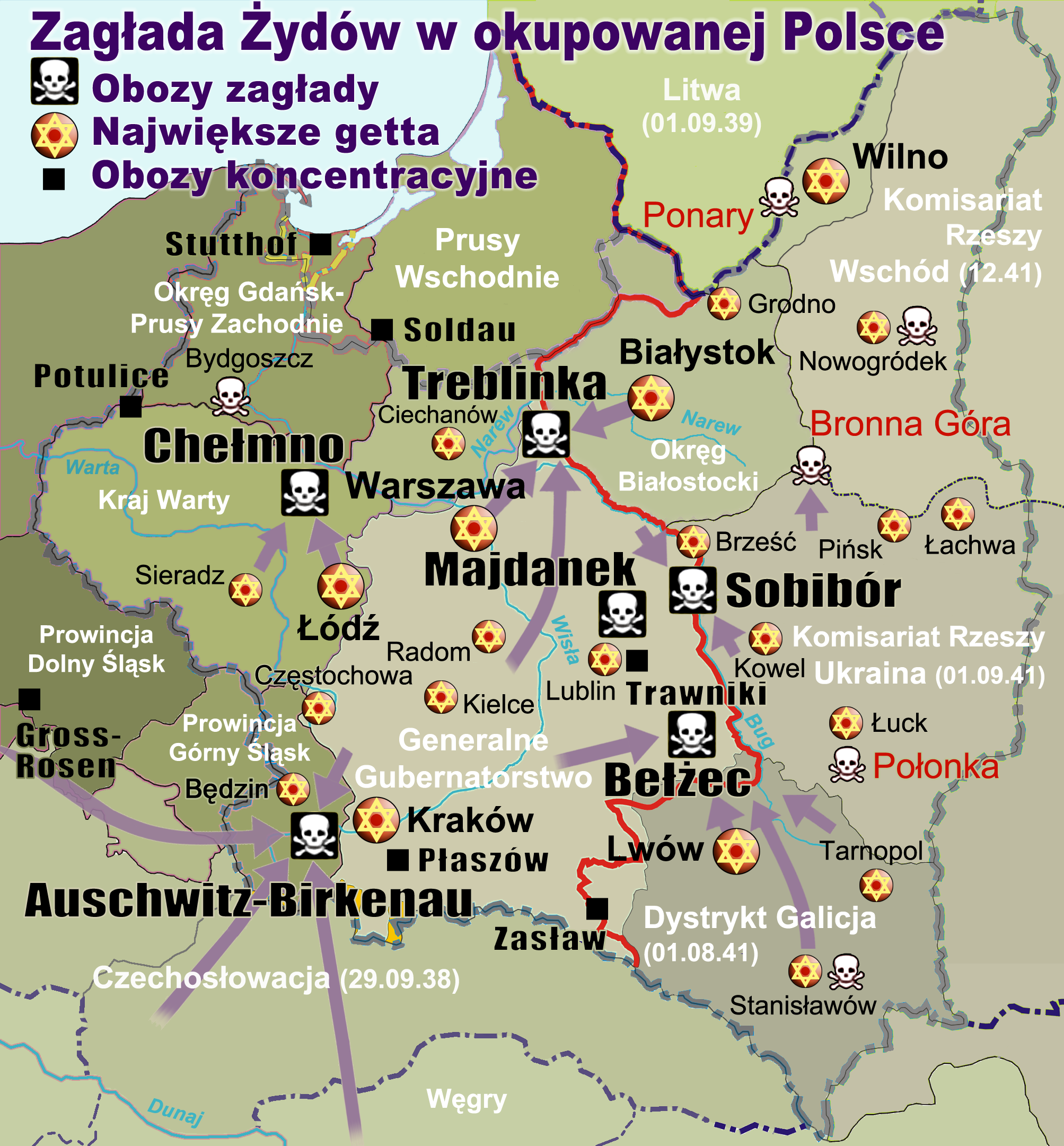
Obozy zagłady zlokalizowane w okupowanej Polsce

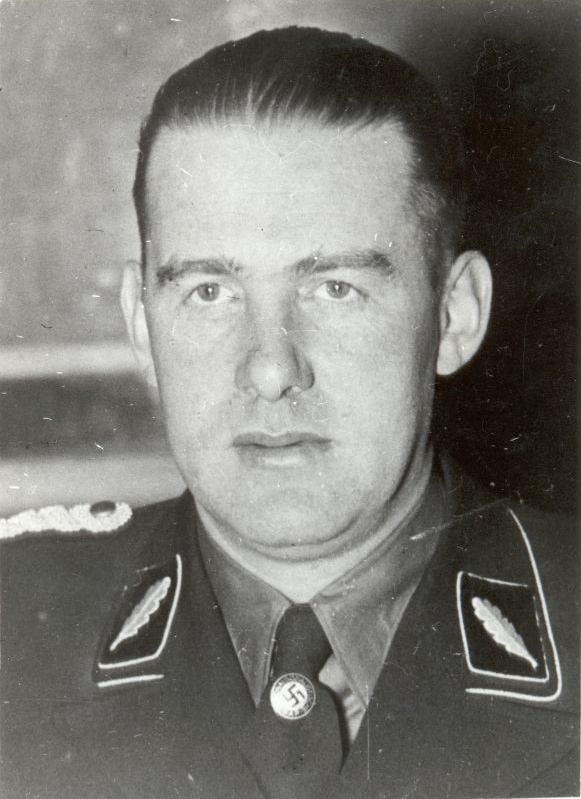
SS-Brigadeführer Odilo Globocnik, dowódca SS i policji w dystrykcie lubelskim i szef akcji „Reinhardt”

Wiosną 1940 roku we wsi Bełżec w ówczesnym powiecie zamojskim okupacyjne władze niemieckie zorganizowały obóz pracy przymusowej. Byli tam zsyłani przede wszystkim Żydzi, a obok nich także Romowie i Sinti oraz Polacy. Więźniowie pracowali przy budowie rowu przeciwczołgowego na ówczesnej granicy niemiecko-sowieckiej. Obóz funkcjonował do listopada 1940 roku; ogółem przeszło przezeń kilkanaście tysięcy osób. Znaczna liczba więźniów zmarła z powodu głodu, chorób, wyczerpania i brutalności strażników.
22 czerwca 1941 roku nazistowskie Niemcy dokonały inwazji na Związek Radziecki. Na zdobytych terenach niemieckie Einsatzgruppen przystąpiły do masowych egzekucji Żydów. W ten sposób antysemicka polityka III Rzeszy weszła w nową fazę, przekraczając granicę dzielącą dyskryminację i prześladowania od systematycznego mordu. Niedługo później, prawdopodobnie jesienią 1941 roku, na najwyższych szczeblach hitlerowskiego reżimu zaczęła krystalizować się koncepcja „ostatecznego rozwiązania kwestii żydowskiej” poprzez fizyczną eksterminację.
Doświadczenia wyniesione z działań Einsatzgruppen wskazywały, że egzekucje przez rozstrzelanie są trudne do utrzymania w tajemnicy, nastręczają problemów logistycznych oraz oddziaływają negatywnie na psychikę sprawców. Z tego powodu kierownictwo SS zaczęło poszukiwać bardziej efektywnej metody masowego mordu. Po kilku nieudanych eksperymentach uznano, że najbardziej skuteczną techniką uśmiercania jest gazowanie. Późną jesienią 1941 roku mobilne jednostki egzekucyjne zostały wyposażone w specjalne samochody, które pełniły funkcję ruchomych komór gazowych. Metodę tę zastosowano również w ośrodku zagłady w Chełmnie nad Nerem, który rozpoczął działalność na początku grudnia 1941 roku. Jednakże nawet przy użyciu tego typu samochodów Niemcy nie byliby w stanie w krótkim czasie wymordować milionów ludzi. Swoistym technologicznym przełomem, który zdaniem Bogdana Musiała umożliwił rozpoczęcie „ostatecznego rozwiązania”, stało się dopiero uruchomienie obozów zagłady ze stacjonarnymi komorami gazowymi. Niewykluczone, że decyzja o budowie pierwszego obozu zapadła podczas narad w kwaterze głównej Adolfa Hitlera, które były prowadzone na przełomie września i października 1941 roku.
Pilnego „rozwiązania kwestii żydowskiej” oczekiwały w szczególności władze Generalnego Gubernatorstwa, które liczyły, że w ten sposób znikną liczne problemy natury ekonomicznej i sanitarnej, z którymi musiały się mierzyć. Zdaniem Musiała kluczową rolę w procesie decyzyjnym prowadzącym do Zagłady odgrywał dowódca SS i policji na dystrykt lubelski, SS-Brigadeführer Odilo Globocnik. Ten fanatyczny nazista, zajmujący w hitlerowskiej hierarchii wyższą pozycję, niż wskazywałby na to jego stopień, liczył, że „usunięcie” Żydów umożliwi realizację jego planów całkowitego zniemczenia dystryktu lubelskiego. We wrześniu 1941 roku porozumiał się z szefami Kancelarii Führera, Philippem Bouhlerem i Viktorem Brackiem, w sprawie oddelegowania na Lubelszczyznę grupy pracowników tej instytucji, którzy uprzednio uczestniczyli w akcji T4, czyli tajnym programie eksterminacji osób chorych psychicznie i niepełnosprawnych umysłowo. 13 października spotkał się natomiast w Kętrzynie z Reichsführerem-SS Heinrichem Himmlerem i SS-Obergruppenführerem Friedrichem Wilhelmem Krügerem – prawdopodobnie, aby omówić planowane operacje wysiedleńcze i osiedleńcze w dystrykcie lubelskim oraz kwestie związane z eksterminacją Żydów. Kilkanaście dni później w Bełżcu rozpoczęto budowę obozu zagłady, stąd możliwe, że 13 października zapadły w tej sprawie ostateczne rozstrzygnięcia. Ponadto niewykluczone, że podczas tego samego spotkania podjęto decyzję o zorganizowaniu w dystrykcie lubelskim jeszcze jednego ośrodka zagłady, tj. obozu w Sobiborze.
Przedmiotem sporu historyków pozostaje, czy przeznaczeniem obozów w Bełżcu i Sobiborze od samego początku była eksterminacja wszystkich Żydów z Generalnego Gubernatorstwa, czy też pierwotnie planowano je wykorzystać wyłącznie do wymordowania Żydów z dystryktu lubelskiego.

## Budowa obozu i pierwsze „eksperymenty”

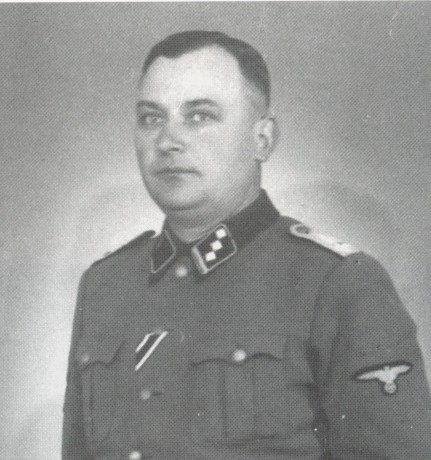
SS-Obersturmführer Richard Thomalla, który sporządził plany obozu w Bełżcu i kierował pierwszym etapem prac budowlanych

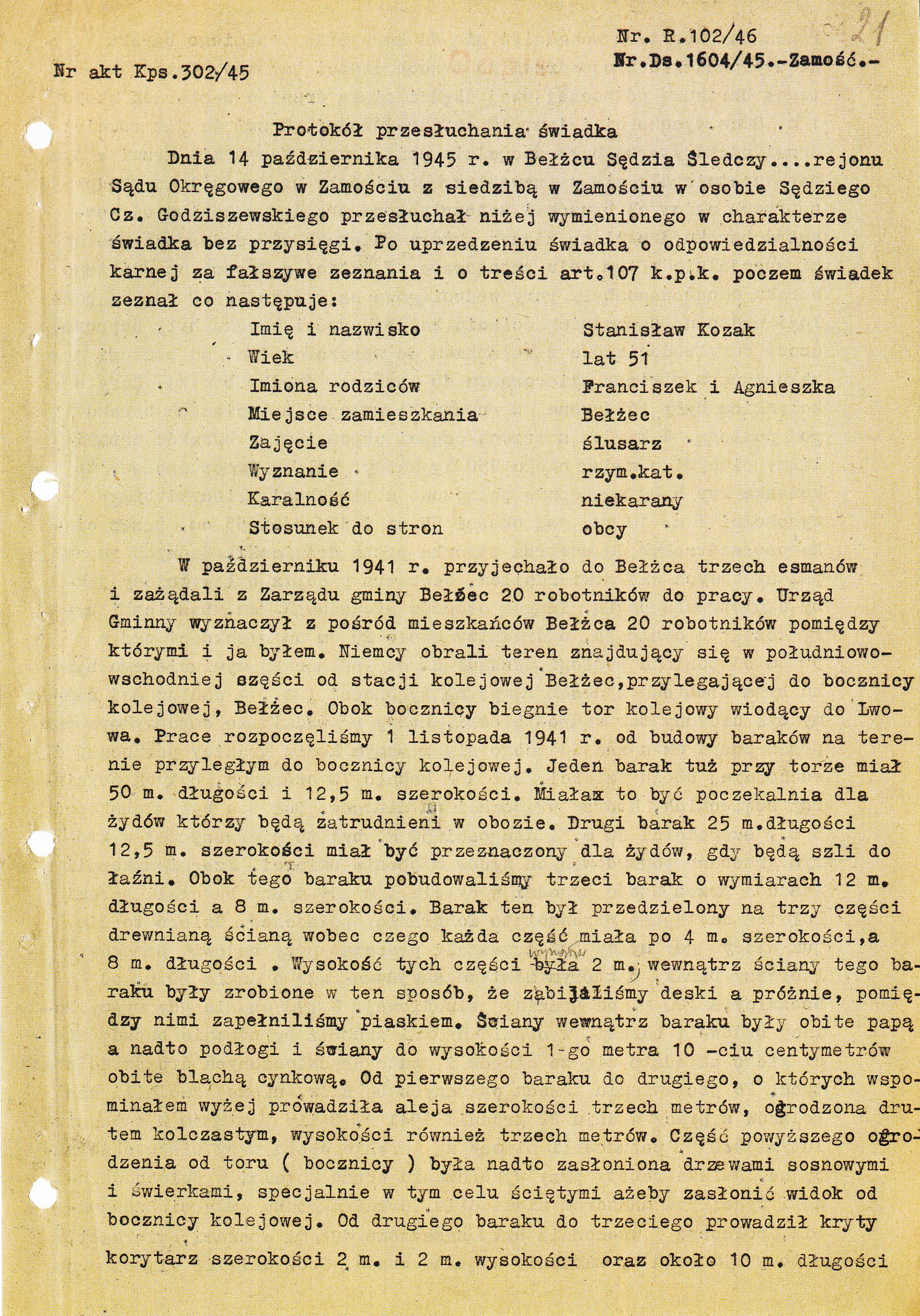
Fragment zeznania Stanisława Kozaka, robotnika zatrudnionego przy budowie obozu

Prawdopodobnie Bełżec jako miejsce lokalizacji obozu wskazał Odilo Globocnik. Wybór ten był podyktowany kilkoma przesłankami. Wieś leżała na styku dystryktów krakowskiego, lubelskiego i Galicja, w których istniały duże skupiska ludności żydowskiej. Ponadto była położona bezpośrednio przy linii kolejowej Lwów – Lublin – Warszawa, a węzeł kolejowy w pobliskiej Rawie Ruskiej zapewniał dogodne połączenia z miastami dystryktu krakowskiego. Bliskość byłej granicy niemiecko-sowieckiej miała natomiast uśpić czujność ofiar, uwiarygodniając niemieckie zapewnienia, że Bełżec jest jedynie obozem przejściowym, z którego Żydzi będą wywożeni dalej na wschód. Wreszcie wpływ na wybór Bełżca mogło mieć także wcześniejsze funkcjonowanie tam obozu pracy.
Pierwsza grupa esesmanów, w skład której wchodzili SS-Hauptsturmführer Gottfried Schwarz, SS-Untersturmführer Josef Oberhauser i SS-Untersturmführer Johann Niemann, przybyła do Bełżca pod koniec października 1941 roku. Prawdopodobnie dołączył do nich SS-Obersturmführer Richard Thomalla z Centralnego Zarządu Budowlanego SS i Policji w Lublinie, który – jak się przypuszcza – opracował plan architektoniczny obozu. Oficerowie zajęli kwatery w gospodarstwie należącym do rodziny Gochów.
Prace budowlane rozpoczęto 1 listopada. Przez pierwszy miesiąc kierował nimi Thomalla. Później zastąpił go nieznany z nazwiska Niemiec – prawdopodobnie Helmut Kallmeyer, chemik z Kancelarii Führera. Nie później niż 18 listopada do Bełżca przyjechali pierwsi strażnicy (wachmani) z obozu szkoleniowego SS w Trawnikach. W międzyczasie Oberhauser zgłosił władzom okupacyjnym w Tomaszowie Lubelskim obecność jednostki „Sonderkommando Bełżec”. 22 grudnia do powstającego obozu przybył jego pierwszy komendant, Christian Wirth. Na początku stycznia 1942 roku powrócił on na krótko do Niemiec, aby zrekrutować członków personelu obozowego. Pierwszych dziesięciu, swoich byłych podwładnych z akcji T4, sprowadził z „ośrodka eutanazji” w Bernburgu. W tym samym miesiącu obóz wizytował Adolf Eichmann.
Budowę ośrodka zagłady spowolniły trudne warunki atmosferyczne, które panowały zimą na przełomie 1941 i 1942 roku. W związku z niedoborem materiałów budowlanych Niemcy musieli przeprowadzać konfiskaty w Bełżcu i okolicznych miejscowościach. Pierwsze prace zostały wykonane przez około 20–30 polskich robotników (prawdopodobnie stolarzy, murarzy, mechaników): mieszkańców Bełżca i innych miejscowości, a także wachmanów z Trawnik. Polscy robotnicy zostali wyznaczeni na rozkaz Niemców przez urząd w Bełżcu (nie wiedzieli, jaki obiekt budują). Ich pierwszym zadaniem było wykarczowanie drzew oraz poszycia leśnego, które porastało teren przyszłego obozu, a także doprowadzenie leżącej w pobliżu bocznicy do stanu używalności. Do połowy grudnia wzniesiono także trzy baraki, w których mieścić miały się odpowiednio: rozbieralnia, komory gazowe i magazyn na zrabowane przedmioty. W międzyczasie ukraińscy wachmani przystąpili do kopania masowych grobów oraz budowy wież strażniczych i ogrodzenia. Wkrótce wybudowano kolejnych pięć baraków, z których dwa służyć miały jako budynki mieszkalne dla wachmanów, jeden jako budynek mieszkalny dla żydowskich więźniów, a pozostałe z przeznaczeniem na garaż i magazyn. Pod koniec grudnia, gdy budynek z komorami gazowymi był już gotowy, polskich robotników zwolniono. Odtąd niemal wszystkie prace wykonywała grupa około 120–150 Żydów, których sprowadzono z Lubyczy Królewskiej. Więźniowie ci byli źle żywieni i brutalnie traktowani. Po zakończeniu budowy zostali zamordowani.
Pod nadzorem Wirtha przeprowadzono także serię „eksperymentów” z gazowaniem ludzi. Ofiarą pierwszego padli wspomniani żydowscy robotnicy z Lubyczy Królewskiej. Michael Tregenza twierdził, że do połowy marca w Bełżcu zgładzono jeszcze 2–3 „eksperymentalne” transporty; przypuszczał, że znaleźli się w nich chorzy psychicznie i niepełnosprawni Żydzi niemieccy, których sprowadzono z „gett tranzytowych” w Piaskach i Izbicy. Informacji tej nie potwierdzał Robert Kuwałek; jego zdaniem techniki gazowania były udoskonalane podczas likwidacji pierwszych masowych transportów.
Początkowo – wzorem praktyk stosowanych w ośrodkach akcji T4 – ofiary mordowano w komorach stacjonarnych przy wykorzystaniu gazu, który przechowywano w metalowych butlach. Tregenza przypuszczał, że gazem tym był cyklon B, natomiast Kuwałek za bardziej prawdopodobne uważał zastosowanie tlenku lub dwutlenku węgla. Butle trzeba było sprowadzać z Niemiec, stąd sposób ten uznano za nieekonomiczny. W „okresie eksperymentalnym” w Bełżcu uruchomiono także ruchomą komorę gazową, zainstalowaną w odpowiednio zmodyfikowanym samochodzie pocztowym. Prawdopodobnie zaprojektowali ją Lorenz Hackenholt i Siegfried Graetschus, natomiast kierowcą był wachman Edward Własiuk. Ruchomą komorę wykorzystywano do mordowania osób niepełnosprawnych i chorych psychicznie, które wyszukiwano w okolicznych wsiach. Prawdopodobnie używano jej również do zabijania polskich więźniów politycznych z więzienia w Zamościu. Ostatecznie Wirth niejako połączył obie metody, dochodząc do wniosku, że najskuteczniejszym sposobem uśmiercania będzie umieszczanie ofiar w komorach stacjonarnych, a następnie mordowanie ich przy użyciu gazów wytwarzanych przez silnik spalinowy. Według Tregenzy silnik sprowadzono ze Lwowa w drugim tygodniu marca 1942 roku. Eksperymenty, których celem było wypracowanie metody jego jak najbardziej efektywnego użycia, miał przeprowadzać wspomniany Helmut Kallmeyer.
Przyjmuje się, że obóz rozpoczął działalność 17 marca 1942 roku. Tego dnia w godzinach porannych przybył pierwszy transport z getta w Lublinie, a po południu – pierwszy transport z getta we Lwowie. Dzień uruchomienia obozu w Bełżcu jest uznawany za początek systematycznej eksterminacji polskich Żydów, której Niemcy nadali później kryptonim akcja „Reinhardt”.

## Lokalizacja i topografia

### Informacje ogólne

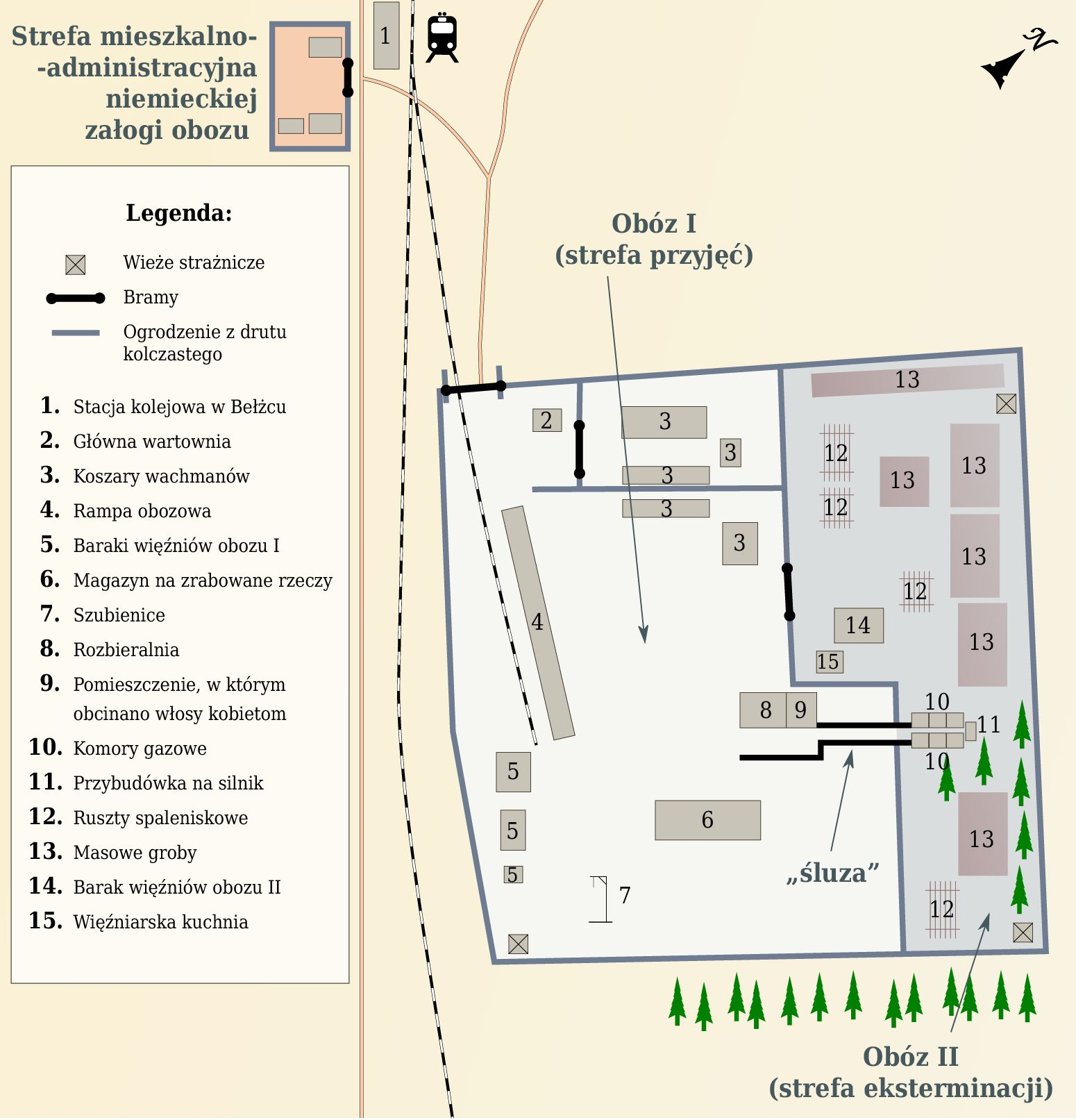
Plan obozu

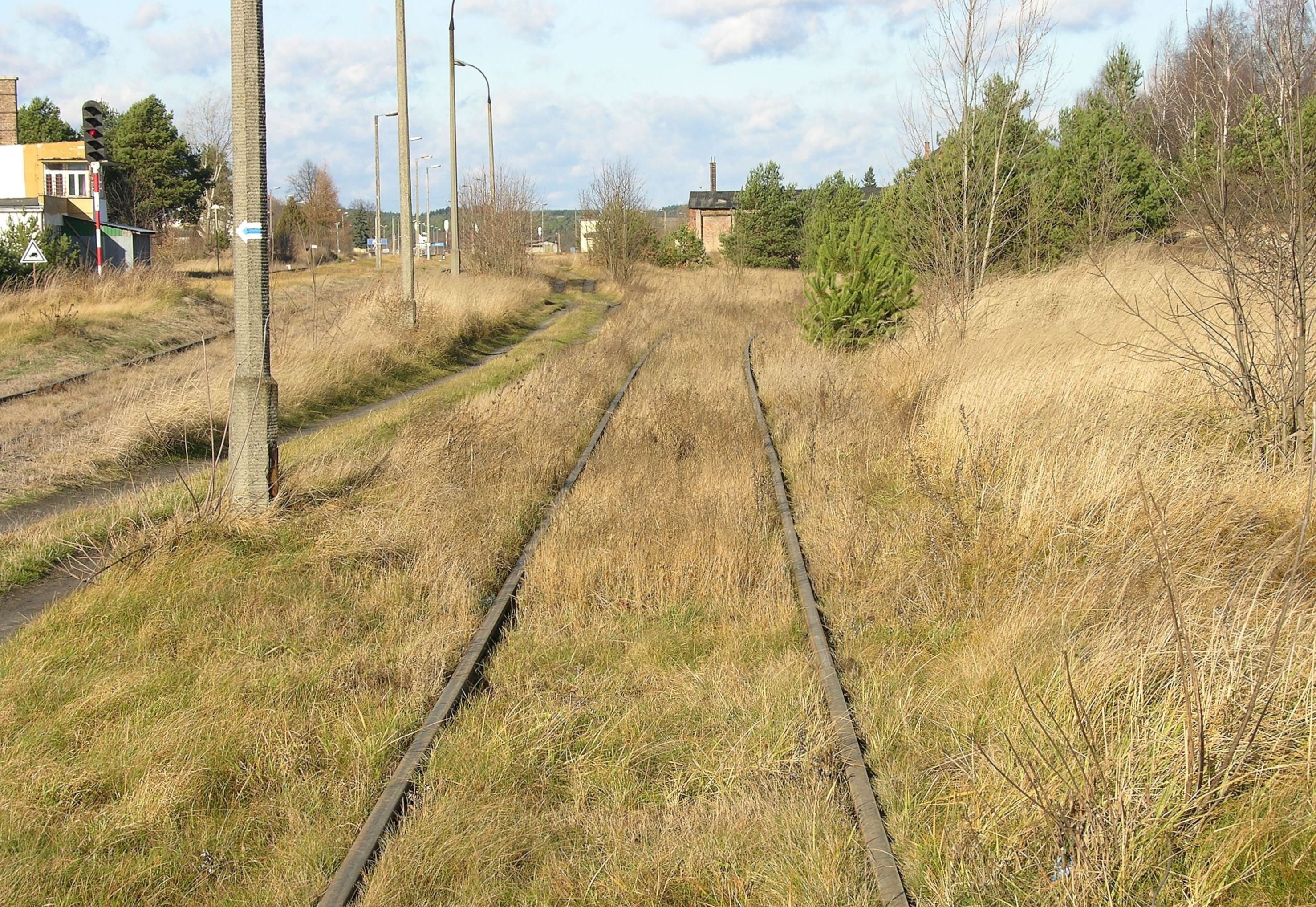
Fragment bocznicy kolejowej wykorzystywanej przez obóz w Bełżcu

Obóz został zbudowany na zalesionym wzniesieniu leżącym na południowy wschód od Bełżca, które okoliczna ludność zwała Wzgórzem Kozielsk. Od stacji kolejowej dzieliła go odległość około 400–500 metrów, a od obrzeży wsi 100–150 metrów. Jego południowa granica przylegała bezpośrednio do torów linii kolejowej Lwów – Lublin – Warszawa. Obóz został zbudowany od podstaw, gdyż na Wzgórzu Kozielsk nie było żadnych budynków, które mogłyby zostać zaadaptowane na jego potrzeby. Wykorzystano natomiast bocznicę kolejową znajdującą się u podnóża wzniesienia, będącą pozostałością po przedsiębiorstwie drzewnym Oberschlesische Holz Industrie Gesellschaft, które działało do wybuchu I wojny światowej.
Na przełomie czerwca i lipca 1942 roku w obozie przeprowadzono szeroko zakrojone prace modernizacyjne i budowlane, których celem było usprawnienie procesu eksterminacji oraz dostosowanie obozowej infrastruktury do zwiększonej liczby więźniów i strażników.
Całkowita powierzchnia obozu wynosiła 7,3 hektara. Otaczały go dwa rzędy ogrodzenia z drutu kolczastego. W czasie przebudowy w 1942 roku rozmieszczono między nimi również zwoje drutu kolczastego. Od strony wschodniej dodatkową barierę tworzyły stosy ściętych drzew. Ze względu na fakt, że południowy odcinek ogrodzenia przylegał do torów kolejowych, pomiędzy jego druty gęsto wplatano gałęzie drzew, uniemożliwiając obsłudze i pasażerom przejeżdżających pociągów obserwację wnętrza obozu. Przy ogrodzeniu stały trzy wieże strażnicze – odpowiednio w południowo-wschodnim, południowo-zachodnim i północno-wschodnim narożniku. Obóz był podzielony na dwie strefy: obóz I i obóz II.

### Obóz I

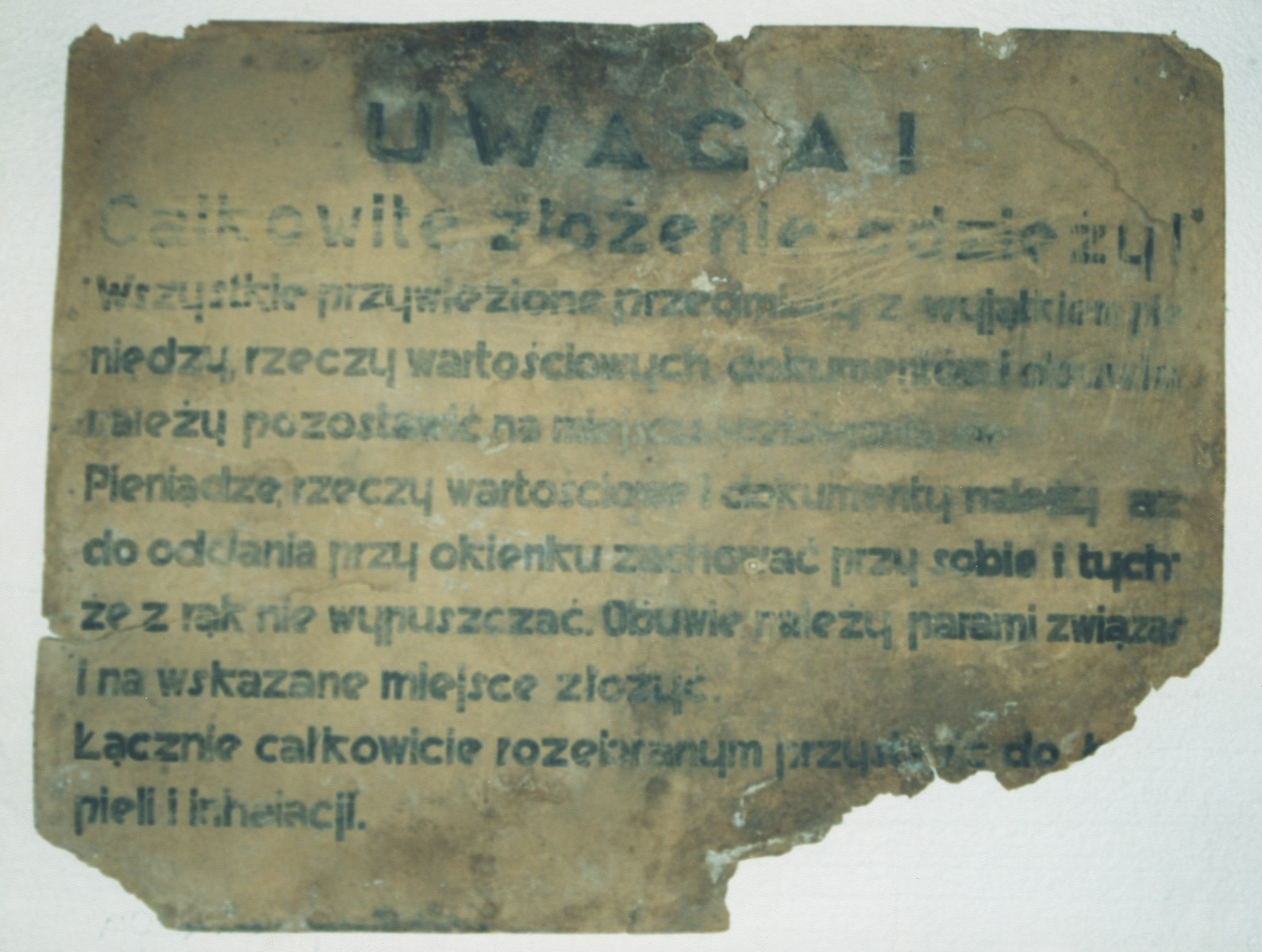
Tablica z instrukcjami dla ofiar, która wisiała na ścianie rozbieralni

Obóz I, zwany również „obozem dolnym”, obejmował północną i zachodnią część ośrodka zagłady. Stanowił strefę przyjęć i był miejscem, do którego ofiary trafiały w pierwszej kolejności. Ze stacją kolejową łączyła go bocznica o długości około 500 metrów. Wagony wtaczano na teren obozu przez bramę, która znajdowała się w północno-zachodnim narożniku ogrodzenia. Nieopodal bramy stała wartownia. Na terenie obozu I znajdowała się rampa kolejowa, przy której początkowo mogło się zatrzymać od 8 do 10 wagonów. Po przebudowie obozu do rampy były doprowadzone już dwie nitki torów, co teoretycznie pozwalało, aby zatrzymało się przy niej więcej wagonów. Ze względu na ograniczone „zdolności absorpcyjne” obozu ich liczba zazwyczaj nie przekraczała jednak 15–20. Nieopodal rampy stał duży barak, w którym czasowo przechowywano nieposortowane bagaże i odzież odebrane ofiarom.
Obóz I stanowił także strefę mieszkalną dla strażników z Trawnik oraz żydowskich więźniów. Dla tych pierwszych początkowo przeznaczone były trzy baraki, które stały na wschód od głównej bramy i wartowni. W największym znajdowały się kwatery mieszkalne, w średnim – izba chorych, gabinet dentystyczny i gabinet fryzjerski, w najmniejszym – kuchnia i jadalnia. W późniejszym okresie, w związku ze zwiększeniem liczby strażników, wybudowano kolejne dwa budynki. Baraki dla „Żydów pracujących”, w tym pomieszczenia dla krawców i szewców, wzniesiono w pobliżu rampy. Na terenie rozciągającym się pomiędzy kwaterami strażników a barakami więźniów stały początkowo dwa budynki, które prawdopodobnie pełniły funkcję magazynów lub kwater mieszkalnych dla więźniów. Później zbudowano tam garaż, warsztat ślusarski oraz pralnię i szwalnię.
Przy ogrodzeniu oddzielającym obóz I od obozu II znajdowała się rozbieralnia, w której ofiary rozbierały się do naga przed udaniem się do komór gazowych. Dla mężczyzn oraz kobiet z dziećmi przeznaczone były osobne baraki, aczkolwiek nie jest wykluczone, że początkowo znajdował się tam tylko jeden budynek. W baraku kobiecym pracowali „fryzjerzy”, którzy obcinali włosy kobietom. Na ścianach rozbieralni wisiały tablice, na których zapisano instrukcje w języku polskim, a być może także w niemieckim i jidysz. Informowały one ofiary, że powinny rozebrać się do naga, poskładać odzież i obuwie, oddać wartościowe przedmioty do depozytu, a następnie „przystąpić do kąpieli i inhalacji”. Prawdopodobnie w obrębie rozbieralni znajdował się również „kantor”, w którym Żydzi pozostawiali pieniądze i kosztowności.
Z rozbieralni do budynku z komorami gazowymi prowadził specjalny korytarz, który nazywano „wężem” lub „śluzą” (niem. Schlauch, Schleuse). Był szeroki na dwa metry i wykonany z wysokiego na trzy metry ogrodzenia z drutu kolczastego. Pomiędzy druty gęsto wplatano gałęzie drzew. Prawdopodobnie nad częścią „śluzy” rozwieszona była również siatka maskująca, która uniemożliwiała obserwację z powietrza. Po przebudowie obozu ogrodzenie z drutu zostało zastąpione przez drewniany płot o trzymetrowej wysokości. Długość Schlauchu jest nieznana, wiadomo jedynie, że po wybudowaniu nowych komór gazowych został nieco przedłużony. W tym samym czasie w jego pobliżu wzniesiono także wieżę strażniczą.

### Obóz II
Obóz II, zwany również „obozem górnym”, był strefą eksterminacji. Znajdował się we wschodniej części ośrodka zagłady. Od „obozu dolnego” oddzielało go ogrodzenie z drutu kolczastego, pomiędzy który gęsto wplatano gałęzie drzew. Częścią granicy między dwoma obozami był także dawny rów przeciwczołgowy, wykopany w 1940 roku przez więźniów obozu pracy.
Początkowo w obozie II funkcjonowały trzy komory gazowe, ulokowane w niewielkim drewnianym budynku, który stał przy wylocie „śluzy”. Chcąc zabezpieczyć obiekt przed obserwacją z pobliskiego wzgórza, Niemcy zachowali część rosnących wokół niego drzew. Z zeznań Stanisława Kozaka, polskiego robotnika, który pracował przy budowie obozu, wynika, że przez budynek biegł korytarz, z którego do każdej komory prowadziły osobne drzwi wejściowe. Po drugiej stronie komory, w północnej ścianie, zainstalowane były dodatkowe drzwi, które służyły wyłącznie do wyciągania zwłok. Wszystkie drzwi były uszczelnione gumą i mogły być otwierane wyłącznie od zewnątrz. Komory miały podłogi o wymiarach 4 × 8 metrów, a ich wysokość sięgała 2 metrów. Zarówno podłogi, jak i ściany do wysokości 1,1 metra obito blachą cynkową, co miało ułatwić ich oczyszczanie. Komory były upozorowane na łaźnie kąpielowe; na ich sufitach zainstalowano dysze prysznicowe. Od północy do budynku przylegała drewniana rampa, na którą wyciągano zwłoki. Doprowadzono do niej tory kolejki wąskotorowej, które prowadziły w kierunku masowych grobów. Ofiary mordowano przy użyciu gazów spalinowych wytwarzanych przez silnik wymontowany ze zdobycznego sowieckiego czołgu. Był on zainstalowany w niewielkiej drewnianej szopie, która stała na tyłach budynku. Przewody gazowe zostały wykonane w warsztacie Kazimierza Czerniaka w Tomaszowie Lubelskim. Biegły wokół ścian każdej komory na wysokości około 10 centymetrów nad podłogą, a ich wyloty znajdowały się na lewo od drzwi wejściowych, na wysokości jednego metra. Według Roberta Kuwałka we wszystkich trzech komorach można było jednorazowo zgładzić od 450 do 480 osób, Michael Tregenza podaje z kolei, że każda mogła pomieścić do 240 ofiar.
Doświadczenia pierwszych miesięcy działalności Bełżca pokazały, że komory gazowe nie są wystarczająco wydajne. Latem 1942 roku dokonano przebudowy i modernizacji obozu, w trakcie której stary budynek został rozebrany. Zastąpił go większy obiekt, wykonany prawdopodobnie z betonu. Urządzono w nim sześć komór gazowych. Nie jest pewne, czy nowy budynek wzniesiono w miejscu starych komór, czy też stał nieco dalej. Wiadomo natomiast, że w czasie przebudowy pozostawiono w stanie nienaruszonym drzewa, które zasłaniały stary obiekt. Z relacji Rudolfa Redera wynika, że nowy budynek miał płaski dach kryty papą, nad którym rozwieszono siatkę maskującą. Do wejścia prowadziły trójstopniowe schody. Nieopodal stał duży wazon z kwiatami, a na frontowej ścianie widniał napis Bade- und Inhalationsräume („pomieszczenia kąpielowo-inhalacyjne”). Niektórzy świadkowie twierdzili, że nad wejściem zawieszono Gwiazdę Dawida. Nieopodal miał także wisieć szyld z napisem Stiftung Hackenholt („Fundacja Hackenholta”), będącym nawiązaniem do osoby Lorenza Hackenholta – esesmana, który zaprojektował i obsługiwał komory gazowe. Przez środek budynku biegł szeroki na półtora metra korytarz; po jego obu stronach rozmieszczono komory gazowe. Miały one podłogi o wymiarach 4 × 8 lub 4 × 5 metrów, a ich wysokość nie przekraczała dwóch metrów. Podobnie jak w starym budynku, były upozorowane na pomieszczenia z natryskami i miały dwoje drzwi – jedne służące wprowadzaniu ofiar, drugie wyciąganiu zwłok. W drzwiach wejściowych znajdowały się wizjery umożliwiające obserwację przebiegu gazowania. Ściany komór pomalowano jasną farbą olejną, co miało ułatwić ich oczyszczanie. Każda z komór mogła pomieścić do 750 osób, co oznaczało, że Niemcy byli w stanie jednorazowo zgładzić około 4 tys. osób. Do budynku przylegała niewielka przybudówka, w której zainstalowano jeden lub dwa silniki benzynowe służące do gazowania ofiar. Budynek z nowymi komorami był jedynym niedrewnianym obiektem w obozie.
W północnej i wschodniej części „obozu górnego” znajdowały się masowe groby. Zazwyczaj były one długie na 20 metrów, szerokie na 5–6 metrów oraz głębokie na 4–5 metrów. Po pewnym czasie kolejne groby zostały wykopane w pobliżu komór i Schlauchu. Na potrzeby grzebania zwłok częściowo wykorzystano także wspomniany rów przeciwczołgowy. Podczas badań archeologicznych prowadzonych na terenie poobozowym pod koniec lat 90. odnaleziono pozostałości po 33 masowych mogiłach. Jeden z grobów we wschodniej części obozu pełnił funkcję „lazaretu”. Rozstrzeliwano nad nim Żydów, którzy nie byli w stanie dojść o własnych siłach do komór gazowych.
Na wschód od budynku z komorami gazowymi, wewnątrz niewielkiej strefy otoczonej ogrodzeniem, stały dwa baraki, w których mieszkali żydowscy więźniowie pracujący w obozie II. W jednym z nich znajdowała się także więźniarska kuchnia. W pobliżu baraków Niemcy wznieśli szubienicę.

### Obiekty poza obozem właściwym

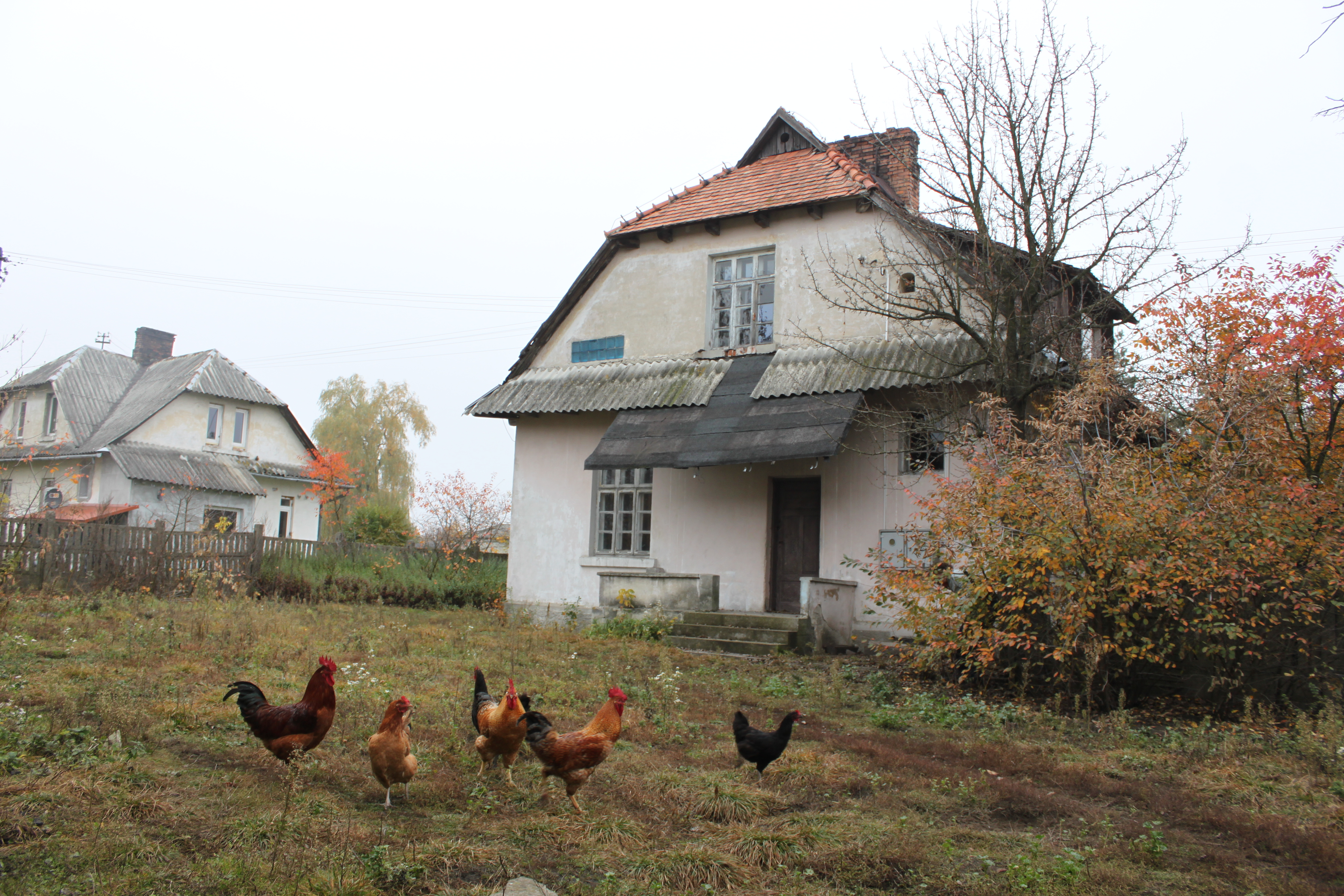
Były budynek komendantury

Przy ul. Lwowskiej w Bełżcu, naprzeciw stacji kolejowej, znajdował się kompleks zabudowań, które służyły jako strefa mieszkalno-administracyjna dla niemieckiego personelu. Stały tam m.in. dwa murowane budynki, które przed wojną należały do Polskich Kolei Państwowych. W pierwszym mieściła się komendantura i mieszkanie komendanta Christiana Wirtha, w drugim urządzono kwatery dla pozostałych esesmanów. W położonym nieopodal drewnianym budynku o mniejszych rozmiarach urządzono biura obozowej administracji, esesmańską jadalnię, a w późniejszym okresie – mieszkanie komendanta Gottlieba Heringa. Dawne zabudowania gospodarcze, które znajdowały się na tyłach komendantury, przekształcono w magazyn zrabowanych pieniędzy i kosztowności. W obrębie kompleksu znajdowały się ponadto: zbrojownia, pralnia, wartownia, magazyn gospodarczy (ulokowane w osobnych pomieszczeniach lub w niewielkich budynkach). Po pewnym czasie, w związku ze zwiększeniem liczebności załogi, na terenie kompleksu zbudowano kolejny barak z kwaterami mieszkalnymi dla esesmanów. W budynku tym ulokowano również kilkanaście niemieckich Żydówek, które pracowały jako kancelistki, praczki i służące. Cały kompleks był otoczony ogrodzeniem z drutu kolczastego i strzeżony przez wachmanów z Trawnik.
Spośród innych obiektów, które znajdowały się poza obrębem właściwego obozu, należy wymienić:
- główną sortownię, którą urządzono w zabudowaniach dawnej parowozowni znajdującej się nieopodal obozu. W budynku tym żydowscy więźniowie segregowali zrabowane mienie oraz rewidowali odzież i bagaże w poszukiwaniu ukrytych pieniędzy i kosztowności[93].
- magazyn na zrabowane przedmioty, który prawdopodobnie był ulokowany w baraku wybudowanym między obozem a parowozownią. Budynek ten służył ponadto jako miejsce tymczasowego przetrzymywania niewielkich grup ofiar, które przywieziono z najbliższych miejscowości. Być może znajdowały się tam również dodatkowe kwatery mieszkalne dla wachmanów[93].
- bunkier pełniący funkcję aresztu dla wachmanów. Znajdował się pomiędzy ul. Lwowską a torami kolejowymi[94].

## Personel

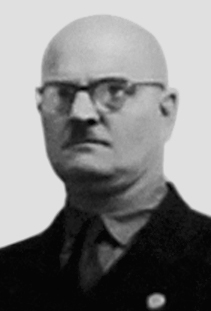
Christian Wirth, pierwszy komendant obozu

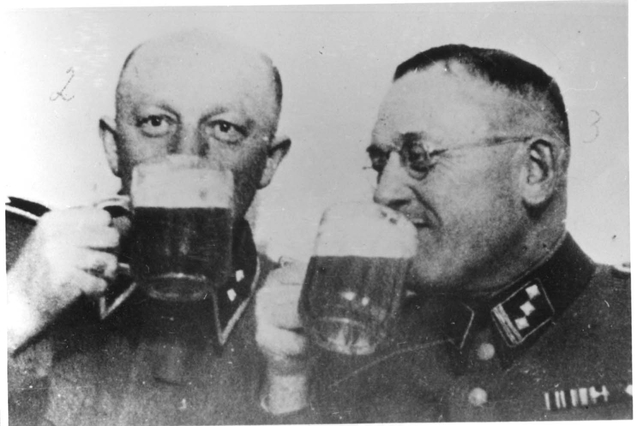
Gottlieb Hering, drugi komendant obozu (z prawej), w towarzystwie Heinricha Gleya

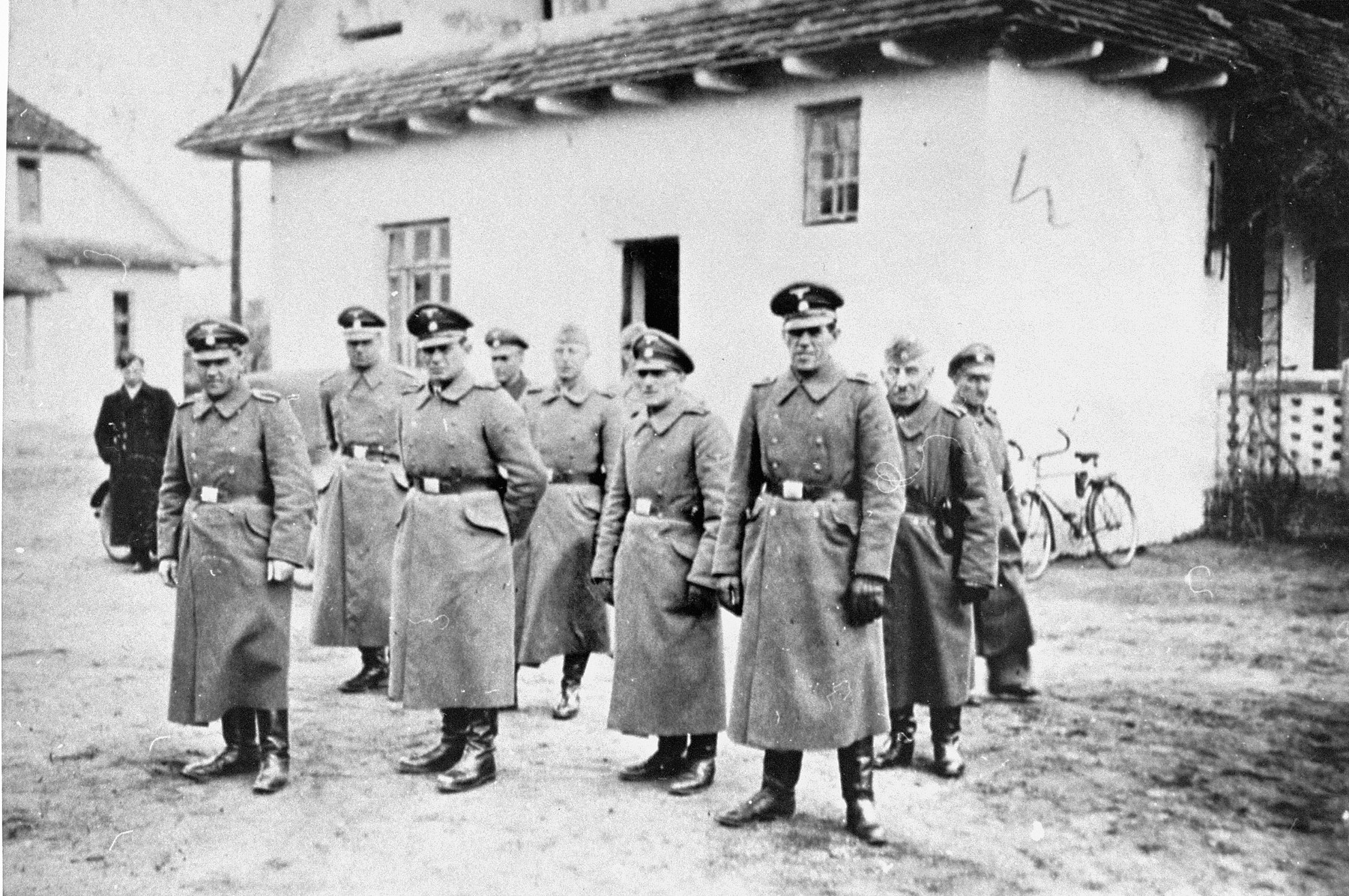
Esesmani z załogi Bełżca przed budynkiem komendantury. Stoją od lewej: Fritz Tauscher, Karl Schluch, N.N., N.N., Karl Gringers, Ernst Zierke, Lorenz Hackenholt, Arthur Dachsel i Heinrich Barbl

W skład obozowej załogi wchodziło przeciętnie około 20 Niemców i Austriaków. Personel obozu podlegał rotacji; do 2010 roku ustalono nazwiska 37 esesmanów, którzy służyli w Bełżcu. Zdecydowaną większość stanowili wśród nich pracownicy Kancelarii Führera – weterani akcji T4 – którym w związku ze skierowaniem do służby w obozach zagłady przyznano oficerskie lub podoficerskie stopnie SS.
Funkcję komendanta obozu pełnili kolejno:
- SS-Obersturmführer Christian Wirth – w Bełżcu przebywał od grudnia 1941 roku[98]. Bazując między innymi na doświadczeniach uzyskanych w czasie akcji T4, opracował i wdrożył większość zasad i procedur, które regulowały funkcjonowanie obozu, a w szczególności proces uśmiercania ofiar oraz postępowanie z żydowską siłą roboczą[99]. Z powodu swej brutalności i gwałtowności budził strach nawet wśród niemieckich esesmanów i ukraińskich wachmanów[100][101]. Na początku sierpnia 1942 roku opuścił Bełżec, aby objąć stanowisko inspektora wszystkich obozów akcji „Reinhardt”[102].
- SS-Obersturmführer Gottlieb Hering – zastąpiwszy Wirtha, kierował obozem do chwili jego likwidacji w czerwcu 1943 roku. Na czas jego rządów przypadło największe natężenie akcji eksterminacyjnej. Zachowane świadectwa wskazują, że pod względem brutalności niewiele ustępował swojemu poprzednikowi[103][104].

Przez cały okres działalności obozu stanowisko zastępcy komendanta i kierownika obozu II piastował SS-Hauptsturmführer Gottfried Schwarz. Przez pierwszych kilka miesięcy trzecie miejsce w obozowej hierarchii zajmował natomiast adiutant Wirtha, SS-Hauptsturmführer Josef Oberhauser. Za funkcjonowanie komór gazowych odpowiadał SS-Oberscharführer Lorenz Hackenholt, którego z tego powodu obdarzono przydomkiem Gasmeister („mistrz gazu”). Funkcję kwatermistrza pełnił Erwin Fichtner, a po jego śmierci – Rudolf Beer vel Bär. Kompanią wachmanów dowodzili kolejno: Oberhauser (do czasu zakończenia budowy obozu), Kurt Franz i Reinhold Feix. Akcją palenia zwłok, którą prowadzono w ostatnim okresie istnienia obozu, kierował Fritz Tauscher.
W skład niemieckiego personelu wchodzili ponadto m.in.: Werner Dubois (obóz II, nadzór nad kopaniem grobów), Fritz Jirmann (nadzór nad rampą), Heinrich Gley (nadzór nad rampą i rozbieralnią), Johann Niemann (obóz II), Heinrich Barbl (obóz II), Karl Schluch (obóz II, nadzór nad Schlauchem), Hans Girtzig (obóz I, nadzór nad Schlauchem i komandami roboczymi), Ernst Zierke (nadzór nad rampą i rozbieralnią), Arthur Dachsel (nadzór nad garażem i ślusarnią), Robert Jührs (nadzór nad komandami roboczymi pracującymi w obozie I) i Heinrich Unverhau (nadzór nad komandem sortowniczym pracującym w parowozowni).
Niemiecki personel wspomagała kompania strażników (wachmanów). Rekrutowali się oni spośród tzw. Trawniki-Männer, czyli wschodnioeuropejskich kolaborantów przeszkolonych w obozie SS w Trawnikach. Zazwyczaj byli to sowieccy jeńcy wojenni, którzy przeszli na służbę niemiecką. Większość była narodowości ukraińskiej. Stosowane wobec nich określenie „Ukraińcy” nie jest jednak zupełnie ścisłe, gdyż Niemcy starali się rekrutować do oddziałów z Trawnik przede wszystkim sowieckich volksdeutschów, a obok Ukraińców także przedstawicieli innych nierosyjskich narodów ZSRR. Z powodu braku rekruta często zdarzało się zresztą, że do oddziałów z Trawnik rekrutowano rodowitych Rosjan.
W czasie, gdy w Bełżcu trwała akcja eksterminacyjna, liczba strażników wahała się od 90 do 130 osób. Podobnie jak w przypadku załogi niemieckiej, skład kompanii wartowniczej podlegał rotacji. Robert Kuwałek przypuszcza, że w różnych odstępach czasu w Bełżcu służyło około czterystu wachmanów. Pełnili straż wewnątrz obozu, na jego obrzeżach oraz w obiektach położonych poza jego właściwymi granicami, nadzorowali żydowskich więźniów, uczestniczyli w przyjmowaniu transportów i pędzeniu Żydów do komór gazowych oraz wykonywali niektóre prace fizyczne. Najwyższy rangą strażnik posiadał stopień Oberzugwachmanna (zastępca dowódcy kompanii), nie udało się jednak ustalić nazwiska osoby, która pełniła tę funkcję. Wiadomo natomiast, że stanowiska Gruppenzugwachmannów (dowódców plutonów) pełnili volksdeutsche: Christian Schmidt, Friedrich Schneider i Reinhard Sievert vel Siebert. Dwóch strażników – Edward Własiuk i N.N. – obsługiwało silnik służący do gazowania ofiar.
Z początkiem 1943 roku morale wachmanów znacznie się obniżyło, co było spowodowane informacjami o niemieckich klęskach na froncie wschodnim, a być może także obawą, że po likwidacji obozu zostaną zamordowani jako niepożądani świadkowie ludobójstwa. Od tego momentu odnotowywano liczne przypadki dezercji. W marcu 1943 roku doszło do zbiorowej ucieczki kilkunastu strażników, a miesiąc później – do próby buntu lub kolejnej zbiorowej dezercji. W konsekwencji Niemcy dwukrotnie zdecydowali się odesłać do Trawnik niemal cały skład kompanii wartowniczej. 12 kwietnia do obozu przysłano trzecią z kolei kompanię, tym razem złożoną przede wszystkim z Ukraińców zwerbowanych na terenie dystryktu Galicja.

## Eksterminacja

### Transporty do Bełżca

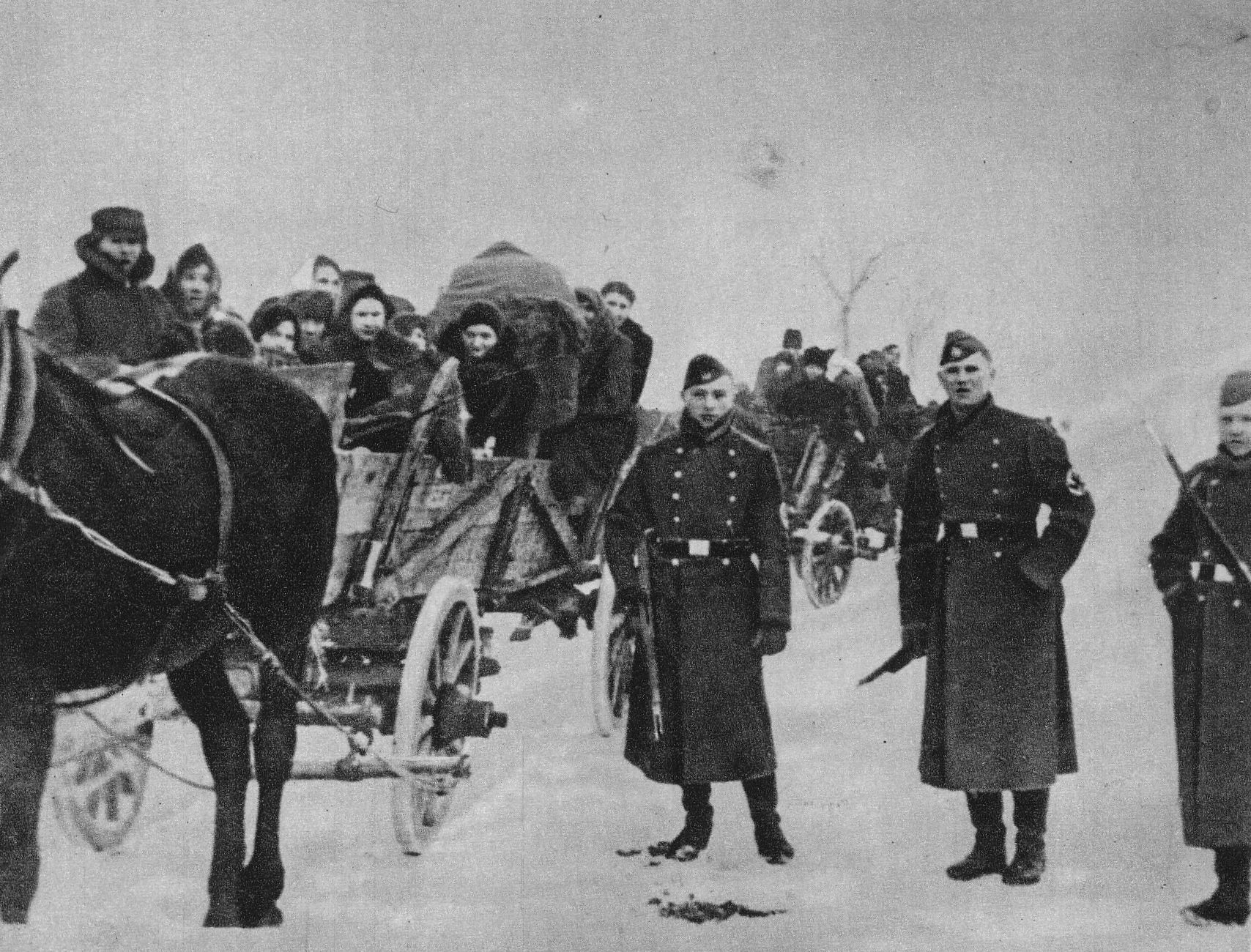
Deportacja Żydów z Lubelszczyzny do obozu w Bełżcu, marzec 1942

Przyjmuje się, że obóz rozpoczął działalność 17 marca 1942 roku, gdy przybyły tam pierwsze transporty z Lublina i Lwowa. Dzień wcześniej Niemcy rozpoczęli likwidację getta lubelskiego; do 14 kwietnia w komorach gazowych Bełżca zgładzono blisko 26 tys. tamtejszych Żydów. „Akcja” w getcie lwowskim rozpoczęła się natomiast 14 marca i trwała do 1 kwietnia. Do Bełżca wywieziono wtedy od 10 tys. do 15 tys. Żydów. Począwszy od 19 marca „wysiedleniem” objęto pozostałe getta w dystrykcie Galicja, zaczynając od tych, które były położone w jego zachodniej części, przy linii kolejowej Lwów – Lublin. Do 7 kwietnia zgładzono w Bełżcu około 13,2 tys. Żydów z Drohobycza, Kołomyi, Rawy Ruskiej, Stanisławowa, Żółkwi i mniejszych miasteczek.

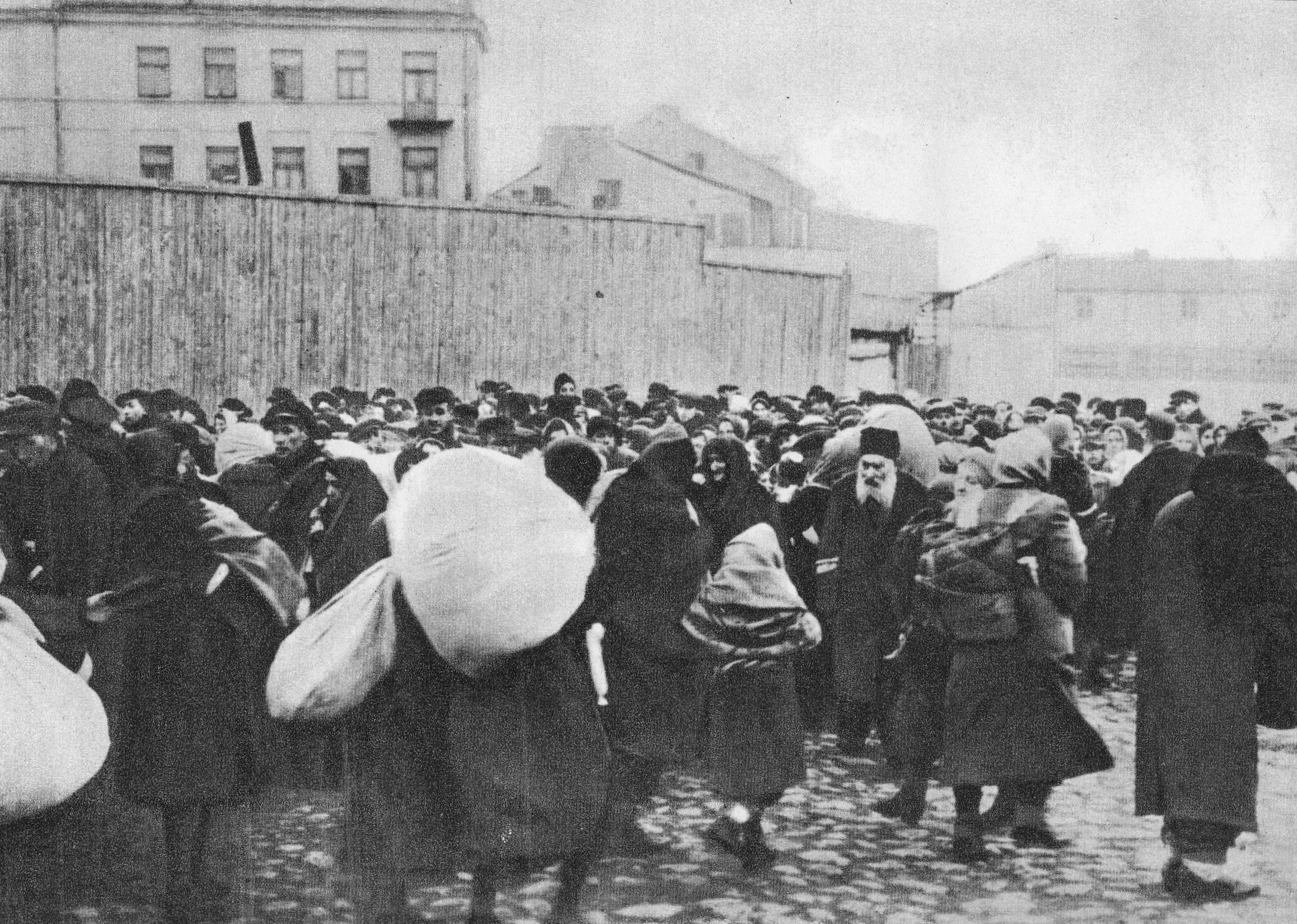
Deportacja Żydów zamojskich do obozu w Bełżcu, kwiecień 1942

W ostatniej dekadzie marca i w pierwszej dekadzie kwietnia Niemcy przeprowadzili pierwsze deportacje z „gett tranzytowych” w dystrykcie lubelskim, zamierzając uczynić w ten sposób miejsce dla Żydów wysiedlanych z terytorium III Rzeszy. Zarówno w Piaskach, jak i w Izbicy przeprowadzono wtedy po dwie „akcje”, wywożąc do Bełżca odpowiednio około 4,8–5,3 tys. i 4,2 tys. Żydów. Z końcem marca „wysiedleniem” objęto kilka innych miejscowości dystryktu: Kraśnik, Kraśniczyn, Lubartów, Zamość i Siennicę Różaną. Do połowy kwietnia wywieziono stamtąd co najmniej 6,7 tys. Żydów. Z obliczeń Roberta Kuwałka wynika, że do połowy kwietnia w Bełżcu zgładzono około 66 tys. Żydów. W tej fazie działalności obozu deportacje nie miały jeszcze charakteru totalnego: zarówno w transportach lubelskich, jak i w galicyjskich przeważały osoby uznane za niezdolne lub nieprzydatne do pracy. Liczebność pojedynczego transportu rzadko przekraczała 3 tys. osób.
Od połowy kwietnia do połowy maja obóz nie przyjmował transportów. Powodem była nieobecność komendanta Wirtha oraz oddelegowanie części niemieckiego personelu do nowo utworzonego ośrodka zagłady w Sobiborze. W ostatniej dekadzie maja do Bełżca przywieziono ciężarówkami i furmankami lub przygnano pieszo niewielką liczbę Żydów z najbliższych miejscowości: Cieszanowa i Tomaszowa Lubelskiego, a być może także z Krasnobrodu i Łaszczowa. Niedługo później przybyły pierwsze transporty z dystryktu krakowskiego. 1 czerwca w getcie w Krakowie rozpoczęła się „akcja”, która trwała przez osiem dni. W trzech transportach wywieziono wówczas do Bełżca około 5–7 tys. Żydów. 10 czerwca rozpoczęła się natomiast „akcja” w Tarnowie, skąd w ciągu trzech dni deportowano około 9–10 tys. osób. W pierwszej połowie czerwca transport z około 450 Żydami odszedł także z Dąbrowy Tarnowskiej. Podobnie jak w przypadku transportów lubelskich i galicyjskich wśród ofiar dominowały osoby uznane za niezdolne lub nieprzydatne do pracy.
W połowie czerwca obóz został ponownie zamknięty, tym razem w związku z budową nowych komór gazowych. Transporty wznowiono 7 lipca. W miesiącach letnich akcja eksterminacyjna przybrała największe natężenie, co było zapewne pokłosiem decyzji Heinricha Himmlera w sprawie zakończenia deportacji wszystkich Żydów z Generalnego Gubernatorstwa do końca 1942 roku. W ocenie Kuwałka „najbardziej krwawymi miesiącami” w historii obozu okazały się sierpień i wrzesień. Z jego obliczeń wynika, że w Bełżcu zgładzono wtedy odpowiednio 134 tys. i 78–81 tys. Żydów.
Latem 1942 roku liczne transporty przybyły do Bełżca z dystryktu Galicja. Pierwszy odszedł 27 lipca z Rawy Ruskiej; znajdowało się w nim ok. 3,5 tys. osób. 4 sierpnia z Sambora i pobliskich miejscowości wywieziono około 6 tys. osób, a dwa dni później tak samo liczny transport odprawiono w Borysławiu. 8 sierpnia miała miejsce deportacja z Drohobycza i sąsiednich miejscowości; jej ofiarą padło od 2,7 tys. do 5 tys. osób. Od 10 do 25 sierpnia trwała natomiast „wielka akcja” we Lwowie. Niemcy wywieźli wtedy do Bełżca od 38 tys. do 50 tys. Żydów. W tym samym czasie „wysiedleniem” objęto mniejsze miejscowości powiatu lwowskiego. 12 sierpnia z Bóbrki wywieziono 1260 osób. 19 sierpnia odszedł transport z Gródka Jagiellońskiego, w którym znalazło się ok. 2,8 tys. osób. 26 sierpnia z Turki i Brzuchowic deportowano blisko 5 tys. osób. Dzień później nastąpiła „akcja” w Czortkowie, podczas której wywieziono około 3 tys. Żydów. 31 sierpnia duże transporty odeszły z Tarnopola i Złoczowa; znalazło się w nich odpowiednio 4940 i 2,8 tys. osób. 3 września ze Stryja wywieziono około 5 tys. osób. Dwa dni później transport z blisko 6,5 tys. Żydami odszedł ze Skola. Między 7 a 10 września z Kołomyi i okolicznych miejscowości deportowano w dwóch transportach blisko 13 tys. osób. 12 września do Bełżca wywieziono około 5 tys. Żydów ze Stanisławowa. Trzy dni później odprawiony został transport, w którym znajdowało się 2,9 tys. Żydów z Kamionki Strumiłowej i Radziechowa. 19 września miała miejsce deportacja z Brodów i Podkamienia, której ofiarą padło około 2,8 tys. osób. 21 września Niemcy przeprowadzili „akcje” w powiatach brzeżańskim i rohatyńskim, wywożąc w dwóch transportach około 5 tys. Żydów. 26 września odszedł transport z Borszczowa, a cztery dni później z Tarnopola; znalazło się w nich odpowiednio 5 tys. i 5,8 tys. osób. We wrześniu transporty do Bełżca zostały także odprawione w Bolechowie (5 września, co najmniej 450 osób) i Sokalu (17 września, 2–2,9 tys. osób).

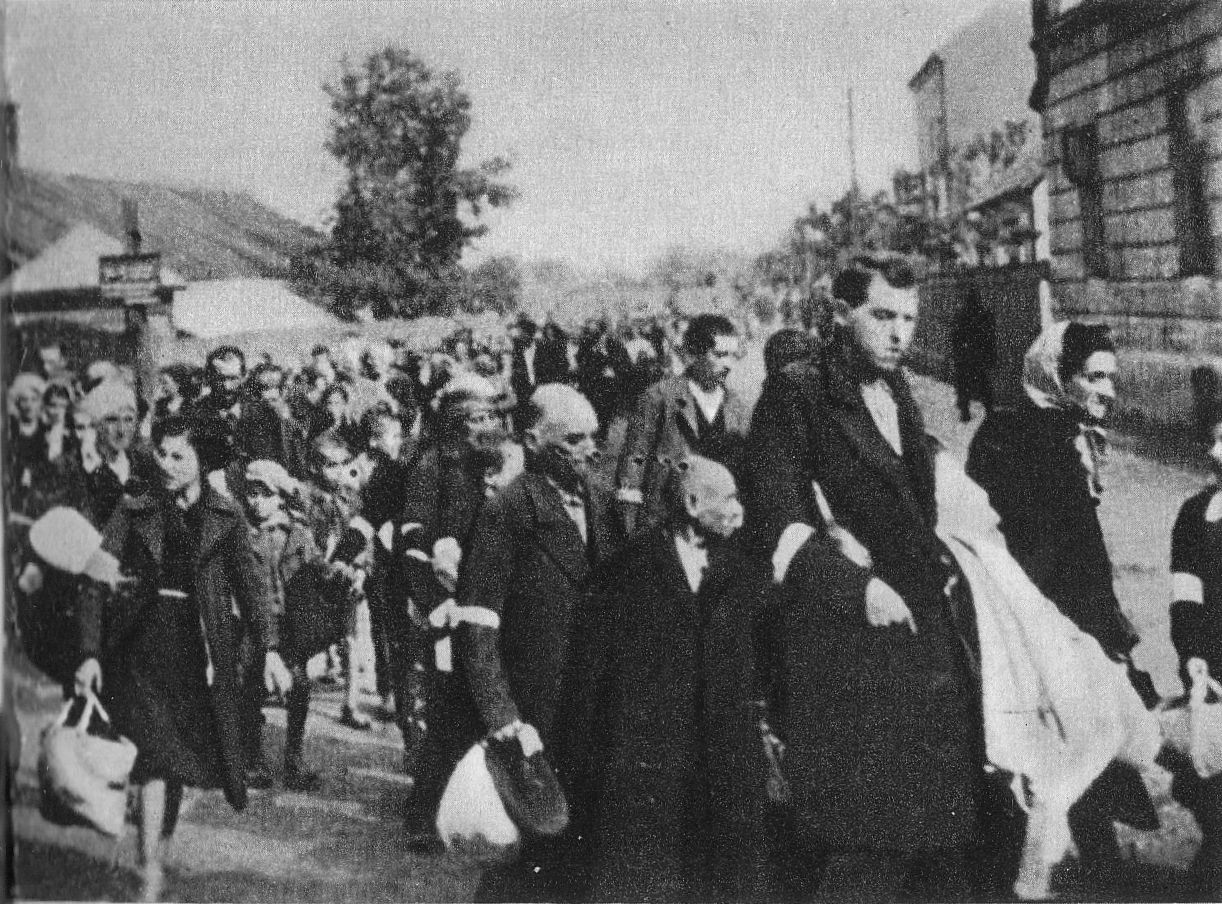
Deportacja Żydów rzeszowskich do obozu w Bełżcu, 1942

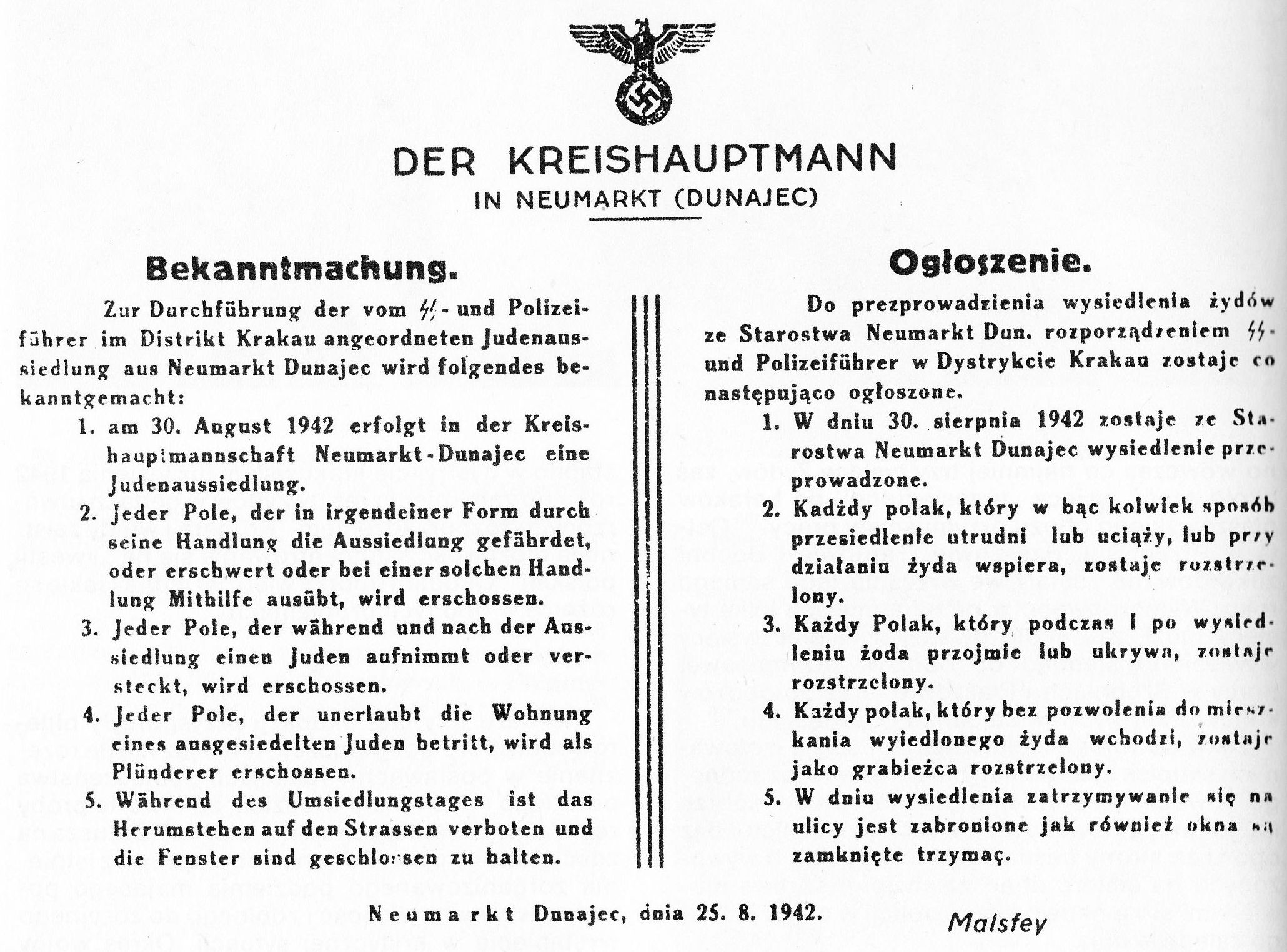
Obwieszczenie o wysiedleniu (do obozu zagłady w Bełżcu) Żydów z terenu powiatu nowotarskiego, 25 sierpnia 1942

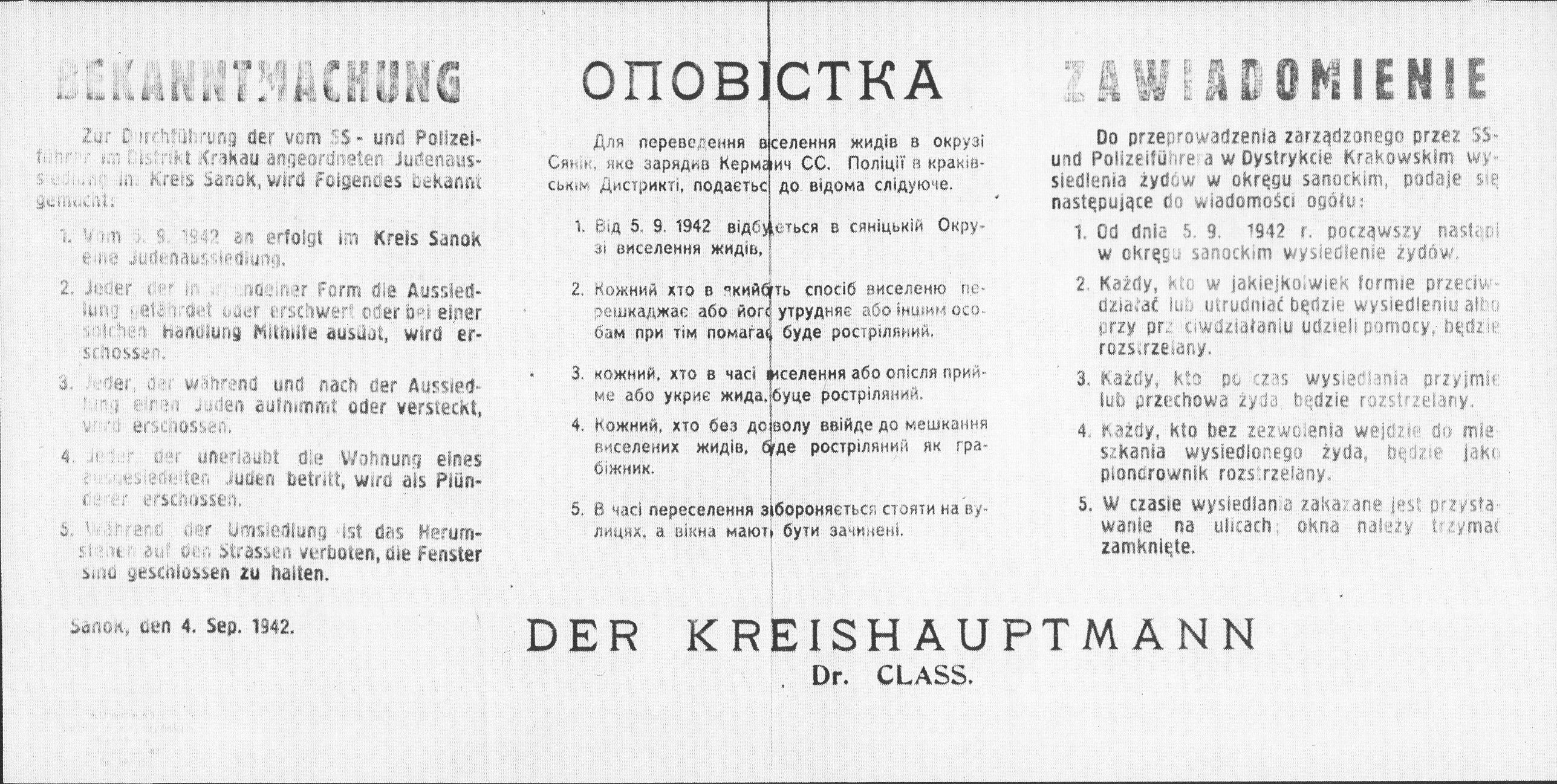
Obwieszczenie o wysiedleniu Żydów z powiatu sanockiego. Większość z nich została zgładzona w obozie w Bełżcu

W miesiącach letnich w Bełżcu zgładzono również dziesiątki tysięcy Żydów z dystryktu krakowskiego. W lipcu z Rzeszowa i powiatu rzeszowskiego deportowano w czterech transportach około 16 tys. osób. W tym samym miesiącu przeprowadzono również „akcje” w Dębicy (10 lipca, 3 tys. osób), Baranowie Sandomierskim (12 lipca, 1,3 tys. osób), Dąbrowie Tarnowskiej (17 lipca, 1,8 tys. osób) i Dobromilu (29 lipca, 5 tys. osób). Między 27 lipca a 3 sierpnia w trzech transportach wywieziono do Bełżca około 13 tys. Żydów z Przemyśla i powiatu przemyskiego. W pierwszej połowie sierpnia przybywały natomiast transporty z obozu w Pełkiniach, który stanowił punkt zborny dla żydowskiej ludności powiatu jarosławskiego. Znalazło się w nich 8 tys. osób (m.in. z Jarosławia, Leżajska, Łańcuta). Od 10 do 15 sierpnia trwała „akcja” w powiecie krośnieńskim, w której trakcie wywieziono około 5 tys. osób. Deportacje w powiecie jasielskim przeprowadzono 16–20 sierpnia; wywieziono wtedy ponad 10 tys. Żydów z Jasła, Gorlic, Biecza i Bobowej. 24 sierpnia rozpoczęła się wielka „akcja” w powiecie nowosądeckim. W ciągu czterech dni wywieziono około 16 tys. Żydów (m.in. z Nowego Sącza, Starego Sącza, Krynicy, Limanowej, Piwnicznej i Łącka). Od 28 do 30 sierpnia trwały deportacje z powiatu nowotarskiego; w Bełżcu zgładzono wtedy blisko 3 tys. Żydów z Nowego Targu, Zakopanego, Czarnego Dunajca, Makowa Podhalańskiego, Rabki i Szczawnicy. Na przełomie sierpnia i września Niemcy przeprowadzili „akcje” w mniejszych miejscowościach powiatu krakowskiego i miechowskiego. Pierwsze transporty odeszły z Bochni (25 sierpnia, ok. 2,6 tys. osób), Wieliczki (27 sierpnia, ok. 6,3 tys. osób) i Skawiny (27 sierpnia, ok. 3 tys. osób). 2 września z getta zbiorczego w Słomnikach wywieziono około 6–7 tys. Żydów. Znaleźli się wśród nich m.in. mieszkańcy Miechowa, Olkusza, Proszowic i Skały. We wrześniu w Bełżcu zgładzono także około 8 tys. Żydów z Bieszczadów, Beskidu Niskiego i okolic Sanoka, których w dwóch transportach wywieziono z obozu w Zasławiu (4 i 8 września). W tym samym miesiącu odeszły jeszcze transporty z Wolbromia (9 września, 2 tys. osób), Tarnowa (12–13 września, ok. 3,5 tys. osób), obozu pracy w Pustkowie (16 września, ok. 1,8 tys. osób), Dąbrowy Tarnowskiej (18 września, ok. 500 osób), Gorlic (nieznana data, 670 osób).
Latem 1942 do Bełżca przybył tylko jeden transport z dystryktu lubelskiego. Znalazło się w nim około 2,9 tys. Żydów z Biłgoraja, Szczebrzeszyna i Tarnogrodu (8 sierpnia).

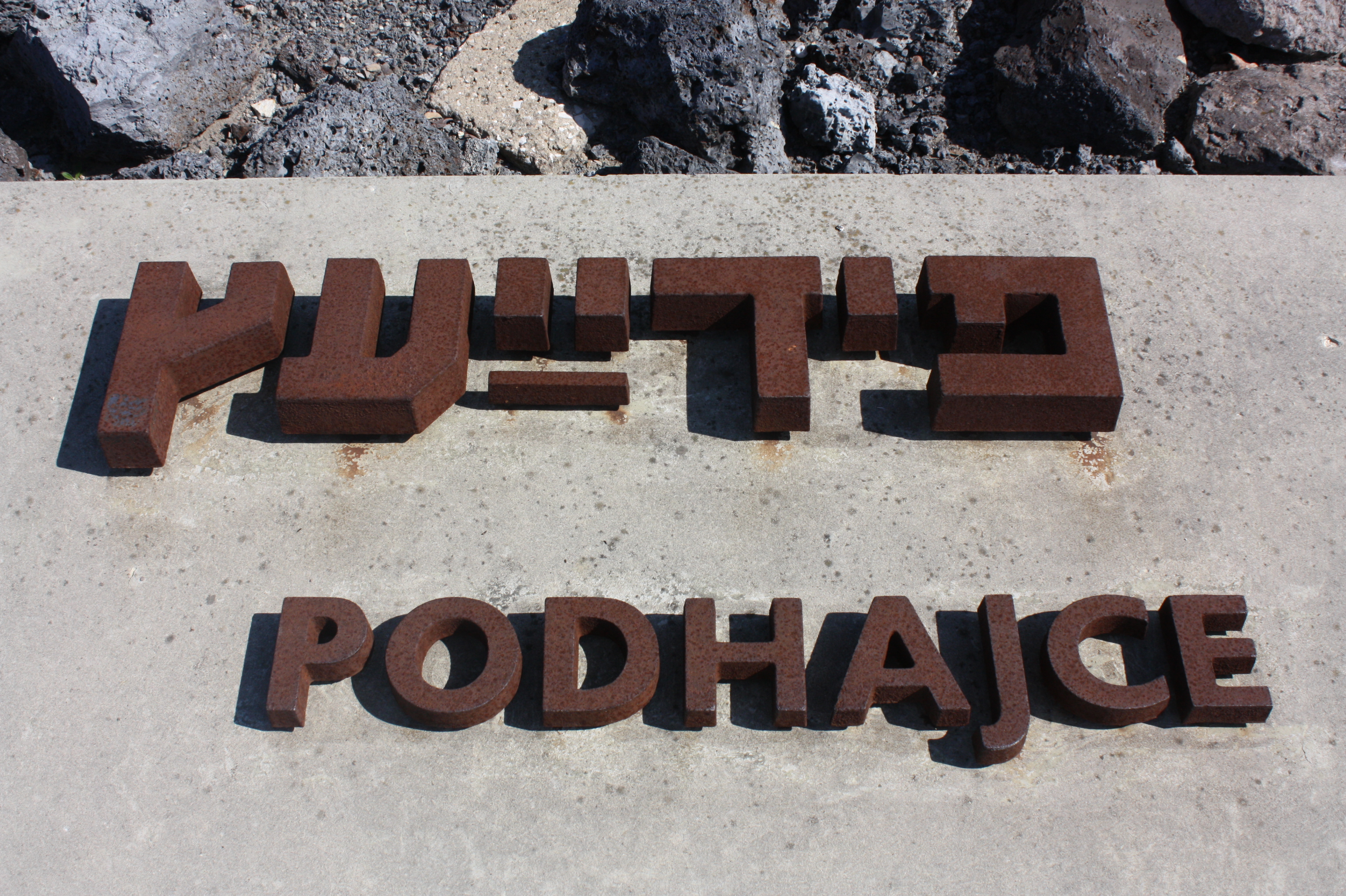
Muzeum – Miejsce Pamięci w Bełżcu. Napis upamiętniający ofiary z Podhajec

Kolejny etap deportacji przypadł na październik i listopad. Celem Niemców stało się wówczas usunięcie z gett wszystkich Żydów, którzy nie byli zatrudnieni w przedsiębiorstwach i instytucjach pracujących na rzecz niemieckiego wysiłku wojennego. Do Bełżca nadal z dużą częstotliwością przybywały transporty z dystryktu Galicja, aczkolwiek w porównaniu z transportami letnimi liczba deportowanych była mniejsza. 5 października z powiatu tarnopolskiego deportowano ok. 6 tys. osób, a 11 października z Kołomyi odszedł transport, w którym znalazło się blisko 4 tys. Żydów. 15 października miała miejsce kolejna „akcja” w Stanisławowie, w wyniku której wywieziono blisko 2 tys. osób. Z kolei 21 października blisko 4 tys. Żydów deportowano ze Zbaraża i Skałatu. Następnego dnia blisko 2 tys. osób wywieziono z Turki, a 23 października odprawiony został zbiorczy transport z Drohobycza, Borysława, Stryja i Sambora, w którym znalazło się 3459 osób. 26 października do Bełżca odeszły transporty z powiatu brzeżańskiego (2,7 tys. osób) oraz z Pomorzan (1,4 tys. osób). Kolejne „akcje” miały miejsce w Sokalu i Kamionce Strumiłowej (28 października, ok. 2,5 tys. osób) i Podhajcach (31 października, ok. 1,2 tys. osób). 2 listopada około 2,5 tys. osób wywieziono z Brodów, a dwa dni później transport o tej samej liczebności odprawiono w Złoczowie. Kolejny duży transport zbiorczy, w którym znalazło się blisko 3,9 tys. Żydów ze Zbaraża, Skałatu, Tarnopola i Trembowli, odszedł do Bełżca 10 listopada. Z kolei 18 listopada w getcie lwowskim rozpoczęła się tzw. akcja listopadowa. W ciągu trzech dni wywieziono do Bełżca około 8–10 tys. Żydów. Ponadto w listopadzie transporty o dużej liczebności odeszły m.in. z Jaworowa (8 listopada, ok. 1,3 tys. osób), Stryja (15 listopada, ok. 1,2 tys. osób), Żółkwi (22 listopada, ok. 1,7 tys. osób), Buczacza (27 listopada, ok. 1,6 tys. osób), Mościsk (28 listopada, ok. 2,5 tys. osób), Szczerca i Nawarii (29 listopada, 863 i 450 osób) oraz z powiatu drohobyckiego (30 listopada, ok. 2–3 tys. osób).
W październiku i listopadzie do Bełżca wysyłano transporty z południowych powiatów dystryktu lubelskiego, przede wszystkim z „gett tranzytowych”. 4 października z Biłgoraja odszedł transport z około 2,5 tys. Żydów, których przypędzono pieszo z Ulanowa w powiecie janowskim. Dla mieszkańców powiatu janowskiego miejscem koncentracji były jednak w pierwszym rzędzie Kraśnik i Zaklików. Z tego pierwszego miasta transporty wysłano 18 października (ponad 4 tys. osób) i 1 listopada (ok. 3 tys. osób). Deportacje z Zaklikowa nastąpiły natomiast 15 października i 3 listopada; ich ofiarą padło odpowiednio około 5 tys. i 2 tys. Żydów. W dalszej kolejności „wysiedleniami” objęto powiat biłgorajski. 22 października ze stacji w Szczebrzeszynie odszedł transport liczący około 1,3 tys. osób. Drugi transport, w którym znalazło się około 3–4 tys. osób, odprawiono 4 listopada w Zwierzyńcu. Dla mieszkańców powiatów krasnostawskiego i zamojskiego „gettem tranzytowym” była Izbica. Transporty do Bełżca odeszły stamtąd 19 października (ok. 2,5 tys. osób) i 1 listopada (ok. 1,5 tys. osób). Poza tym w październiku i listopadzie zgładzono w Bełżcu około tysiąca Żydów z Tomaszowa Lubelskiego i Lubyczy Królewskiej. Jicchak Arad podaje ponadto, że pod koniec października do Bełżca wysłano około 8,2 tys. Żydów z gett w Sandomierzu i Zawichoście, które leżały w dystrykcie radomskim.
Jesienią w dalszym ciągu przybywały transporty z dystryktu krakowskiego. 2 października w zbiorczym transporcie z Działoszyc i Miechowa deportowano blisko 3 tys. Żydów. 28 października miała miejsce kolejna „akcja” w getcie krakowskim, w której wyniku wywieziono około 4,5 tys. osób, w tym personel i część dzieci z żydowskiego sierocińca. 8 listopada transport z około 1,5 tys. osób odprawiono w Miechowie, a trzy dni później blisko 500 Żydów wywieziono z Bochni. 15 listopada nastąpiły równoczesne „akcje” w Tarnowie i Rzeszowie, w których wyniku deportowano odpowiednio 2,5 tys. osób i 1,5 tys. osób. Z kolei 17 listopada do Bełżca odeszły transporty z Przemyśla (3 tys. osób) i Dębicy (600 osób).
Na początku grudnia w obozie zgładzono jeszcze od 7,4 tys. do 10,6 tys. Żydów z gett w dystrykcie Galicja. Transporty odeszły z Brzeżan (4 grudnia, 1–1,2 tys. osób), Przemyślan (5 grudnia, 3 tys. osób), Rohatyna (8 grudnia, 1,4 tys. osób) i Rawy Ruskiej (7–11 grudnia, od 2 tys. do 5 tys. osób). Były to ostatnie masowe transporty, które przybyły do Bełżca.
Na mocy porozumienia zawartego z władzami Rumunii Niemcy zamierzali wywieźć do Bełżca blisko 300 tys. rumuńskich Żydów. Deportacje nie doszły jednak do skutku, gdyż pod wpływem nacisków zagranicznych oraz sprzeciwu wewnątrz kraju rząd Rumunii wycofał się z porozumienia.

### Modus operandi

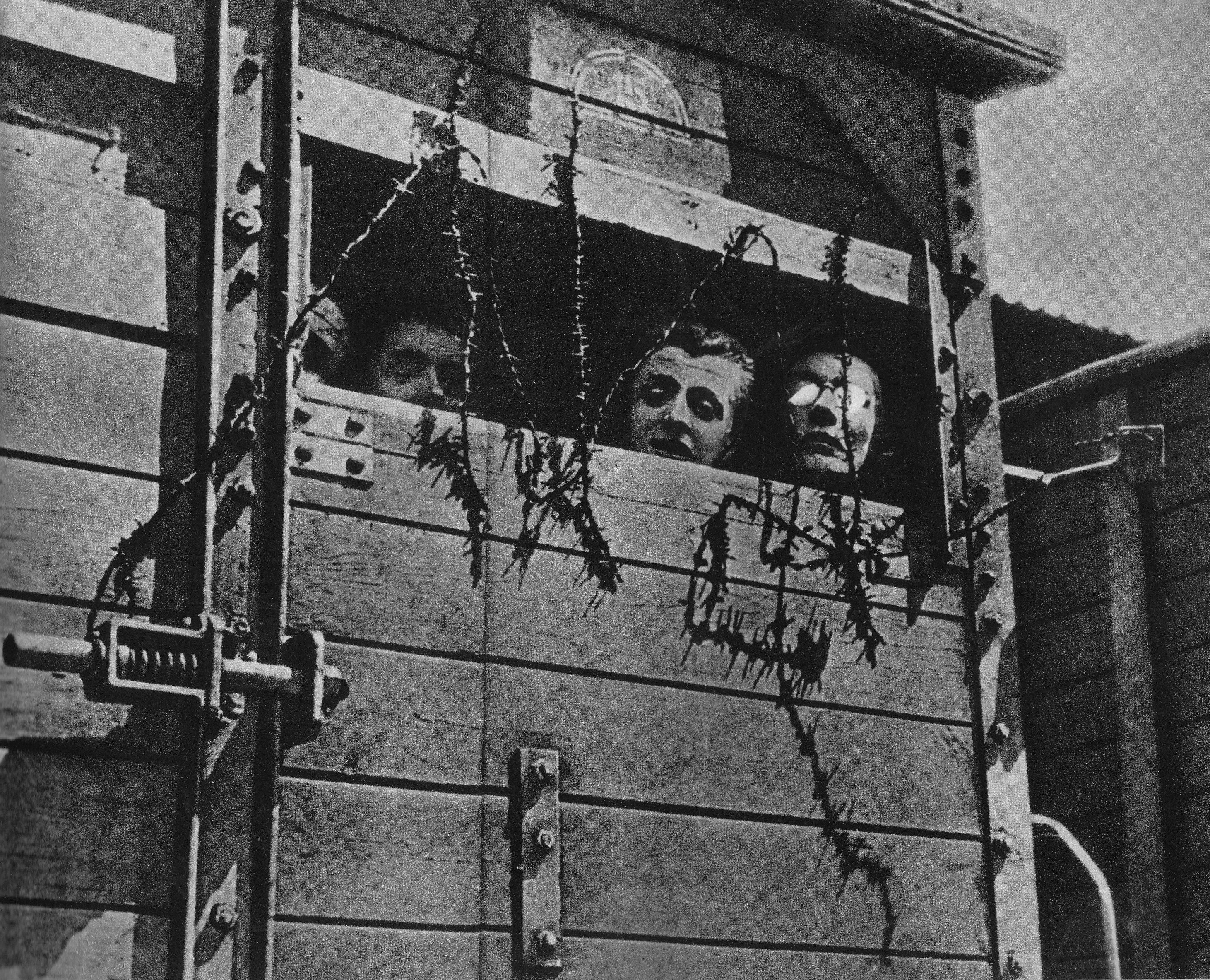
Żydzi w wagonie towarowym w drodze do obozu zagłady

Zazwyczaj ofiary przywożono do Bełżca koleją. Jedynie Żydów z najbliższych miejscowości dowożono furmankami i samochodami ciężarowymi lub gnano do obozu pieszo. W pierwszym tygodniu działalności Bełżec przyjmował codziennie 1–2 pociągi, z których każdy przywoził od 1 tys. do 1,5 tys. osób. W kolejnych tygodniach zaczęły przybywać transporty o liczebności 2–3 tys., a w pojedynczych wypadkach nawet 4–5 tys. osób. Latem 1942 roku, w okresie największego natężenia akcji eksterminacyjnej, obóz przyjmował do trzech transportów dziennie. W tym okresie liczebność pojedynczego transportu nierzadko przekraczała 6 tys. osób. Największy transport do Bełżca odprawiono 10 września w Kołomyi. Znalazło się w nim 8205 Żydów.
Już same warunki transportu były przyczyną ogromnej śmiertelności. Zdarzało się, że mieszkańców mniejszych gett pędzono przez wiele kilometrów do najbliższej stacji kolejowej, gdzie oczekiwały podstawione pociągi. Podróż do Bełżca odbywała się bez wody i żywności, w zaplombowanych i zatłoczonych wagonach towarowych, które były pozbawione jakichkolwiek urządzeń sanitarnych. Do wagonów, które zdolne były pomieścić 50–60 ludzi, często wpędzano po 90–100 osób, a w skrajnych wypadkach nawet 180–200 osób. Jesienią 1942 roku, gdy wzrosła liczba ucieczek z transportów, Niemcy uczynili warunki podróży jeszcze bardziej nieludzkimi. Rozkazywali deportowanym, aby przed wejściem do pociągu rozebrali się do naga, a podłogi wagonów wysypywali palonym wapnem. W konsekwencji Żydzi masowo umierali z powodu pragnienia, wyczerpania i braku powietrza. We wspomnianym transporcie z Kołomyi jedna czwarta deportowanych zginęła jeszcze przed dotarciem do Bełżca.
Niektórzy Żydzi próbowali uciekać z transportów. Liczba takich przypadków wzrosła zwłaszcza jesienią 1942 roku. W tym okresie mieszkańcy gett byli już bowiem świadomi oczekującego ich losu i nawet zabierali ze sobą narzędzia do wybijania dziur w podłogach i wyrywania okien wagonów. W przypadku wrześniowego transportu z Kołomyi liczba uciekających była tak duża, że niemiecka eskorta, wystrzeliwszy wszystkie naboje, była zmuszona używać bagnetów, a nawet ciskać w Żydów kamieniami. Uciekinierzy często ginęli w wyniku obrażeń poniesionych podczas wyskakiwania z wagonów lub od kul eskorty. Świadkowie wspominali, że pobocza torów kolejowych, które prowadziły ze wschodniogalicyjskich miast w kierunku Bełżca, były zasłane setkami zwłok. Tych Żydów, którzy uniknęli natychmiastowej śmierci, wyłapywała i mordowała niemiecka policja i straż kolejowa. Zdarzało się, że do rannych i zszokowanych uciekinierów strzelali „dla rozrywki” niemieccy pasażerowie pociągów pasażerskich. W dystrykcie Galicja nagminne były przypadki, gdy uciekinierów wyłapywała, grabiła i mordowała Ukraińska Policja Pomocnicza lub ukraińscy chłopi zamieszkujący w pobliżu linii kolejowych. Do podobnych wypadków dochodziło także na terenach zamieszkanych przez ludność polską. Janusz Peter wspominał, że wzdłuż linii kolejowej Zwierzyniec – Bełżec krążyło „niemało szpiegów, szakali w ludzkim ciele, gotowych zdradzić czy zabić dla zysku”, a także zwykłych szabrowników, którzy poszukiwali wyrzuconych z wagonów przedmiotów.
Nadejście transportu anonsowała telegraficznie obsługa stacji kolejowej w Zwierzyńcu (jeśli nadchodził od strony Lublina) lub stacji w Rawie Ruskiej (jeśli nadchodził od strony Lwowa). Kontroler ruchu na stacji w Bełżcu przekazywał wiadomość esesmanowi dyżurującemu w komendanturze, a ten za pomocą telefonu polowego alarmował załogę obozu. „Pociągi specjalne” kończyły bieg na bełżeckiej stacji. Zazwyczaj transport liczył więcej wagonów, niż mogło się zmieścić przy obozowej rampie. Dzielono go wtedy na kilka części, które przy pomocy parowozu wtaczano na teren obozu. Ich liczebność była uzależniona od długości rampy i „zdolności absorpcyjnych” obozu. Początkowo wtaczano jednorazowo od 8–10 wagonów, później liczba ta wzrosła do 15–20. Po opróżnieniu wagony były odwożone z powrotem na stację, po czym parowóz wtaczał do obozu kolejną część składu. Początkowo parowóz obsługiwał Rudolf Göckel, niemiecki zawiadowca stacji w Bełżcu. Gdy liczba transportów znacznie wzrosła, do pracy tej zaczęto zmuszać także polskich kolejarzy. Zeznawali oni po wojnie, że nie pozwalano im przekraczać granicy obozu. Ślady oleju napędowego, które w czasie badań archeologicznych odnaleziono w miejscu, gdzie kończyła się obozowa rampa, mogą jednak wskazywać, że w rzeczywistości lokomotywy były wprowadzane za bramę. Eskorcie pociągów nie pozwalano wchodzić na teren obozu; jej członkowie musieli patrolować teren między stacją a obozem. Likwidację transportów przeprowadzano wyłącznie za dnia. Pociąg, który przybył w godzinach wieczornych, musiał do świtu oczekiwać na stacji.
Gdy wagony zatrzymały się przy obozowej rampie, esesmani i wachmani brutalnie wypędzali Żydów na zewnątrz, po czym błyskawicznie odprowadzali ich na przyległy plac. Po pewnym czasie do otwierania wagonów i wyprowadzania ludzi zaczęto zmuszać żydowskich więźniów, gdyż Niemcy uznali, że ich widok działa uspokajająco na ofiary. Według polskiego kolejarza, który był świadkiem „rozładunku” jednego z transportów, opróżnianie wagonów zajmowało niespełna cztery minuty. Gdy wszyscy Żydzi zgromadzili się na placu, jeden z esesmanów wygłaszał do nich przemowę. Początkowo czynił to osobiście komendant Wirth, później zadanie to spadło na Fritza Jirmanna. Ofiarom oznajmiano, że znajdują się w obozie przejściowym, z którego po niezbędnej kąpieli i dezynfekcji zostaną wysłane do obozów pracy. Świadkowie wspominali, że Wirth i Jirmann potrafili być do tego stopnia przekonujący, iż Żydzi nagradzali ich przemowy spontanicznym aplauzem. Wszystkie osoby, które stawiały opór lub głośno wyrażały wątpliwości, brutalnie bito lub zabijano na oczach całego transportu. W międzyczasie żydowscy więźniowie dokładnie czyścili wagony. Później jeden z esesmanów w towarzystwie kilku wachmanów, a czasami również zawiadowcy Göckla, sprawdzał je w poszukiwaniu ukrytych osób.

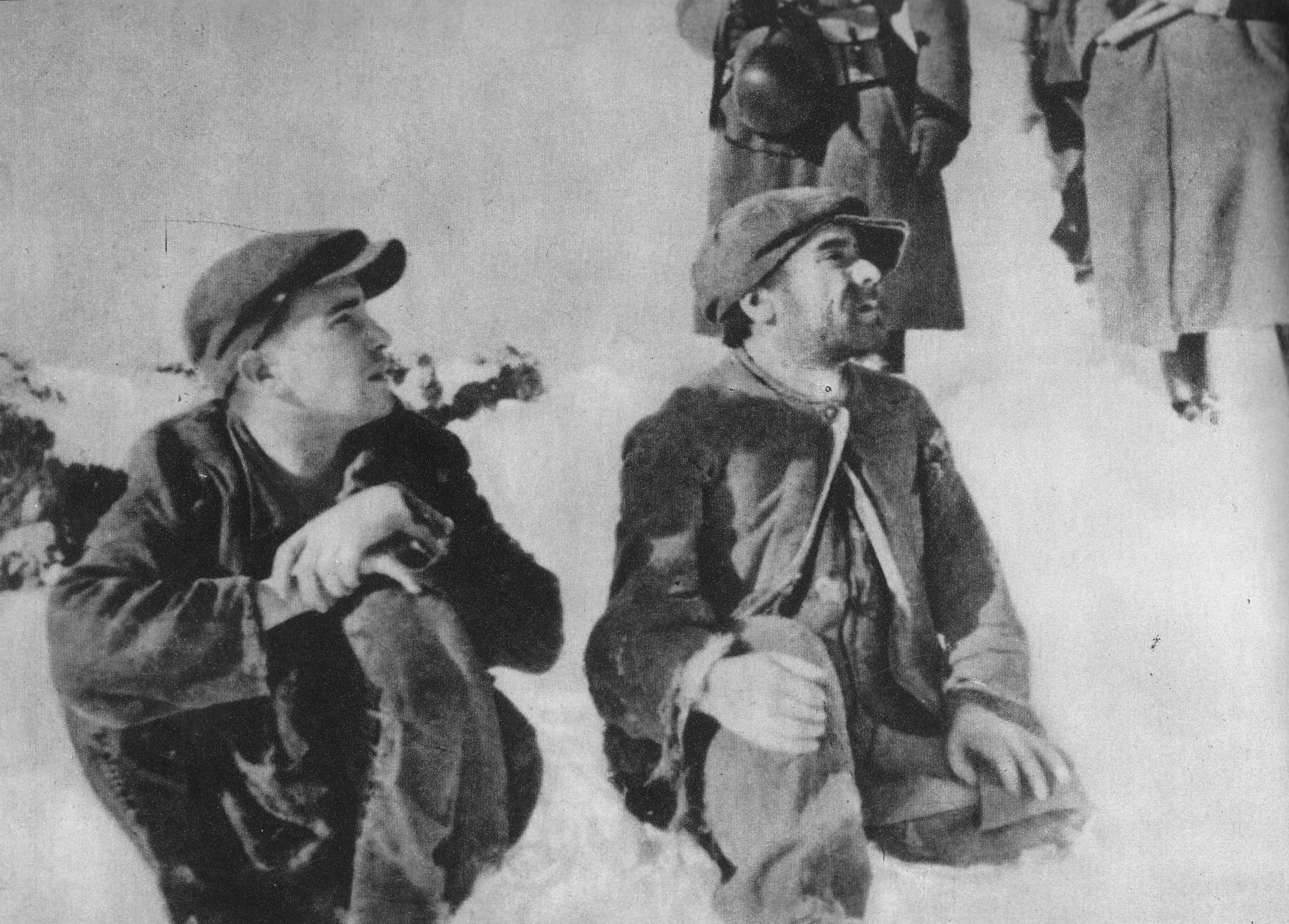
„Żydzi przed egzekucją. Obóz zagłady w Bełżcu” (cyt. za opisem zdjęcia)

Z tłumu zazwyczaj wybierano od kilkudziesięciu do kilkuset młodych i silnych mężczyzn, którzy przez pewien czas mieli pracować w obozowych komandach roboczych. Pozostałych Żydów zmuszano do pozostawienia bagażu i rozebrania się do naga. Początkowo wszystkie ofiary rozbierały się razem – najpierw na placu przy rampie, później w baraku-rozbieralni. Dopiero gdy rozbieralnię powiększono o kolejny barak, zaczęto rozdzielać mężczyzn od kobiet z dziećmi. W rozbieralni znajdował się „kantor”, w którym ofiary musiały zdać pieniądze i przedmioty wartościowe. W zamian wydawano im betonowe krążki z wyrytymi numerami, stanowiące rzekomo podstawę do późniejszego odebrania „depozytu”. Nadzy mężczyźni musieli od razu udać się do „śluzy”, natomiast kobiety prowadzono do pomieszczenia „fryzjerów”. Obcinanie włosów trwało zwykle do dwóch godzin; w tym czasie Niemcy zazwyczaj zdołali już zgładzić wszystkich mężczyzn. Zdarzało się, że niektórych mężczyzn zmuszano, aby przed śmiercią pomogli więźniom w uprzątnięciu placu i rozbieralni. Członkowie załogi oraz pracujący w rozbieralni więźniowie starali się do ostatniej chwili utrzymać ofiary w nieświadomości co do oczekującego ich losu. Niemniej całą „procedurę” przeprowadzano brutalnie i w ogromnym pośpiechu, chcąc oszołomić Żydów i pozbawić ich wszelkich możliwości obrony. Osoby, które stawiały opór lub odmawiały wykonania poleceń, były katowane i zabijane.

Zupełnie nadzy mijają nas mężczyźni, kobiety, młode dziewczyny, niemowlęta, jednonodzy. W rogu stoi przysadzisty SS-man, który głośnym, pastoralnym głosem woła do nieszczęśliwców: „nie stanie się wam nic złego! Musicie tylko szybko wdychać, ta inhalacja wzmacnia płuca, działa na choroby zakaźne i jest dobrym środkiem dezynfekującym!” Kiedy go zapytano, jaki będzie ich los, odpowiedział: „Mężczyźni muszą pracować, budować drogi i wznosić domy, ale kobiety nie mają obowiązku pracy. Ale jeśli tylko będą chciały, mogą pomagać w domu i kuchni”. Dla niektórych z tych biednych ludzi to jeszcze jeden mały promień nadziei, który wystarczy, żeby wejść do komór śmierci bez stawiania oporu – ale większość z nich wie wszystko, zapach wskazuje im ich los! – fragment raportu Kurta Gersteina.

Nagie ofiary przebiegały „śluzę”, po czym były wprowadzane do komór gazowych. Po drodze bito je pejczami lub kłuto bagnetami. Po zamknięciu drzwi esesman Lorenz Hackenholt lub jeden z podległych mu wachmanów uruchamiali silnik. Zazwyczaj gazowanie trwało około 20–30 minut. Zdarzało się jednak, że silnik ulegał awarii, a stłoczone w komorach ofiary przez kilka godzin oczekiwały na jego naprawienie. Gdy oprawcy upewnili się, że wszystkie ofiary są martwe, do pracy przystępowali żydowscy więźniowie, którzy wyciągali zwłoki oraz czyścili komory ze śladów krwi, wymiocin i odchodów. Następnie przenosili ciała do masowych grobów, zatrzymując się na krótko po drodze, aby „dentyści” mogli wyrwać ofiarom złote zęby i mostki dentystyczne oraz sprawdzić naturalne otwory ciała w poszukiwaniu ukrytych kosztowności. Do transportu zwłok wykorzystywano początkowo wagoniki kolejki wąskotorowej. Prawdopodobnie sposób ten okazał się jednak nieefektywny, więc tragarzy wyposażono w skórzane rzemienie, które służyły im do ciągnięcia zwłok. Złożone w grobach ciała przysypywano cienką warstwą ziemi. Osoby, które przeżyły gazowanie, były dobijane przez wachmanów. Likwidacja transportu – od momentu wjazdu na stację w Bełżcu do pogrzebania zwłok w masowych mogiłach – zajmowała nie więcej jak 2–3 godziny.
W transportach znajdowały się osoby niezdolne dotrzeć o własnych siłach do komór gazowych: starcy, inwalidzi, osoby ranne i chore, małe dzieci bez opiekunów. Ludzi tych wyławiano już na rampie i oddzielano od pozostałych Żydów. W momencie, gdy zakończyła się likwidacja zasadniczej części transportu, „osoby niechodzące” były zabierane na noszach do „lazaretu”. Pod tym eufemizmem krył się masowy grób we wschodniej części obozu II, prawdopodobnie położony nieopodal strefy mieszkalnej dla tamtejszych więźniów. Nad jego krawędzią ofiary były rozstrzeliwane przez Niemców i wachmanów. Chaim Hirszman miał raz być świadkiem, jak niemowlęta i małe dzieci żywcem zakopano w mogile. W egzekucjach musieli rotacyjnie uczestniczyć wszyscy esesmani, gdyż obaj komendanci uznawali je za „próbę wytrzymałości”. Najczęściej egzekucje przeprowadzali jednak Werner Dubois, Reinhold Feix, Heinrich Gley, Lorenz Hackenholt, Fritz Jirmann oraz Robert Jührs.
Bełżec bywa określany mianem „laboratorium akcji »Reinhardt«”. Dwa pozostałe ośrodki zagłady utworzone w ramach tej operacji – Sobibór i Treblinka – zostały bowiem zaprojektowane na bazie doświadczeń z jego funkcjonowania. W obu obozach wdrożono wypracowane w Bełżcu techniki kamuflażu, metody eksterminacji oraz zasady postępowania z „Żydami pracującymi”. Ulepszone komory gazowe, które wybudowano w Bełżcu w czerwcu 1942 roku, posłużyły za wzór dla nowych komór w Sobiborze i Treblince.

### Ofiary

#### Szacunki dotyczące liczby ofiar
W 1947 roku sędzia Eugeniusz Szrojt opublikował na łamach „Biuletynu Głównej Komisji Badania Zbrodni Niemieckich w Polsce” artykuł podsumowujący wyniki śledztwa w sprawie Bełżca. Liczbę ofiar obozu oszacował na co najmniej 600 tys. osób. Szacunki te były przywoływane w wielu późniejszych publikacjach i na długi czas utrwaliły się w powszechnej świadomości. Sąd w Monachium, przed którym w 1964 roku toczył się proces załogi Bełżca, także uznał, że w obozie zamordowano około 600 tys. osób. Tę samą liczbę przyjął izraelski badacz Jicchak Arad w swej monografii na temat obozów zagłady akcji „Reinhardt”.

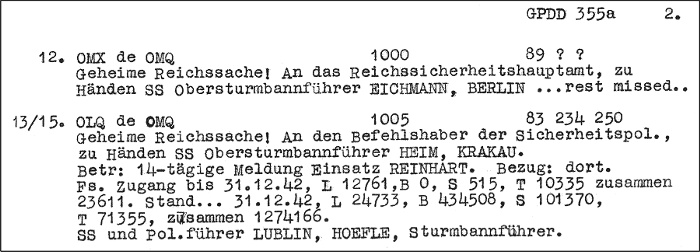
Telegram Hermanna Höflego ze stycznia 1943

Na przełomie lat 60. i 70. po raz pierwszy zaczęto weryfikować dotychczasowe ustalenia w sprawie liczby ofiar obozów akcji „Reinhardt”. Niemiecki historyk Wolfgang Scheffler oszacował wtedy, że w Bełżcu zgładzono 447 442 osoby. Józef Marszałek w artykule opublikowanym w 1996 roku na łamach „Zeszytów Majdanka” przyjął, że liczba zamordowanych wyniosła 483 tys. Raul Hilberg oszacował ją na 550 tys. Nowe światło na sprawę liczby ofiar Bełżca rzuciło odkrycie tzw. telegramu Höflego. Dokument, którego autorem był zastępca kierownika akcji „Reinhardt”, SS-Sturmbannführer Hermann Höfle, zawiera szczegółowe dane na temat liczby Żydów, których do 31 grudnia 1942 roku zamordowano w ośrodkach zagłady w Bełżcu, Sobiborze i Treblince oraz w obozie koncentracyjnym na Majdanku. Został rozszyfrowany przez alianckich kryptologów, jednakże ujawniono go dopiero w 2000 roku. Z telegramu wynika, że w okresie sprawozdawczym zgładzono w Bełżcu 434 508 osób.
Odkrycie telegramu Höflego nie zakończyło debaty na temat liczby ofiar obozu. Chris Webb szacuje ją na około pół miliona, podczas gdy Robin O’Neil przypuszczał, iż mogła sięgnąć nawet 800 tys. W ocenie Roberta Kuwałka „zachowane dzisiaj źródła pozwalają ustalić, że ogólna liczba ofiar obozu nie przekroczyła 500 tys. ludzi, a współczesne ustalenia wskazują, że mogła być ona nawet niższa niż 450 tys. osób”. On sam na podstawie własnych badań szacował, że między 17 marca a 11 grudnia 1942 roku Niemcy skierowali do Bełżca 179 transportów, w których znalazło się od 440 823 do 453 021 Żydów. Muzeum – Miejsce Pamięci w Bełżcu przyjmuje, że liczba ofiar obozu wyniosła około 450 tys. osób
Bełżec podobnie jak pozostałe obozy akcji „Reinhardt”, został stworzony z myślą o „ostatecznym rozwiązaniu kwestii żydowskiej” w Generalnym Gubernatorstwie. Z tego powodu zdecydowaną większość jego ofiar stanowili polscy Żydzi. Niemniej wśród ofiar znaleźli się także Żydzi będący obywatelami innych państw, aczkolwiek – w przeciwieństwie do Sobiboru i Treblinki – do Bełżca nigdy nie skierowano transportu spoza Generalnego Gubernatorstwa. Zagranicznymi ofiarami byli Żydzi austriaccy, czescy, niemieccy i słowaccy, których wysiedlono do Generalnego Gubernatorstwa, a następnie deportowano do Bełżca w transportach z tamtejszych gett. Większość zagranicznych ofiar przeszła przez „getta tranzytowe” w dystrykcie lubelskim, aczkolwiek pewna liczba Żydów niemieckich i austriackich znalazła się także w transportach krakowskich i galicyjskich. Niewykluczone ponadto, że w transportach ze Stanisławowa znalazła się pewna liczba Żydów węgierskich, których w 1941 roku wysiedlono z Zakarpacia. Liczba Żydów-obcokrajowców zamordowanych w Bełżcu pozostaje trudna do oszacowania. Zdaniem Kuwałka nie przekroczyła 25–30 tys. osób. Arad szacował, że w gronie ofiar zagranicznych znalazło się około 7,5 tys. Żydów słowackich, około 7 tys. Żydów z Protektoratu Czech i Moraw, a także znaczna liczba Żydów austriackich i niemieckich.

#### Kwestia nieżydowskich ofiar Bełżca
Do niektórych transportów galicyjskich dołączano również Romów. Fakt mordowania w Bełżcu osób tej narodowości potwierdzają m.in. zeznania jednego z wachmanów. Informacje na temat ofiar romskich są jednak bardzo nieliczne, w szczególności trudno na ich podstawie oszacować liczbę zamordowanych. Nie wiadomo, czy Romów przywożono w transportach krakowskich i lubelskich.
Wiele kontrowersji budzi kwestia polskich ofiar Bełżca. Najprawdopodobniej w „eksperymentalnym okresie” działalności obozu w ruchomej komorze gazowej zabijano niepełnosprawnych lub chorych psychicznie Polaków i Ukraińców z okolicznych wsi, a także polskich więźniów politycznych z więzienia w Zamościu. Prawdopodobnie w późniejszym okresie do obozu doprowadzano i zabijano osoby, które podejrzewano, iż prowadzą jego obserwację. Być może miały również miejsce przypadki, gdy do transportów przypadkowo dołączano pojedynczych Polaków lub Ukraińców, którzy podczas deportacji znaleźli się na terenie gett. Liczba ofiar nieżydowskich pozostaje jednak nieznana.
W swoim artykule z 1947 roku sędzia Eugeniusz Szrojt zamieścił informację, że w Bełżcu zamordowano od 1000 do 1500 Polaków. Miały to być osoby aresztowane pod zarzutem pomagania Żydom lub działalności podziemnej, zazwyczaj mieszkańcy Lwowa i okolic. W późniejszych polskich publikacjach mowa była już wyłącznie o 1500 polskich ofiarach, z których wszystkie miały zostać zamordowane za pomoc Żydom. Przez wiele lat ta informacja widniała również na tablicy znajdującej się na terenie poobozowym.
Podstawą szacunków Szrojta były przede wszystkim zeznania polskiego kolejarza Stefana Kirsza. Twierdził on, że ośmiokrotnie zaobserwował, że do żydowskich transportów dołączone były dwa wagony z Polakami. Miał także dwukrotnie nawiązać kontakt z pasażerami tych wagonów, przy czym w jednym wypadku jego rozmówczynią była rzekomo Polka z Rzeszowa aresztowana za pomaganie Żydom, a w drugim – ukraiński więzień polityczny z Rawy Ruskiej. Prawdopodobnie owe zeznania zostały jednak na Kirszu wymuszone. Fakt pojawienia się w ustaleniach ze śledztwa oraz w publicznym dyskursie informacji o 1500 polskich ofiarach Bełżca Robert Kuwałek i Dariusz Libionka wiążą z tendencją władz Polski Ludowej do „polonizacji” miejsc zagłady Żydów. Wskazują również:

Nie można wykluczyć, że pojedynczy Polacy i Ukraińcy mogli zginąć w Bełżcu, ale przekazy o grupach Polaków przywożonych do Bełżca traktować należy z ogromną ostrożnością.

### Grabież mienia ofiar

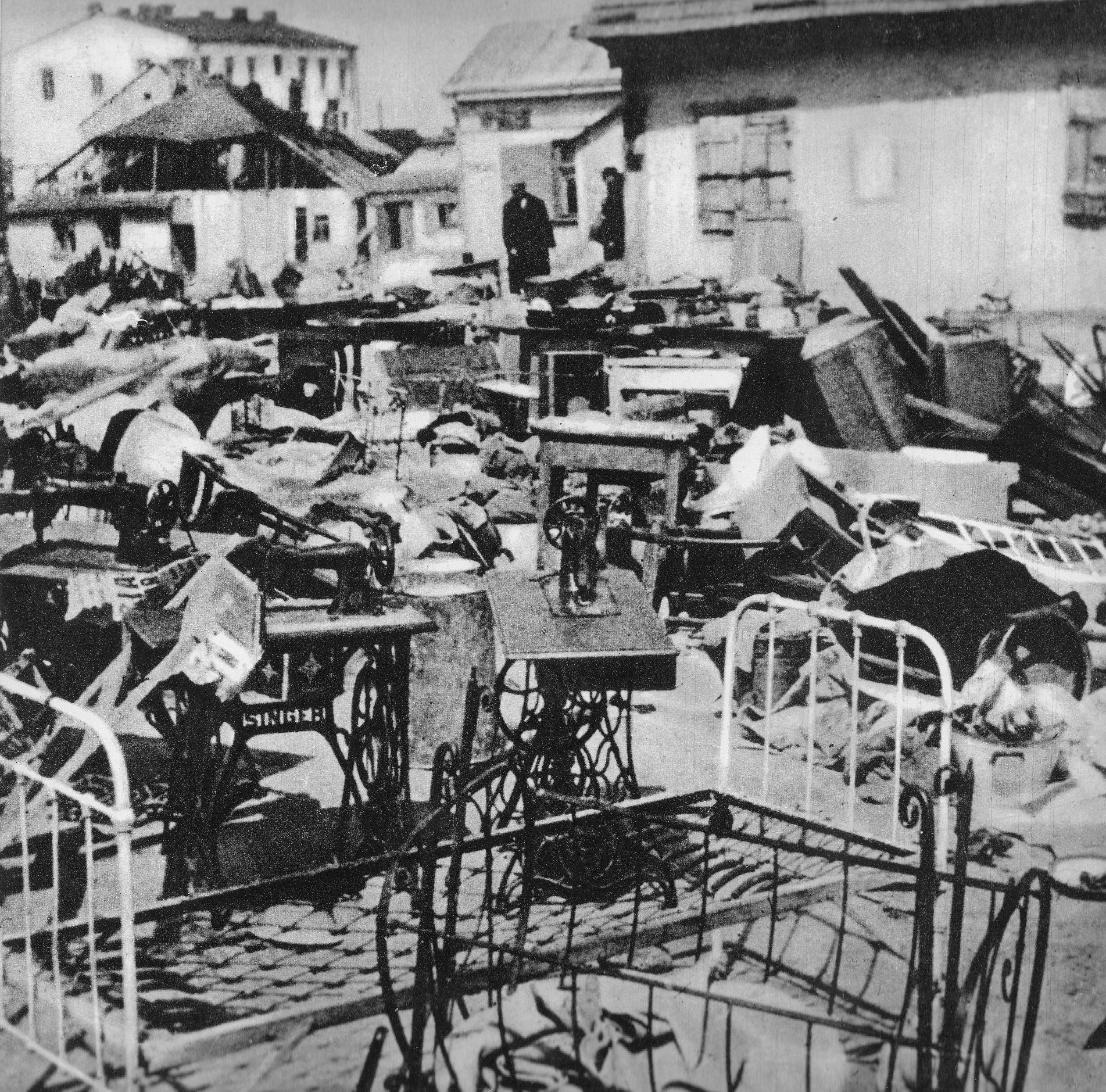
Grabież dotyczyła także przedmiotów pozostawionych przez ofiary w miejscu wysiedlenia. Sprzęty domowego użytku należące do wywiezionych Żydów w Lublinie, 1942

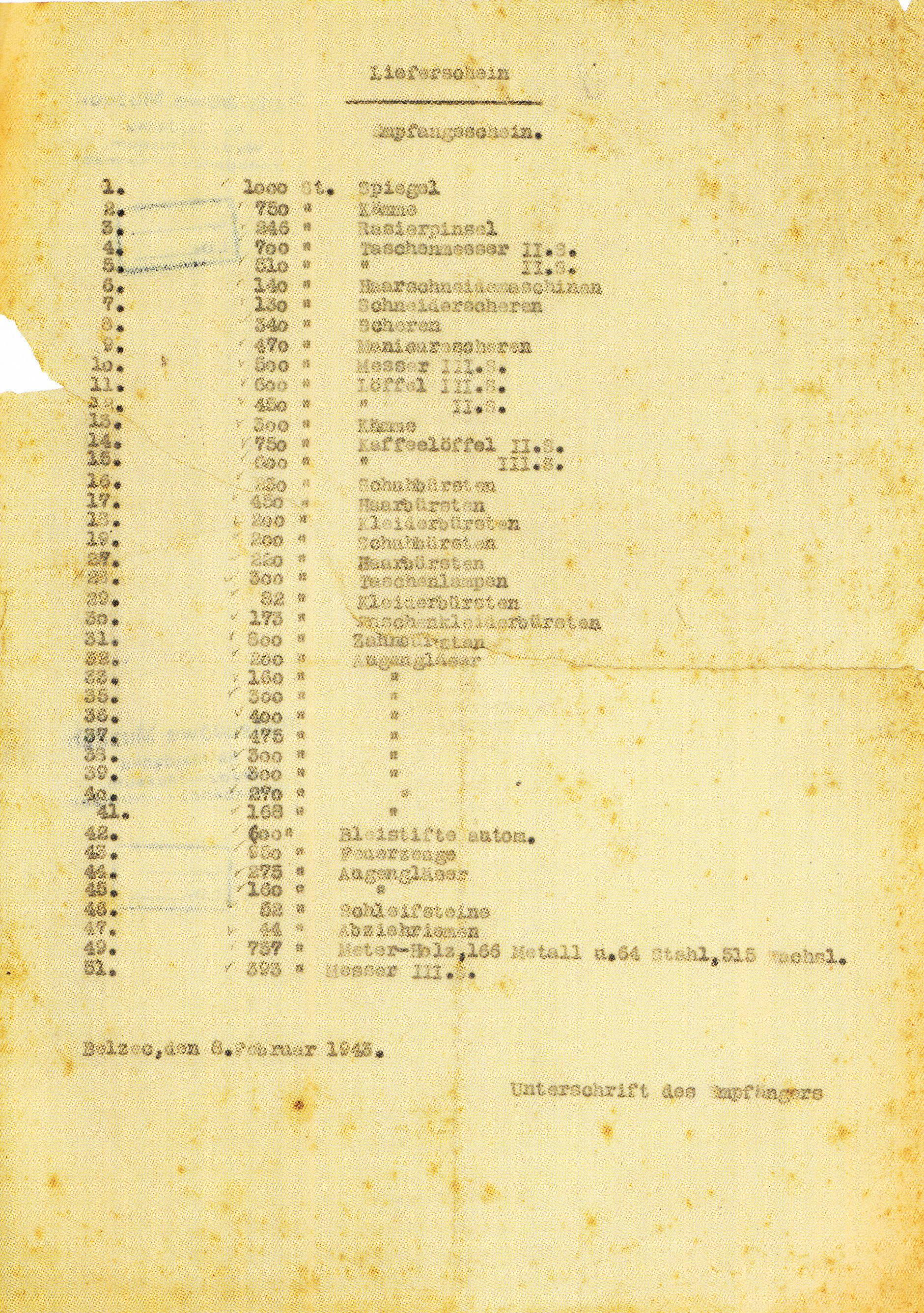
Wykaz przedmiotów przesłanych z obozu zagłady w Bełżcu do magazynów akcji „Reinhardt” w Lublinie. Jest to jedyny zachowany dokument sporządzony przez komendanturę obozu

Ludobójstwu towarzyszyła zakrojona na szeroką skalę grabież. Po likwidacji transportu porzucone na rampie bagaże oraz obuwie, ubrania i przedmioty pozostawione w rozbieralni były przewożone na wagonach-platformach do parowozowni, która leżała poza terenem głównego obozu. Tam specjalne komando złożone z żydowskich więźniów sortowało zrabowane mienie pod względem jakości i rodzaju, rewidowało bagaże i ubrania w poszukiwaniu ukrytych pieniędzy i kosztowności, a także usuwało wszelkie znaki, które świadczyły, że odzież lub przedmioty należały do Żydów. Rzeczy niezdatne do użytku były palone. Następnie odzież pakowano i wywożono koleją do obozu pracy na tzw. starym lotnisku w Lublinie (Flugplatz), gdzie mieściła się centralna sortownia akcji „Reinhardt”. Prawdopodobnie niektóre transporty z odzieżą odebraną ofiarom Bełżca trafiły też do obozu janowskiego we Lwowie. Z obu tych miejsc po uprzedniej dezynfekcji, sortowaniu i naprawie odzież była wysyłana do różnych miejsc przeznaczenia.
Pieniądze i kosztowności były przechowywane na terenie niemieckiej strefy administracyjno-mieszkalnej. Prawdopodobnie początkowo kurierzy Kancelarii Führera zabierali je bezpośrednio do Berlina. Dopiero po upływie dwóch miesięcy na skutek zabiegów Globocnika zaczęto je wysyłać do sztabu akcji „Reinhardt” w Lublinie. Zrabowane pieniądze i precjoza pakowano do skrzyń, plombowano, a następnie pod strażą wywożono samochodem ciężarowym lub w wagonach pocztowych pociągu pośpiesznego relacji Lwów – Lublin – Warszawa. W okresie największego natężenia akcji eksterminacyjnej tego typu przesyłki były wysyłane z Bełżca dwa razy w tygodniu.
Większość zrabowanych przedmiotów rozdysponowywano według precyzyjnie określonych kryteriów. Gotówkę w markach niemieckich i złotych polskich oraz waluty obce w banknotach i złocie przekazywano do Banku Rzeszy w Berlinie, a biżuterię, klejnoty, złote zegarki i inne cenne przedmioty – do Głównego Urzędu Gospodarczego i Administracyjnego SS. Przedmioty wykonane z metali zwykłych oddawano wojsku, materiały włókiennicze wysyłano do fabryk wskazanych przez Ministerstwo Gospodarki Rzeszy, sprzęty domowe będące w dobrym stanie przekazywano osadnikom niemieckim w Generalnym Gubernatorstwie, a przedmioty gorszej jakości przekazywano miejscowej ludności lub niszczono. Włosy ścięte ofiarom trafiały najprawdopodobniej do firmy Paula Reimanna w dolnośląskim Friedlandzie (ob. Mieroszów).
Z pieniędzy odebranych Żydom finansowano wydatki ponoszone podczas akcji „Reinhardt”, w tym koszty transportu ofiar pociągami do obozów zagłady. Pieniądze, kosztowności i inne zrabowane przedmioty były często defraudowane przez Niemców i wachmanów z obozowej załogi.

Dentyści wyrywają złote zęby, złote mostki i złote korony, używając małych młotków. Wśród nich jest kapitan Wirth. Jest w swoim żywiole. Podaje mi dużą puszkę po konserwie, która wypełniona jest zębami i mówi: „Niech Pan potrzyma i zobaczy, ile waży to złoto! A to tylko z wczoraj i przedwczoraj! – I nie uwierzy Pan, co my znajdujemy codziennie: dolary, brylanty, złoto!” – fragment raportu Kurta Gersteina.

## Więźniowie
Tylko dwóch żydowskich więźniów zdołało złożyć zeznania na temat swojego pobytu w Bełżcu. Żadna z tych relacji nie zawiera przy tym szerszego opisu więźniarskiej społeczności. Należy jednak zakładać, że funkcjonowała ona na podobnych zasadach, jak w pozostałych obozach akcji „Reinhardt”.

### Komanda robocze

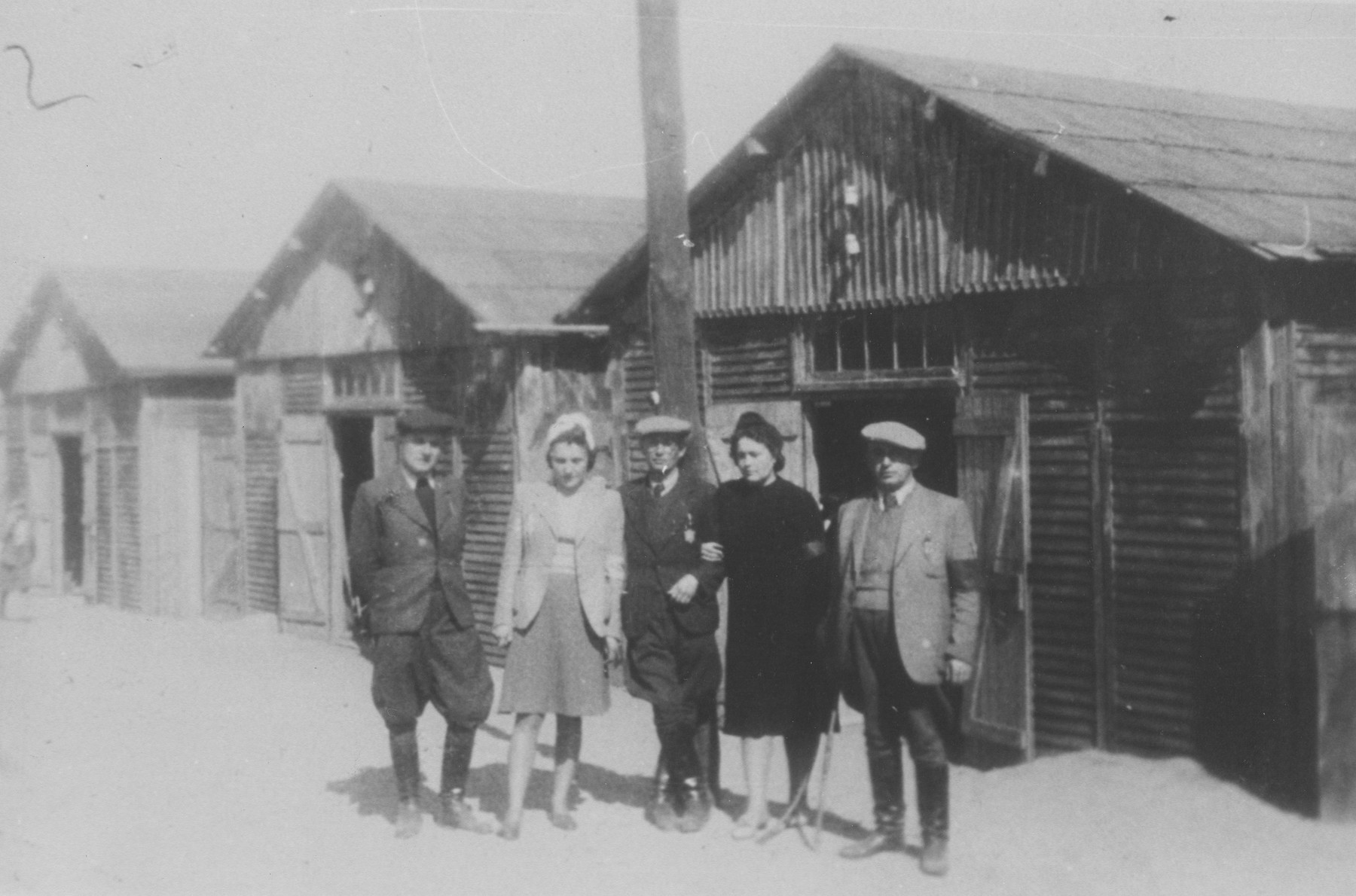
Żydowscy więźniowie i więźniarki przed barakami w obozie I

Komendant Christian Wirth już na wstępie przyjął założenie, że prace fizyczne w obozie – także bezpośrednio związane z procesem eksterminacji – będą wykonywać Arbeitsjuden, czyli żydowscy więźniowie, którym oszczędzono natychmiastowej śmierci w komorach gazowych. Z transportów wybierano
młodych i silnych mężczyzn, których zadaniem było uprzątać komory gazowe, grzebać zwłoki, a także zbierać i zabezpieczać mienie pozostawione przez ofiary. Liczba wyselekcjonowanych zależała od bieżących potrzeb – czasami było to kilkadziesiąt osób, a czasami nawet kilkaset. W pierwszej fazie działalności obozu większość więźniów była zatrudniona w obozie II. Już wtedy istniały komanda, które wykonywały odrębne i ściśle określone zadania. Niemniej zespoły robocze początkowo nie miały stałego składu osobowego. Więźniów nieustannie bito i maltretowano, a po kilku dniach większość była rozstrzeliwana. Zdarzało się, że „Żydów pracujących” likwidowano jeszcze w tym samym dniu, w którym przybyli do Bełżca. Zabitych zastępowano osobami wyselekcjonowanymi z nowych transportów.
Po pewnym czasie Niemcy zorientowali się, że nieustanna rotacja odbija się negatywnie na wydajności pracy więźniów. W rezultacie postanowili nadać zespołom roboczym stały skład osobowy. Prawdopodobnie nastąpiło to pod koniec pierwszej fazy działalności obozu, tj. w czerwcu lub w lipcu 1942 roku. Na czele każdego komanda postawiono żydowskiego kapo. Prawdopodobnie większość więźniów funkcyjnych była niemieckimi Żydami lub znała język niemiecki. Najwyżej w więźniarskiej hierarchii stał Lagerkapo, przy czym Niemcy prawdopodobnie wyznaczyli osobnych Lagerkapo dla obozu I i obozu II.
Wśród więźniów znajdowały się kobiety. Rudolf Reder twierdził, że kobiecą grupę więźniarską tworzyło około 40 Żydówek z Czechosłowacji, które przywieziono z Zamościa w październiku 1942 roku. Miały być one zatrudnione w kuchni, pralni i szwalni. Opierając się na relacji Redera, Jicchak Arad uznał, że Bełżec był ostatnim z obozów akcji „Reinhardt”, w którym dołączono kobiety do grona „Żydów pracujących”. Z zeznań jednego z polskich świadków wynika jednak, że już w kwietniu 1942 roku w obozowej pralni była zatrudniona pewna liczba polskich Żydówek. Inne relacje wskazują natomiast, że liczba kobiet więzionych w Bełżcu była większa, niż wskazywał Reder, oraz że pochodziły one z różnych państw. Między innymi od 12 do 14 niemieckich Żydówek miało pracować na terenie kompleksu budynków załogi niemieckiej w charakterze kancelistek, praczek i sprzątaczek.
Podczas powojennego śledztwa byli esesmani zeznawali, że liczba „Żydów pracujących” wynosiła stale 500 osób. Tę samą liczbę podawał Reder, dodając jednak, że w razie potrzeby załogę więźniarską wzmacniano doraźnie mężczyznami wyselekcjonowanymi z transportów. Owi „nadliczbowi” więźniowie byli rozstrzeliwani po zakończeniu pracy, zazwyczaj jeszcze tego samego dnia, w którym przybyli do Bełżca. Inne źródła podają, że początkowo liczba więźniów wynosiła około 100–150 osób, a zwiększono ją do pięciuset dopiero w drugiej fazie funkcjonowania obozu. Nieco inaczej zeznania Redera interpretuje z kolei Robin O’Neil; jego zdaniem zarówno załoga więźniarska w obozie I, jak i w obozie II liczyły po 500 więźniów.
Żydzi, którzy pracowali w strefie przyjęć oraz poza obozem ścisłym, byli prawdopodobnie podzieleni na następujące zespoły robocze:
- „komando dworcowe” (Bahnhofkommando), które pracowało na obozowej rampie. Zadaniem jego członków było otwieranie wagonów i pomaganie ofiarom w wysiadaniu, wynoszenie bagażu, usuwanie z wagonów zwłok osób zmarłych w czasie podróży[288].
- komando pracujące w rozbieralni. Zadaniem jego członków było dopilnować, aby ofiary rozebrały się do naga, a w dalszej kolejności – zebrać porzuconą odzież. W skład tego komanda wchodzili również „fryzjerzy”, którzy obcinali włosy kobietom prowadzonym do komór gazowych[282].
- komando sortownicze, które pracowało w parowozowni. Zadaniem jego członków było segregowanie zrabowanego mienia i przygotowanie go do transportu[262][282]. Z zeznań byłych esesmanów wynika, że liczebność tego zespołu wynosiła około 40–50 osób[289].
- „komando leśne” (Waldkommando), które ścinało drzewa w lasach wokół obozu oraz zbierało gałęzie służące do maskowania ogrodzenia[282].
- obsługa kuchni więźniarskiej i kuchni wachmanów. Jej liczebność nie przekraczała 20 osób. W skład tej grupy wchodziły przeważnie kobiety[290].
- Hofjuden („nadworni Żydzi”), czyli rzemieślnicy i fachowcy pracujący na potrzeby obozowej załogi. Byli to zazwyczaj krawcy, ślusarze, szewcy i stolarze[66][282]. Do grupy tej zaliczano również dentystów oraz lekarza obsługującego wachmanów[289]. Liczba Hofjuden nie przekraczała kilkudziesięciu osób[66].

Więźniowie pracowali także w miejscach znacznie oddalonych od obozu. Nie zawsze wykonywali przy tym zadania bezpośrednio związane z jego funkcjonowaniem. Z zeznań byłych esesmanów wynika, że więźniowie Bełżca pracowali m.in. przy demontażu sprzętu z sowieckich bunkrów na Linii Mołotowa, a także uczestniczyli w pracach budowlanych w rejonie Zamchu. Zdarzało się, że esesmani zabierali więźniów nawet do odległego o niemal 100 kilometrów Lwowa.
Znaczna liczba Żydów pracowała w obozie II. Byli oni ściśle izolowani od pozostałych więźniów, aczkolwiek nie jest pewne, czy zasada ta obowiązywała od pierwszych dni funkcjonowania obozu. Z zeznań Wernera Dubois wynika, że funkcję Lagerkapo „górnego obozu” pełnił niemiecki Żyd z Dortmundu nazwiskiem Rosenbaum. Prawdopodobnie więźniowie pracujący w strefie eksterminacji również byli podzieleni na zespoły robocze. Wyróżniane są w tym kontekście:
- komando opróżniające komory gazowe i przenoszące zwłoki do masowych grobów. Był to prawdopodobnie największy zespół roboczy w obozie II[292].
- komando „dentystów”, którego zadaniem było wyrywanie martwym ofiarom złotych zębów, a następnie ich czyszczenie i przetapianie na sztabki. Według Rudolfa Redera liczyło ośmiu członków[293].
- komando zajmujące się kopaniem masowych grobów[292].

### Obozowa codzienność
Dla Arbeitsjuden niewolnicza praca była jedynie tymczasowym odroczeniem wyroku śmierci. Warunki życia i pracy szybko doprowadzały do fizycznego i psychicznego wyczerpania więźniów. Średnia długość życia zazwyczaj nie przekraczała 5–6 miesięcy. W najgorszym położeniu znajdowali się więźniowie pracujący w obozie II. Byli oni najgorzej żywieni i traktowani, a ich rotacja była szczególnie duża. Z kolei więźniowie funkcyjni, zwłaszcza ci, którzy cieszyli się dużym zaufaniem Niemców, byli bardzo dobrze traktowani.
Rudolf Reder wspomniał, że dzień roboczy w Bełżcu rozpoczynał się o godzinie 3:30. Następowała wtedy pobudka, po czym więźniom wydawano śniadanie i przeprowadzano poranny apel. Następnie komanda udawały się do pracy. Prawdopodobnie trwała ona do godziny 18:00, z krótką przerwą na obiad około godziny 12:00. Na koniec dnia roboczego odbywał się wieczorny apel, podczas którego „selekcjonowano” chorych lub wyczerpanych więźniów, a także wymierzano kary dyscyplinarne. Światła w barakach gaszono pół godziny po zapadnięciu zmroku. Od tego momentu rozmowy były zakazane.
Arbeitsjuden na co dzień nosili zwykłe cywilne ubrania. W ramach oficjalnych racji żywnościowych otrzymywali: na śniadanie – 200 gramów chleba i herbatę, na obiad – zupę z dodatkiem kaszy lub kartofli, na kolację – herbatę lub kawę zbożową. Racje te były dalece niewystarczające. Reder, który pracował w obozie II, wspominał, że niemal stale panował tam głód. W lepszej sytuacji znajdowali się więźniowie obozu I, którzy mieli możliwość zaopatrzenia się w produkty znalezione w bagażach i ubraniach ofiar. Mogli również, choć wiązało się to z dużym ryzykiem, handlować z wachmanami, nabywając żywność w zamian za złoto i kosztowności. Kuwałek przypuszczał, że w obozie I głód występował jedynie w okresie zmniejszonego napływu transportów.
Więźniów traktowano bardzo brutalnie. Reder wspominał, że pracę musieli wykonywać w nieustannym pośpiechu, a każdy, kto pracował zbyt wolno lub naraził się czymś nadzorcy, ryzykował dotkliwe pobicie. Czasem „winowajcy” wymierzano 25 batów, przy czym jeżeli ofiara pomyliła się przy liczeniu uderzeń, chłostę rozpoczynano od nowa. Zdarzało się, że więźniowie lub wyłączeni z transportów Żydzi byli w wyrafinowany sposób katowani i dręczeni. Szczególnym okrucieństwem wykazywał się pochodzący z Łotwy Gruppenzugwachmann Christian Schmidt. We wspomnieniach Redera znajduje się m.in. opis wielogodzinnych tortur, którym Schmidt i inni członkowie załogi poddali wiceprzewodniczącego Judenratu z Zamościa. Zorganizowanie stałych komand roboczych zmniejszyło liczbę egzekucji. Niemniej w obozie panowała wprowadzona przez Christiana Wirtha zasada: „kto nie daje rady, odpada”. Więźniowie niezdolni do pracy z powodu ran, chorób lub wyczerpania byli rozstrzeliwani. Śmiercią karano również rozmaite występki przeciw obozowemu regulaminowi. Reder twierdził, że codziennie rozstrzeliwanych było około 30–40 więźniów. Jesienią 1942 roku w obozie wybuchła epidemia tyfusu. Prawdopodobnie reakcja Niemców ograniczyła się do zabijania więźniów, których choroba uczyniła niezdolnymi do pracy.
Nierzadko zdarzało się, że Żydzi, nie wytrzymując panujących w obozie warunków, popełniali samobójstwo. Z drugiej strony w Bełżcu tworzyły się namiastki życia społecznego. Zdarzało się, że mężczyźni i kobiety łączyli się w pary, do czego otwarcie zachęcał zresztą komendant Wirth, który liczył, że w ten sposób stworzy czynnik dodatkowo zniechęcający Żydów do ucieczek. W drugiej fazie działalności obozu Niemcy zorganizowali orkiestrę złożoną z żydowskich muzyków, których „wyselekcjonowano” z transportów. Liczyła sześciu członków, a jej dyrygentem był Żyd z Krakowa o nazwisku Wasserman. Gdy do obozu przybywał transport, muzyka orkiestry towarzyszyła opróżnianiu wagonów i pędzeniu ofiar do komór gazowych. Jej występy poprzedzały także wydanie więźniom popołudniowego i wieczornego posiłku. Żydowscy muzycy grywali ponadto w czasie prywatnych przyjęć w kwaterach esesmanów. Spośród więźniów Niemcy zorganizowali również drużynę piłkarską, która rozgrywała mecze z drużyną złożoną z esesmanów. Żydzi, którzy pracowali poza obozem, mieli możliwość nawiązania kontaktu z ludnością polską i ukraińską. Ci, którzy cieszyli się względnym zaufaniem Niemców, zazwyczaj więźniowie funkcyjni, mogli nawet w miarę swobodnie poruszać się po okolicy.

## Próby ucieczek i oporu

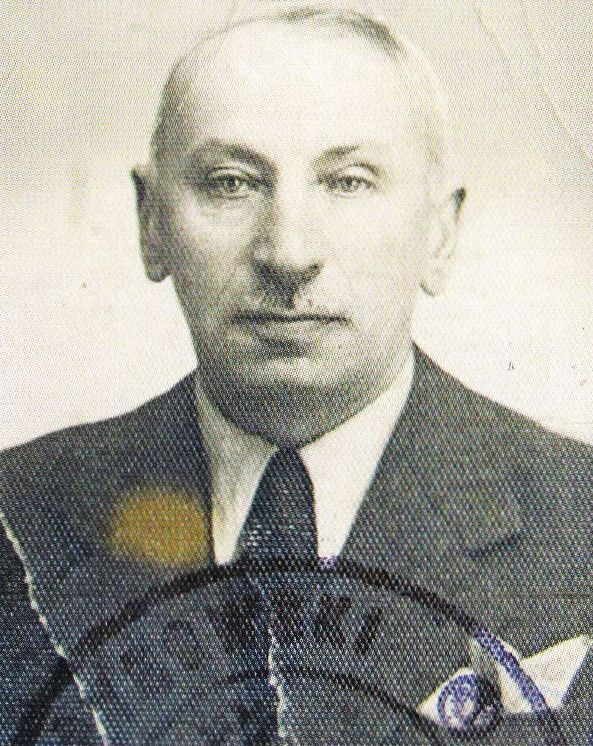
Rudolf Reder, jedyny uciekinier, który zdołał przeżyć wojnę i złożyć pełną relację na temat pobytu w Bełżcu

Dezinformacja, brutalna siła i ogromna szybkość działania były kluczowymi elementami mechanizmu eksterminacji, którego autorem był Christian Wirth. Poprzez ich kombinację zamierzał doprowadzić do sytuacji, w której Żydzi do ostatniej chwili nie będą świadomi oczekującego ich losu, a zarazem będą pozbawieni jakichkolwiek możliwości realnego oporu. Nie zawsze Niemcom udawało się jednak zapewnić sobie bierność ofiar. Liczba przypadków oporu wzrosła zwłaszcza w drugiej połowie 1942 roku, gdy prawda o Zagładzie stała się już znana wielu polskim Żydom. Stosunkowo rzadko dochodziło jednak do fizycznych ataków na Niemców i wachmanów. Żaden z nich nie zakończył się także śmiercią lub poważniejszym zranieniem zaatakowanego. Zazwyczaj ofiary decydowały się na bierny opór, którego przejawem mogły być: odmowa wyjścia z wagonu, odmowa zdjęcia ubrania lub wejścia do komory gazowej, przekleństwa pod adresem Niemców lub głośne kwestionowanie ich uspokajających zapewnień. Reakcja oprawców była zawsze bardzo brutalna. Osoby stawiające opór bito lub zabijano. Jeden z najpoważniejszych przypadków oporu miał miejsce 20 marca 1942 roku, gdy do Bełżca przybył pierwszy transport z Żółkwi. Żydowskie kobiety odmówiły wtedy wejścia do komór gazowych. W powstałym zamieszaniu dwóm Żydówkom udało się ukryć, a następnie zbiec z obozu.
Znane są tylko dwa jednoznacznie potwierdzone przypadki, gdy Żydom udało się zbiec z obozu i przeżyć wojnę. Owymi uciekinierami byli:
- Rudolf Reder – mieszkaniec Lwowa wywieziony do Bełżca w sierpniu 1942 roku[151]. Pod koniec listopada esesmani zabrali go do rodzinnego miasta, gdzie miał im pomóc w zakupie blachy. Reder, wykorzystując nieuwagę strażnika, zdołał zbiec[318][319]. Do końca wojny ukrywał się z pomocą swoich polskich znajomych. Po wojnie wyemigrował z Polski[318].
- Chaim Hirszman – wywieziony do obozu na początku listopada 1942 roku w transporcie z Zaklikowa[320]. W czerwcu 1943 roku zbiegł z pociągu, w którym ostatnią grupę więźniów wywieziono na śmierć do Sobiboru. Po ucieczce dołączył do oddziału Armii Ludowej[318]. Po wojnie został funkcjonariuszem Urzędu Bezpieczeństwa. W marcu 1946 roku został zastrzelony w Lublinie przez nastoletnich Polaków, członków młodzieżowej organizacji antykomunistycznej[312].

Były także inne osoby, które utrzymywały, że udało im się uciec z Bełżca. Wiele lat po wojnie rabin Izrael Szapiro z Błażowej udzielił wywiadu, w którym stwierdził, że w październiku 1942 roku został deportowany do Bełżca w jednym z transportów lwowskich i że spędził w obozie kilka dni, po czym uciekł w jednym z wagonów, którymi wywożono zrabowaną odzież. Przeżył także pobyt w obozie janowskim i Buchenwaldzie, a po wojnie wyemigrował do USA. Poza wspomnianym wywiadem Szapiro nigdy więcej nie wypowiedział się publicznie na temat swojego pobytu w Bełżcu. Czwartym ocalałym miał być Józef Honig z Lublina. Mężczyzna ten po raz pierwszy odpowiedział swoją historię w 1999 roku w ustnej relacji dla waszyngtońskiego Muzeum Holocaustu. Twierdził, że został deportowany z getta w Piaskach wiosną 1942 roku. W Bełżcu miał spędzić jeden dzień, po czym uciekł w wagonie, którym wywożono zrabowaną odzież.
Znane są relacje o innych osobach, które uciekły z Bełżca, lecz nie doczekały końca wojny. Byli to:
- N.N. mężczyzna z Lubyczy Królewskiej, który pracował przy budowie obozu i zbiegł jeszcze przed jego formalnym uruchomieniem. Zanim został schwytany i zabity, zdołał opowiedzieć o śmierci swoich towarzyszy, których zgładzono podczas „eksperymentalnego” gazowania[323].
- dwaj lub trzej mężczyźni, których wywieziono w marcu 1942 roku w pierwszych transportach z Lublina. Jednym z nich miał być syn kupca meblarskiego nazwiskiem Szmirer. W nieznanych okolicznościach udało im się uciec z obozu, przedostać do Zamościa, a następnie powrócić do rodzinnego miasta. O swoich przeżyciach opowiedzieli członkom zamojskiego i lubelskiego Judenratu[324].
- Mina Astman i Małka Taubenfeld, które deportowano 20 marca 1942 roku w transporcie z Żółkwi[325]. W chaosie towarzyszącym przyjmowaniu transportu zdołały się ukryć, po czym pod osłoną nocy wydostały się z obozu. Powróciły do rodzinnego miasta, gdzie odpowiedziały o swoich przeżyciach[326].
- Lejb Wolsztajn, 13-letni chłopiec, którego wraz z rodziną deportowano 11 kwietnia 1942 roku z Zamościa. Po wyjściu z wagonu zdołał się ukryć w dole kloacznym. Spędziwszy tam kilka godzin, pod osłoną ciemności wydostał się z obozu, a następnie powrócił do Zamościa, gdzie złożył relację przewodniczącemu miejscowego Judenratu[327].
- dentysta z Krakowa o nazwisku Bachner, którego deportowano w październiku 1942 roku. Po wyjściu z wagonu ukrył się w dole kloacznym, w którym spędził następnych kilka dni. Zdołał wydostać się z obozu i powrócić do krakowskiego getta, gdzie opowiedział o swoich przeżyciach[328].
- N.N. mężczyzna ze Lwowa, który pracował w obozie II jako „dentysta” wyrywający ofiarom złote zęby. Podobnie jak Rudolf Reder zbiegł we Lwowie, dokąd zabrali go członkowie załogi. Na przełomie 1942 i 1943 roku miał go spotkać jeden z lwowskich Żydów[321].
- mężczyzna ze Lwowa nazwiskiem Langnas lub Langman. Nieznane są okoliczności jego ucieczki. Ukrywająca się w Warszawie lwowska Żydówka twierdziła, że po ucieczce z obozu mężczyzna ten wysłał jej list, w którym informował, że jej matkę zamordowano w Bełżcu[329].
- Sylko Herc z Krakowa, który był dobrze znany mieszkańcom Bełżca, gdyż z racji wysokiej pozycji w więźniarskiej hierarchii miał prawo wychodzić poza teren obozu. Podobnie jak Chaim Hirszman zbiegł z pociągu, którym wywieziono do Sobiboru ostatnią grupę więźniów. Wiadomo, że po ucieczce na krótko powrócił do Bełżca, po czym udał się do rodzinnego miasta[291].

Spośród trzech obozów zagłady akcji „Reinhardt” Bełżec był jedynym, w którym nie doszło do zbrojnego buntu. Niewyjaśniona pozostaje kwestia, czy więźniowie podejmowali próby czynnego oporu. W numerze 27 wewnętrznego biuletynu AK „Informacja Bieżąca” z 27 lipca 1942 roku znalazła się informacja o rzekomym buncie, do którego miało dojść 13 czerwca. Więźniowie na widok ciał skłębionych w komorze gazowej mieli wtedy rzucić się na oprawców i zabić w walce około 4–6 esesmanów. W konsekwencji niemal wszyscy zostali zabici, lecz kilku rzekomo zdołało zbiec. Prowodyrami tego wystąpienia mieli być Żydzi krakowscy. Informacja o czerwcowym buncie nie znajduje potwierdzenia w innych źródłach, a w szczególności w zeznaniach byłych członków załogi, aczkolwiek Józef Marszałek uznawał ją za „bardzo prawdopodobną”.
Maria Misiewicz, która występowała w charakterze świadka w czasie powojennego dochodzenia prowadzonego przeciwko strażnikom z Trawnik, zeznała, że wiosną 1943 roku razem z grupą wachmanów, którzy zdezerterowali z Bełżca, uciekło również kilkunastu Żydów. Z kolei żona Chaima Hirszmana, powołując się na opowieści męża, twierdziła, że więźniowie przygotowywali bunt i zbiorową ucieczkę, lecz nie doszły one do skutku z powodu denuncjacji. Podobnie jak w przypadku rzekomego czerwcowego buntu, także te informacje nie znalazły potwierdzenia w zeznaniach byłych członków załogi.

## Likwidacja obozu

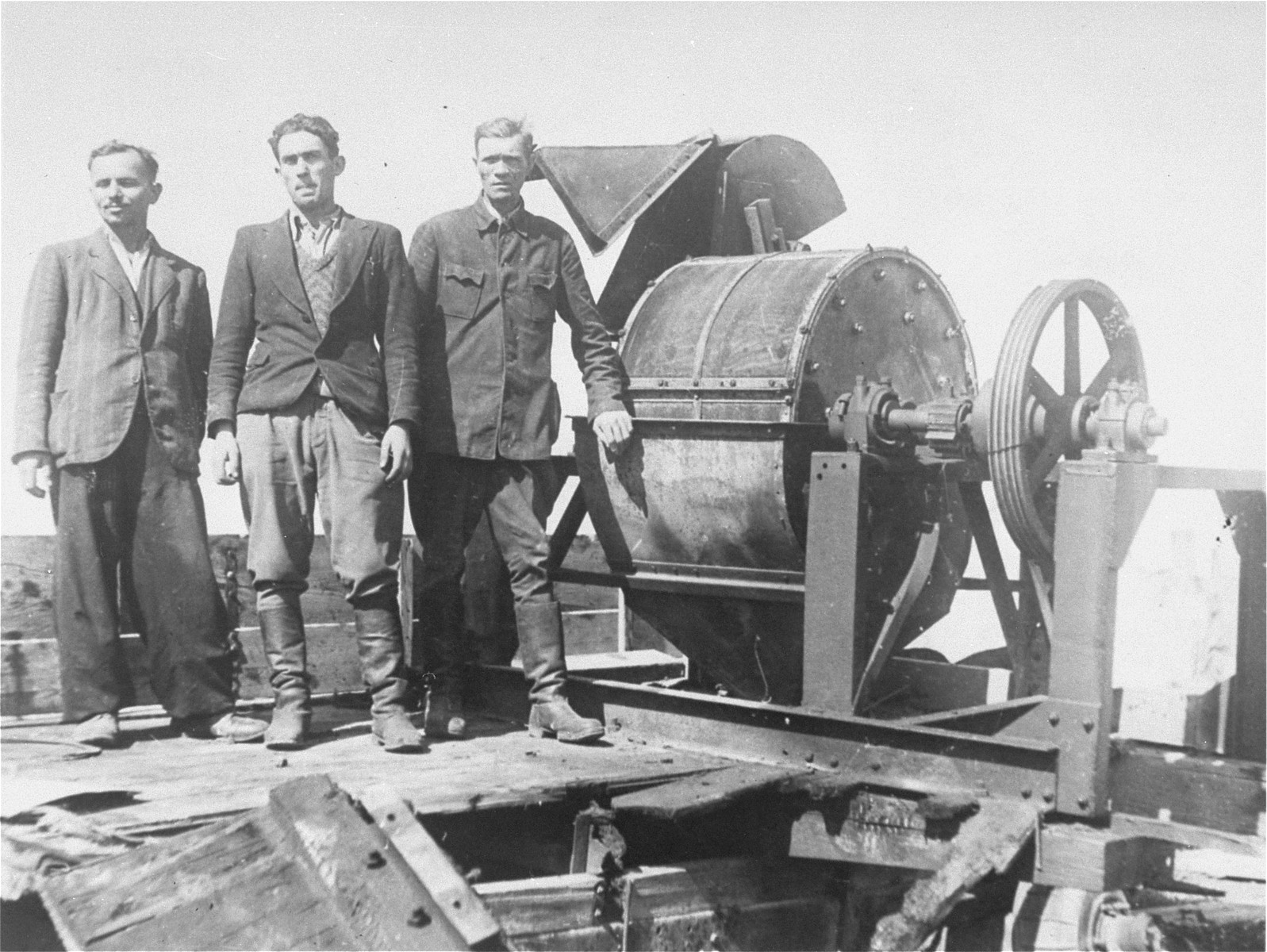
Młyn do mielenia kości używany w obozie janowskim we Lwowie. Podobny młyn wykorzystywano w obozie w Bełżcu

Po 11 grudnia 1942 roku obóz w Bełżcu zaprzestał przyjmowania transportów. Było to spowodowane kilkoma czynnikami. Po pierwsze w okupowanej Polsce przejściowo wstrzymano wtedy wszystkie deportacje do obozów zagłady, gdyż w związku z krytyczną sytuacją na froncie wschodnim Wehrmacht zażądał wprowadzenia daleko idących ograniczeń w ruchu kolejowym. Nie doszły także do skutku planowane deportacje z Rumunii. O zamknięciu obozu prawdopodobnie przesądził jednak fakt, iż na jego terenie zabrakło miejsca dla kolejnych masowych grobów. Istniejące mogiły były natomiast do tego stopnia zapełnione, że fetor rozkładających się zwłok czuć było w całej okolicy, a w pociągach kursujących na trasie Lublin – Lwów okna musiały być zamykane już w odległości kilku kilometrów od Bełżca. Ten stan rzeczy w połączeniu z rosnącym zagrożeniem sanitarnym spowodował nawet skargi lokalnych władz niemieckich.
Już latem 1942 roku obozowa załoga podejmowała próby zatarcia śladów ludobójstwa. Zwłoki spoczywające w masowych grobach posypywano chlorkiem lub zalewano cementem. Próbowano także palić je przy pomocy koksu lub oblewano wierzchnie warstwy łatwopalnymi płynami i podkładano ogień. Wszystkie te metody okazały się nieskuteczne, stąd eksperymenty na pewien czas przerwano. Mniej więcej w tym samym czasie kierownictwo SS rozkazało jednak Odilo Globocnikowi spalić zwłoki Żydów zagazowanych w obozach akcji „Reinhardt”. W konsekwencji kilka miesięcy później w Bełżcu ponownie przystąpiono do kremacji zwłok. Tym razem zastosowano jednak skuteczniejszą metodę, prawdopodobnie wypracowaną na bazie doświadczeń z akcji 1005. W listopadzie na terenie obozu wzniesiono specjalny ruszt zbudowany z szyn i podkładów kolejowych. Sprowadzono także jedną lub dwie koparki, przy pomocy których otwarto masowe groby. Przez następnych kilka miesięcy żydowscy więźniowie systematycznie opróżniali mogiły, a zwłoki – często znajdujące się w stanie zaawansowanego rozkładu – przenosili na ruszt, gdzie były podpalane za pomocą ropy lub innego łatwopalnego płynu. W ciągu jednej doby na ruszcie można było spalić około 2 tys. ciał. Pozostałe po kremacji kości kruszono na drobne cząsteczki. Początkowo wykorzystywano w tym celu młynki zbożowe skonfiskowane mieszkańcom Bełżca. Później z obozu przy ul. Janowskiej we Lwowie sprowadzono specjalny młyn do mielenia kości, którego operatorem był Żyd o nazwisku Szpilka. Pokruszone kości wraz z popiołami ponownie grzebano w masowych grobach. Akcja zacierania śladów ludobójstwa była prowadzona niemal bez przerwy. Niemniej Niemcy postanowili przyspieszyć ją jeszcze bardziej, stąd w styczniu 1943 roku zbudowali kolejny ruszt. Mieszkańcy Bełżca i okolic, jak również przebywający tam niemieccy żołnierze, policjanci i urzędnicy codziennie obserwowali płomienie i dymy unoszące się nad obozem. Fetor palonych zwłok był tak silny, że w niektóre dni wyczuwano go nawet w miejscowościach odległych o ponad 20 kilometrów od obozu.
Kremacją zwłok kierował Fritz Tauscher, natomiast bezpośredni nadzór nad żydowskimi robotnikami sprawował Heinrich Gley. Operatorem koparki, którą wykorzystywano do otwierania mogił, był Lorenz Hackenholt. Liczebność kompanii wartowniczej zmniejszono do około 60–70 osób. Obóz nie przyjmował już transportów, niemniej na jego terenie nadal odbywały się egzekucje niewielkich grup Żydów. Ofiarami byli najczęściej uciekinierzy z transportów do obozu zagłady w Sobiborze, których schwytano w okolicach Bełżca. Brak nowych transportów oznaczał brak możliwości uzupełniania stanu osobowego „Żydów pracujących”, a także pozbawił tych ostatnich dodatkowego źródła wyżywienia. Na skutek niedożywienia, chorób i brutalnego traktowania liczba więźniów systematycznie się zmniejszała. Niemcy byli w końcu zmuszeni poprawić ich wyżywienie oraz sytuację sanitarną.
Akcja palenia zwłok była prowadzona do ostatnich dni marca 1943 roku. Po jej zakończeniu przystąpiono do likwidacji obozu i zacierania śladów po jego istnieniu. Pracami tymi także kierował Fritz Tauscher. Pod nadzorem Niemców żydowscy więźniowie rozebrali lub wyburzyli wszystkie budynki, ogrodzenia i wieże strażnicze. Część urządzeń oraz elementy baraków wywieziono do obozu koncentracyjnego na Majdanku. Zniszczeniu uległa także obozowa dokumentacja. Na terenie poobozowym zasadzono młode drzewa. Kompleks budynków załogi niemieckiej, który znajdował się poza terenem obozu właściwego, został zwrócony Generalnej Dyrekcji Kolei Wschodniej.
W tym czasie w Bełżcu przebywało wciąż około 300–500 więźniów. Po zakończeniu prac likwidacyjnych załadowano ich do pociągu, zapowiadając, że zostaną wysłani do obozu pracy w Lublinie lub na roboty do Niemiec. W rzeczywistości transport skierowano do obozu w Sobiborze. Wielu Żydów, przeczuwając oczekujący ich los, podjęło próbę ucieczki z pociągu. Zbiegli wtedy m.in. Chaim Hirszman i Sylko Herc. Ocalali więźniowie Sobiboru twierdzili, że transport przybył do obozu 26 lub 30 czerwca, aczkolwiek inne źródła sugerują, że mogło to nastąpić już w maju lub też dopiero w pierwszych dniach lipca. Na obozowej rampie więźniowie stawili oprawcom czynny opór i w rezultacie wszyscy zostali zastrzeleni. Bezpośrednią konsekwencją tego wydarzenia stały się narodziny obozowej konspiracji w Sobiborze, a w dłuższej perspektywie – uwieńczone sukcesem powstanie więźniów tego obozu.
Bełżec był pierwszym obozem akcji „Reinhardt”, który uległ likwidacji. Członków jego załogi przeniesiono do ośrodka zagłady w Sobiborze lub do różnych obozów pracy w dystrykcie lubelskim. Komendant Gottlieb Hering został przeniesiony na stanowisko komendanta obozu pracy w Poniatowej, a jego zastępca Gottfried Schwarz objął stanowisko komendanta obozu pracy w Dorohuczy. Tymczasem niedługo po likwidacji obozu na Wzgórzu Kozielsk zaczęli pojawiać się mieszkańcy Bełżca i okolic, którzy przekopywali ziemię w poszukiwaniu złota i kosztowności. Na wieść o tym do Bełżca wysłano grupę esesmanów i wachmanów z Sobiboru i Treblinki. Przed końcem października ponownie splantowali oni wzgórze, a następnie wznieśli tam gospodarstwo rolne. Osadzono na nim volksdeutscha z rodziną, którego zadaniem było strzec terenu przed ingerencją niepowołanych osób (prawdopodobnie był to jeden z byłych strażników).

## Reakcje

### Wiedza o obozie w okupowanej Polsce
Ze wszystkich obozów akcji „Reinhardt” Bełżec był najsłabiej ukryty. Leżał bowiem w bardzo niewielkiej odległości od wsi i stacji oraz przylegał bezpośrednio do ruchliwej linii kolejowej. Początkowo Niemcy pozwalali nawet niektórym Polakom podchodzić do oczekujących na stacji wagonów i nawiązywać kontakt z zamkniętymi Żydami. Dopiero po pewnym czasie uniemożliwiono osobom postronnym zbliżanie się do pociągów, a polskim kolejarzom surowo zakazano prowadzenia jakichkolwiek rozmów na temat obozu i kierowanych do niego transportów. Miejscowej ludności zabroniono również prowadzenia obserwacji obozu.
Mieszkańcy Bełżca i kolejarze szybko zorientowali się, jaki los spotyka Żydów przywożonych do obozu. Informacje na ten temat uzyskiwano zarówno dzięki obserwacji obozu i kierowanych do niego transportów, jak i w rozmowach z wachmanami oraz więźniami, którzy mieli prawo opuszczać obóz. Do pewnego stopnia obóz mogli także obserwować pasażerowie i obsługa pociągów, które kursowały na linii kolejowej Lublin – Lwów. Latem 1942 roku odór rozkładających się zwłok stał się tak silny, że w odległości kilku kilometrów od Bełżca w pociągach zamykano okna. Niemniej wiedza o obozie nie była wśród Polaków powszechna. Robert Kuwałek oceniał, że dysponowali nią przede wszystkim członkowie ruchu oporu oraz mieszkańcy Lubelszczyzny i Małopolski Wschodniej.
Niemcy dokładali wysiłków, aby utrzymać Żydów w nieświadomości co do oczekującego ich losu. Mieszkańców gett przekonywano, że zostaną wysiedleni na okupowane tereny ZSRR, gdzie znajdą zatrudnienie. Paradoksalnie wiarygodności tym zapewnieniom dodawał brutalny przebieg deportacji, a zwłaszcza egzekucje osób niezdolnych do pracy. Z drugiej strony już po kilku dniach od rozpoczęcia deportacji do getta w Lublinie dotarła wiadomość, że punktem docelowym transportów jest Bełżec. Wywołała duże poruszenie, gdyż pamiętano o złej sławie tamtejszego obozu pracy. Niedługo później, być może jeszcze w marcu, lubelscy Żydzi, korzystając z pośrednictwa Żydów z innych miast lub nieżydowskich przyjaciół i opłaconych posłańców, uzyskali pierwsze informacje o losie wywiezionych. We Lwowie i innych galicyjskich miastach także dość szybko rozeszły się pogłoski, że osoby deportowane w czasie wiosennych „akcji” są wysyłane do Bełżca. W marcu i kwietniu do Lublina, Zamościa, Rawy Ruskiej i Żółkwi dotarli pierwsi uciekinierzy z obozu i transportów. Ich relacje spotkały się jednak z niedowierzaniem, a ich treść początkowo była znana tylko nielicznym mieszkańcom gett – zazwyczaj członkom Judenratów oraz powiązanym z nimi osobom. Zasadniczo dopiero późnym latem 1942 roku prawda o Zagładzie zaczęła przenikać do ogółu polskich Żydów. Od tego momentu Niemcy mieli większe trudności z przeprowadzaniem deportacji, gdyż Żydzi o wiele częściej usiłowali ukryć się w gettach, szukać schronienia „po aryjskiej stronie” lub uciekać z transportów. Wiadomości o losie deportowanych docierały z dużym opóźnieniem zwłaszcza do gett w dystrykcie krakowskim. W samym Krakowie pierwsze potwierdzone informacje uzyskano dopiero w październiku 1942 roku, gdy do tamtejszego getta powrócił uciekinier z Bełżca, dentysta Bachner.
Mimo iż eksterminacja Żydów była formalnie objęta ścisłą tajemnicą, wiedza o Bełżcu była prawdopodobnie powszechna wśród pracowników niemieckiego aparatu okupacyjnego oraz członków ich rodzin. Mimo oficjalnych zakazów obóz był nawet odwiedzany w „celach turystycznych” przez pracowników lokalnych organów niemieckiej administracji.

### Ruch oporu i rządy sojusznicze
Na przełomie marca i kwietnia 1942 roku do getta warszawskiego zaczęły przychodzić listy z gett w dystrykcie lubelskim, których nadawcy w zakamuflowany sposób informowali o rozpoczęciu masowych deportacji. Różnymi drogami wiadomości te docierały również do członków konspiracyjnego Oneg Szabat. Na początku kwietnia jeden z przywódców Oneg Szabat, Hersz Wasser, otrzymał dwa listy od Szlamka Bajlera vel Winera. Mężczyzna ten był ocalałym z ośrodka zagłady w Chełmnie nad Nerem, który po ucieczce przedostał się do Warszawy, złożył relację członkom Oneg Szabat, a następnie ukrył się w Zamościu. W pierwszym liście Szlamek zasugerował, że zamojskich Żydów spotka ten sam los, co ofiary obozu w Chełmnie. W drugim, który dotarł do adresata między 5 a 11 kwietnia, zasugerował jednoznacznie, iż miejscem kaźni Żydów z Lubelszczyzny jest Bełżec. Prawdopodobnie to właśnie listy Szlamka uwiarygodniły w oczach członków Oneg Szabat otrzymane wcześniej informacje o tym obozie.
Rozpoczęcie akcji „Reinhardt” zaskoczyło Polskie Państwo Podziemne. Początkowo jego struktury nie dysponowały wiarygodnymi informacjami na temat losu Żydów deportowanych z Lublina i Lwowa. W połowie kwietnia w raportach wywiadu Obszaru Lwowskiego i Okręgu Lublin Armii Krajowej po raz pierwszy pojawiły się wzmianki o wywożeniu Żydów do Bełżca, jednakże nie zawierały one bliższych szczegółów. Szybciej – dzięki kontaktom z Oneg Szabat – informacje o obozie uzyskały rezydujące w Warszawie ośrodki kierownicze Podziemia. W datowanym na 3 kwietnia 1942 roku Raporcie dotyczącym położenia Żydów na obszarze Polski, sporządzonym przez Delegaturę Rządu na Kraj, znalazła się informacja, że Żydzi z Lubelszczyzny są wywożeni do „obozu kaźni w Bełżcu”. Przytoczono także pogłoski, iż są tam mordowani „w sposób »chełmiński«, to jest za pomocą trującego gazu”. Z kolei 16 kwietnia na łamach „Biuletynu Informacyjnego” opublikowano artykuł pt. Mordowanie Żydów w Lubelszczyźnie, w którym po raz pierwszy zakomunikowano polskiemu społeczeństwu, iż Żydzi są wywożeni do obozów w Bełżcu i Trawnikach, gdzie „wedle najwiarygodniejszych relacji odbywa się masowe mordowanie […] przy pomocy gazów trujących”. W kwietniu i maju artykuły o Bełżcu ukazały się także na łamach kilku konspiracyjnych pism żydowskich („Jugntruf”, „Nowe Tory”, „Undzer Weg”). W numerze 16 wewnętrznego periodyku AK „Informacja Bieżąca” z 28 kwietnia Bełżec określono mianem „wielkiej centrali dla dokonywania masowej kaźni Żydów”, dodając, że wzorem obozu w Chełmnie ofiary są mordowane gazem lub prądem elektrycznym w „łaźni”, czyli „wielkim budynku z blachy falistej”. Poinformowano jednocześnie, że według miejscowej ludności w obozie zgładzono już 80 tys. Żydów (co autor uznał jednak za liczbę przesadzoną), ofiary są przywożone z Lublina, Mielca, Lwowa i Izbicy, a załoga składa się z 15 esesmanów i 100 jeńców sowieckich pod dowództwem kapitana SS.
Na początku maja komenda Okręgu Lublin przekazała Komendzie Głównej AK Raport sytuacyjno-polityczny za miesiąc kwiecień 1942 r., do którego w formie załącznika dołączono osobny raport na temat obozu w Bełżcu. Jego autorami byli najprawdopodobniej żołnierze Obwodu Tomaszów Lubelski, dla których źródłem informacji byli miejscowi Polacy, przede wszystkim kolejarze. Raport informował, że obóz – określany mianem Totenlager („obóz śmierci”) – został uruchomiony 17 marca 1942 roku i w ciągu niespełna miesiąca przyjął 52 transporty, w których znajdowało się szacunkowo 78 tys. Żydów. Liczebność załogi oszacowano na 12 esesmanów i 40 strażników, dodając, że komendantem jest „hauptmann Wirth”. Odnotowano, że obozowe budynki nie są w stanie pomieścić tak wielkiej liczby więźniów, jak również nie są oni wywożeni z Bełżca w inne miejsce. Nie zaobserwowano ponadto, aby Żydzi przebywali na terenie obozu w czasie poprzedzającym przybycie kolejnych transportów. Raport informował, że polscy kolejarze nie mają wstępu na teren obozu, nie przywozi się do niego żywności, lecz wapno, po każdym transporcie odprawiane są średnio dwa wagony z odzieżą, w ciepłe dni z obozu niesie się silny fetor, a ukraińscy strażnicy są w posiadaniu znacznych ilości kosztowności, które wydają na zakup alkoholu. Na podstawie wszystkich tych przesłanek autorzy doszli do trafnej konkluzji, iż „Żydzi w obozie są masowo zabijani”. Jako że z obozu nie dochodziły odgłosy strzałów ani krzyki, wywiad AK doszedł do wniosku, że ofiary są mordowane w „baraku szczelnym” przy użyciu elektryczności, gazu lub rozrzedzonego powietrza (tę ostatnią metodę uznano za najbardziej prawdopodobną). W raporcie zapisano ponadto, że zwłoki ofiar są przewożone kolejką wąskotorową do masowego grobu. Prawdopodobnie część tych informacji trafiła do Komendy Głównej AK już wcześniej, w formie cząstkowych meldunków. Zapewne na meldunkach tych była oparta wspomniana notka w „Informacji Bieżącej” z 28 kwietnia. W maju i czerwcu na łamach polskiej prasy konspiracyjnej opublikowano kolejne artykuły i notki bazujące na raporcie Okręgu Lublin.
W kolejnych miesiącach wywiad Polskiego Państwa Podziemnego kontynuował obserwację obozu i kierowanych do niego transportów. W raportach sporządzonych późną wiosną i latem 1942 roku odnotowano masowe deportacje z dystryktów krakowskiego, Galicja i lubelskiego, ustalając jednocześnie, że punktem docelowym transportów jest Bełżec. Polski wywiad odnotował także przerwę w akcji eksterminacyjnej, która nastąpiła w połowie maja. W raporcie z 12 września szczegółowo opisano mechanizm eksterminacji, definitywnie potwierdzając, że ofiary są mordowane przy użyciu gazu. Czasami w meldunkach polskiego wywiadu pojawiały się jednak informacje niepotwierdzone lub błędne, na przykład o domniemanym buncie więźniów 13 czerwca, o kierowaniu do Bełżca transportów z Warszawy, o rzekomym mordowaniu tam Polaków wysiedlonych z Zamojszczyzny i włoskich jeńców wojennych. Uwadze polskiego wywiadu uszedł fakt budowy nowych komór gazowych latem 1942 roku, a dopiero w lutym 1943 roku w jego meldunkach pojawiły się wzmianki o masowym paleniu zwłok. Co więcej, treść raportów Podziemia z pierwszej połowy 1943 roku wskazuje, że polski wywiad nie zorientował się, że w grudniu 1942 roku przerwano akcję eksterminacyjną w Bełżcu i w ciągu kilku miesięcy zlikwidowano cały obóz. Na tej podstawie Robert Kuwałek doszedł do wniosku, że Podziemie poświęcało obozowi w Bełżcu mniejszą uwagę niż aktom represji wymierzonym w ludność etnicznie polską. Józef Marszałek oceniał natomiast, że polski wywiad dość dobrze rozpoznał stronę funkcjonalną obozu, nie zdołał natomiast zdobyć precyzyjnych informacji na temat jego załogi.

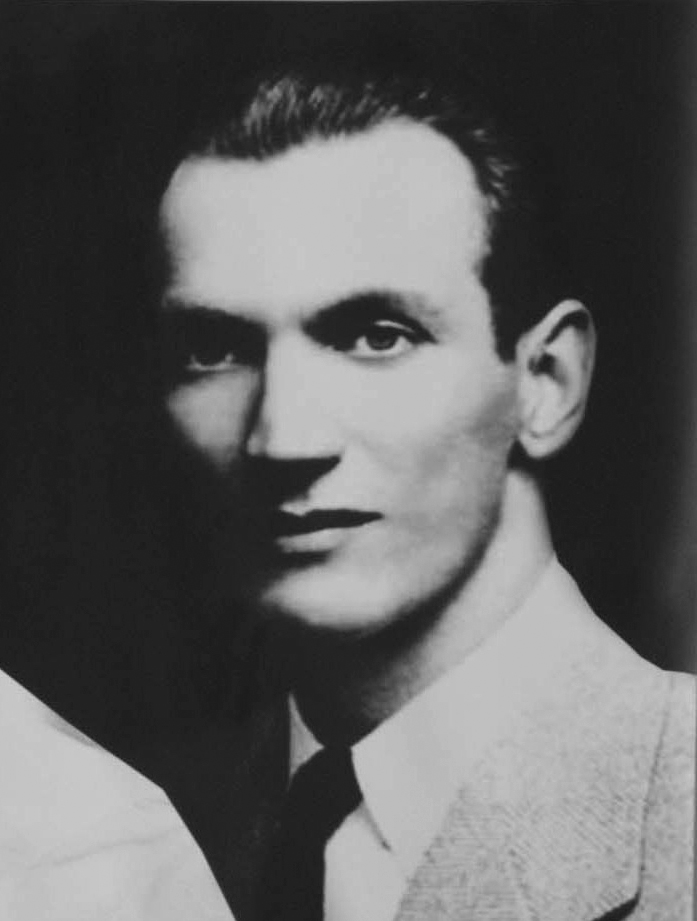
Jan Karski, emisariusz Polskiego Państwa Podziemnego, jeden z kluczowych świadków Holocaustu. Na własne oczy widział formowanie transportu z Izbicy do Bełżca

Kuwałek przypuszczał, że wywiad AK uzyskiwał informacje od polskich kolejarzy, pracowników niemieckiego aparatu okupacyjnego, a być może – za pośrednictwem mieszkańców Bełżca – od wachmanów z obozowej załogi. Marszałek twierdził natomiast, że źródłem informacji bywały dla Podziemia „wynurzenia esesmanów i strażników-Ukraińców”. Przytaczał ponadto fragment raportu z 12 września, w którym informowano, że przy jego sporządzaniu wykorzystano informacje uzyskane od jednego z żydowskich więźniów.
23 maja 1942 roku polski rząd w Londynie otrzymał depeszę od komendanta głównego AK gen. Stefana Roweckiego, w której informowano o wymordowaniu w Bełżcu blisko 80 tys. Żydów. Rząd na uchodźstwie oraz przywódcy organizacji żydowskich podjęli wysiłki, aby zainteresować rządy alianckie losem polskich Żydów. W drugiej połowie czerwca w audycjach BBC wspomniano o obozach zagłady w Bełżcu i Chełmnie nad Nerem. Pod koniec 1942 roku kurier Jan Karski dostarczył do Londynu zestaw raportów na temat eksterminacji Żydów w okupowanej Polsce. Jednym z przywiezionych przez niego dokumentów był Meldunek nadzwyczajny z miejsca tracenia Żydów w Bełżcu z 10 lipca 1942 roku. Karski występował przy tym w charakterze naocznego świadka, gdyż w przebraniu wschodniego kolaboranta przedostał się do getta w Izbicy, gdzie na jego oczach odbyło się brutalne formowanie transportu do Bełżca. 1 grudnia 1942 roku na łamach wydawanego przez polskie Ministerstwo Informacji anglojęzycznego periodyku „Polish Fortnightly Review” opublikowano wspomniany Meldunek nadzwyczajny… Nieco wcześniej, tj. 15 listopada 1942 roku, dr Ignacy Schwarzbart, członek Rady Narodowej RP na uchodźstwie, poruszył w swoim oświadczeniu kwestię masowych zbrodni dokonywanych w Bełżcu. Podane wtedy przez niego informacje, uzyskane z raportów polskiego Podziemia, zamieszczono w publikacji The Black Book of Polish Jewry wydanej w 1943 roku w Nowym Jorku. W tym samym roku polski rząd opublikował jeszcze jeden raport, zawierający bardziej dokładne informacje na temat Bełżca, niż wspomniany Meldunek nadzwyczajny… W alianckich i neutralnych stolicach informacje o eksterminacji Żydów przyjmowano jednak z niedowierzaniem. Spotkały się z niewielkim zainteresowaniem opinii publicznej i nie spowodowały poważniejszej reakcji politycznej lub militarnej. Bezskuteczne okazały się wysiłki polskiego rządu, aby nakłonić aliantów do przeprowadzenia akcji odwetowych wobec niemieckiej ludności cywilnej.

### Raport Kurta Gersteina
W połowie sierpnia 1942 roku do Lublina przybyło dwóch oficerów SS: Kurt Gerstein i dr Wilhelm Pfannenstiel. Obaj byli specjalistami do spraw higieny. Zadaniem Gersteina było zbadać możliwość zastosowania cyklonu B w komorach gazowych obozów akcji „Reinhardt”. Miał także pomóc w dezynfekcji odzieży odebranej ofiarom. Po krótkim pobycie w Lublinie obaj oficerowie udali się do Bełżca, gdzie spędzili dwa dni. Byli wtedy świadkami likwidacji transportu, który przybył ze Lwowa. Z relacji Gersteina wynika, że udali się następnie do obozu Treblinka II, po czym powrócili do Berlina.
Gerstein już w drugiej połowie lat 30. zaczął okazywać niechęć wobec hitlerowskiego reżimu. W antynazistowskich przekonaniach umocnił się jeszcze bardziej, gdy dowiedział się, że jego szwagierka została zamordowana podczas akcji T4. Zbrodnie, których świadkiem był w Bełżcu – w szczególności okrutne traktowanie dzieci oraz cierpienia ofiar, które zamknięte w komorze gazowej przez blisko trzy godziny musiały oczekiwać na naprawę zepsutego silnika – wywołały u niego głęboki wstrząs. Wracając pociągiem do Berlina, Gerstein przypadkowo spotkał szwedzkiego dyplomatę barona Görana von Ottera. Opowiedział mu o tym, co zobaczył w Bełżcu, a także poprosił, aby szwedzki rząd poinformował aliantów o trwającej eksterminacji Żydów. Obaj mężczyźni spotkali się raz jeszcze w Berlinie. Gerstein podjął także inne zabiegi. Na własną rękę skontaktował się z poselstwem Szwajcarii oraz z ewangelickim biskupem Berlina, Ottonem Dibeliusem. Swoją historię opowiedział zaprzyjaźnionemu inżynierowi, który był działaczem holenderskiego ruchu oporu. Usiłował dotrzeć do nuncjusza apostolskiego, a także do katolickiego biskupa Berlina, Konrada von Preysinga, zdołał jednak skontaktować się tylko z sekretarzem tego pierwszego.
Wszystkie wysiłki Gersteina okazały się daremne. Rządy Szwecji i Szwajcarii nie przekazały aliantom uzyskanych od niego informacji, jak również nie podjęły żadnych zabiegów, aby skłonić władze niemieckie do zaprzestania eksterminacji Żydów. Jego doniesienia prawdopodobnie nigdy nie dotarły także do Watykanu, a niemieckie kościoły chrześcijańskie nie zdobyły się na poważniejszy protest przeciw ludobójczej polityce nazistów. W lipcu 1945 roku Gerstein w niewyjaśnionych okolicznościach popełnił samobójstwo w paryskim więzieniu Cherche-Midi. Niespełna trzy miesiące przed śmiercią złożył obszerne zeznania alianckim śledczym, a także sporządził pisemny raport na temat swego pobytu w Lublinie i Bełżcu. Gerstein uważany jest za jednego z najważniejszych świadków Holocaustu, a jego raport był jednym z pierwszych, a zarazem najważniejszych dokumentów dotyczących akcji „Reinhardt”.

### Mieszkańcy Bełżca i okolic
Dla miejscowej ludności życie w pobliżu ośrodka zagłady wiązało się z licznymi zagrożeniami. Posterunki na wieżach strażniczych bez wahania otwierały ogień do osób, które podejrzewano o prowadzenie obserwacji obozu. Po służbie wachmani rozchodzili się po okolicy, brutalnie traktując napotkanych mieszkańców i kolejarzy. Każdy kto protestował przeciw ich postępowaniu, ryzykował zadenuncjowanie do komendy obozu, czego konsekwencją mogło być pobicie lub aresztowanie. Znany jest także przypadek zastrzelenia mężczyzny, który usiłował powstrzymać wachmana przed napastowaniem kobiety.
Na początku października 1942 roku z powodu nieuwagi wachmanów spłonęła stajnia, w której komendant Gottlieb Hering trzymał swoje ulubione konie. W obawie przed konsekwencjami strażnicy winą za pożar obarczyli rzekomych „sabotażystów”. W konsekwencji 4 października Hering osobiście zorganizował akcję pacyfikacyjną, w której trakcie zamordowano ponad 50 Polaków i Ukraińców zamieszkałych w Lubyczy Królewskiej oraz we wsiach Żyłka, Lubycza-Kniazie i Szalenik.
Z drugiej strony bliskość obozu wpłynęła demoralizująco na część miejscowej ludności. W pierwszym okresie jego działalności niektórzy mieszkańcy Bełżca przychodzili na stację kolejową, aby po wysokich cenach sprzedawać wodę zamkniętym w wagonach Żydom. Niektórzy Polacy i Ukraińcy nawiązali także zażyłe stosunki z wachmanami. Dzięki istnieniu obozu Bełżec stał się swoistym „ośrodkiem handlowym”. Wachmani w tajemnicy przed Niemcami kradli pożydowskie pieniądze, kosztowności i odzież, bądź też kupowali je od więźniów w zamian za żywność. Następnie zdobytymi w ten sposób środkami płacili w okolicznych wsiach za żywność, alkohol i usługi seksualne. Proceder ten był bardzo rozpowszechniony, odnotowano go nawet w raportach Polskiego Państwa Podziemnego. Zaangażowani weń mieszkańcy uzyskiwali znaczne dochody, gdyż wachmani byli gotowi zapłacić nawet 200–400 złotych za litr wódki lub 2 tys. złotych plus kosztowności za stosunek z kobietą. Wieści o możliwościach znacznego zarobku szybko rozeszły się poza najbliższe okolice Bełżca. W pobliże obozu zaczęły nawet ściągać zawodowe prostytutki z innych miejscowości.
Rudolf Reder, autor jedynych wspomnień z obozu w Bełżcu, nie opisał swoich doświadczeń z kontaktów z miejscową ludnością. Pewnych informacji dostarczają w tym zakresie zeznania i wspomnienia tych Żydów, którym udało się uciec z pociągów deportacyjnych. Stosunek ludności do uciekinierów jest w nich zazwyczaj oceniany negatywnie. Między innymi na tej podstawie Jicchak Arad doszedł do wniosku, że uciekinierzy zazwyczaj spotykali się z wrogością lub obojętnością, a ci, którym udało się przeżyć ucieczkę i uniknąć schwytania, najczęściej szukali schronienia w istniejących jeszcze gettach. Faktem jest, że wzdłuż linii kolejowych prowadzących do Bełżca krążyli „łapacze”, którzy grabili Żydów, a następnie wydawali ich niemieckiej policji lub mordowali na własną rękę. Zjawisko to było rozpowszechnione przede wszystkim na terenach zamieszkanych przez ludność ukraińską, aczkolwiek występowało również na obszarach z przewagą ludności polskiej, w tym w okolicach samego Bełżca.
Z drugiej strony uciekinierzy, którym udało się przeżyć, w wielu wypadkach ocaleli dzięki pomocy ludności nieżydowskiej. W samym Bełżcu przeżyła w ukryciu u polskiej rodziny Cecylii i Macieja Brogowskich kilkuletnia Irena Sznycer. W tej samej miejscowości, w domu i gospodarstwie Julii Pępiak, przeżyły w ukryciu Salomea Helman z córką Bronią. Ich obecność udało się zachować w tajemnicy, mimo że w domu Julii Pępiak Niemcy przymusowo zakwaterowali dwóch esesmanów z obozowej załogi. Również Henryk Zvi Luft został uratowany przez nieznaną z imienia mieszkankę Bełżca.

## Dzieje powojenne

### Okres profanacji i zapomnienia

#### Powojenne śledztwa
W lipcu 1944 roku volksdeutsch, którego osadzono na terenie poobozowym, opuścił swe gospodarstwo i w obawie przed zbliżającą się Armią Czerwoną uciekł na zachód. 4 lipca sowieckie lotnictwo zniszczyło stację kolejową w Bełżcu. Prawdopodobnie spłonęły wtedy przechowywane tam dokumenty przewozowe, niezwykle cenne z punktu widzenia historii obozu. 21 lipca wieś została zajęta przez Armię Czerwoną.
W latach 1945–1946 na zlecenie Głównej Komisji Badania Zbrodni Niemieckich w Polsce dochodzenie w sprawie obozu w Bełżcu prowadziła Okręgowa Komisja Badania Zbrodni Niemieckich w Lublinie. Na pierwszym etapie dochodzenie prowadził sędzia okręgowy śledczy w Zamościu Czesław Godziszewski, na drugim – prokurator sądu okręgowego w Zamościu Tadeusz Chróściewicz. Polscy śledczy przesłuchali licznych świadków, a także przeprowadzili wizję lokalną na terenie poobozowym. Raport podsumowujący rezultaty śledztwa, opracowany przez sędziego Eugeniusza Szrojta, został opublikowany na łamach „Biuletynu Głównej Komisji Badania Zbrodni Niemieckich w Polsce” w 1947 roku. Była to pierwsza i przez wiele lat jedyna publikacja naukowa poświęcona obozowi w Bełżcu. Z kolei w lutym 1946 roku nakładem Wojewódzkiej Żydowskiej Komisji Historycznej w Krakowie opublikowano wspomnienia Rudolfa Redera pt. Bełżec.
W latach 1965–1966 śledztwa w sprawie zbrodni popełnionych przez strażników z obozu szkoleniowego SS w Trawnikach, w tym zbrodni popełnionych na terenie obozów w Bełżcu i Sobiborze, prowadziły równolegle Okręgowa Komisja Badania Zbrodni Hitlerowskich w Lublinie oraz Służba Bezpieczeństwa. Wszczęto je na wniosek organów ścigania ZSRR, które przygotowywały w tym czasie proces przeciwko byłym wachmanom.

#### Działalność „hien cmentarnych”
W pierwszych latach powojennych miejsce kaźni kilkuset tysięcy Żydów było systematycznie dewastowane. Sprawcami były „hieny cmentarne”, które rozkopywały teren poobozowy w poszukiwaniu złota i kosztowności. Mieszkańcy Bełżca byli świadomi tego procederu, naocznymi świadkami działalności „hien” byli także miejscowi funkcjonariusze milicji oraz śledczy, którzy w latach 1945–1946 badali pozostałości obozu. Informacje o rozkopywaniu masowych grobów oraz o kościach i szczątkach ludzkich zalegających teren poobozowy można znaleźć w zeznaniach wielu świadków przesłuchiwanych przez przedstawicieli OKBZN, a także w raportach z wizji lokalnych, które przeprowadzono na terenie byłego obozu.
Władze Polski Ludowej nie podejmowały poważniejszych działań, aby zapobiec profanacji i upamiętnić ofiary obozu. „Kopaczom” schwytanym na gorącym uczynku zazwyczaj jedynie odbierano łup i doraźnie wymierzano symboliczne kary. Bierność milicji i organów bezpieczeństwa uzasadniano później ich zaangażowaniem w zwalczanie UPA oraz podziemia antykomunistycznego. O działalności „hien” nie informowała oficjalna prasa, nie wspomniano o niej również w opublikowanym w 1947 roku końcowym sprawozdaniu ze śledztwa OKBZN. Centralne instytucje żydowskie, które skupiły swe wysiłki na upamiętnieniu i zabezpieczeniu obozów takich jak Auschwitz-Birkenau, Majdanek, czy Treblinka, nie podjęły analogicznych działań w odniesieniu do Bełżca i Sobiboru. W sprawie zabezpieczenia pozostałości po obozie w Bełżcu usiłował interweniować przewodniczący Komitetu Żydowskiego w Tomaszowie Lubelskim, Szmul Pelc. Jesienią 1945 roku został on jednak zamordowany w okolicach Bełżca, prawdopodobnie przez miejscowych chłopów, którzy zajmowali się „poszukiwaniem skarbów”.
W 1949 roku na Wzgórzu Kozielsk zbudowano betonowy grobowiec, do którego składano odnalezione szczątki ofiar. W 1954 podjęto decyzję o ogrodzeniu terenu poobozowego, jednakże prac nie ukończono z powodu braku funduszy. Godnemu upamiętnieniu Bełżca nie sprzyjał zarówno klimat polityczny okresu stalinizmu, jak i fakt, że rolę „nośników pamięci” przejęły wtedy muzea w Oświęcimiu i na Majdanku. Na skutek emigracji Rudolfa Redera i śmierci Chaima Hirszmana zabrakło także ocalałych więźniów, którzy mogliby starać się o uczczenie pamięci ofiar. Dopiero na fali odwilży gomułkowskiej, m.in. przy okazji dyskusji nad stanem Państwowego Muzeum na Majdanku, w publicznym obiegu pojawiły się informacje o tragicznym stanie terenów poobozowych w Bełżcu i Sobiborze. O ich uporządkowanie i zabezpieczenie zabiegał zwłaszcza ówczesny dyrektor Państwowego Muzeum na Majdanku, Edward Gryń. Apel w tej sprawie wystosowali również harcerze z Tomaszowa Lubelskiego (1957). Niemniej przez długi czas władze nie podejmowały poważniejszych działań. Nadal trwał także proceder profanowania miejsca zagłady. Niemniej milicja zaczęła nieco bardziej energicznie ścigać „kopaczy”. W październiku 1958 roku aresztowano w Bełżcu sześciu mężczyzn przyłapanych na rozkopywaniu terenu poobozowego. Pół roku później sąd wojewódzki w Lublinie wymierzył wszystkim karę sześciu miesięcy więzienia, którą zaliczono jednak na poczet pobytu w areszcie. Na skutek rewizji nadzwyczajnej złożonej przez ministra sprawiedliwości Sąd Najwyższy zwiększył wymiar kary dwóm skazanym o trzy miesiące więzienia, a trzeciemu – o sześć miesięcy. Pod koniec 1959 roku aresztowano jeszcze dwóch innych „kopaczy”; usłyszeli oni wyroki odpowiednio jednego i dwóch lat więzienia.

#### Pierwsze upamiętnienie

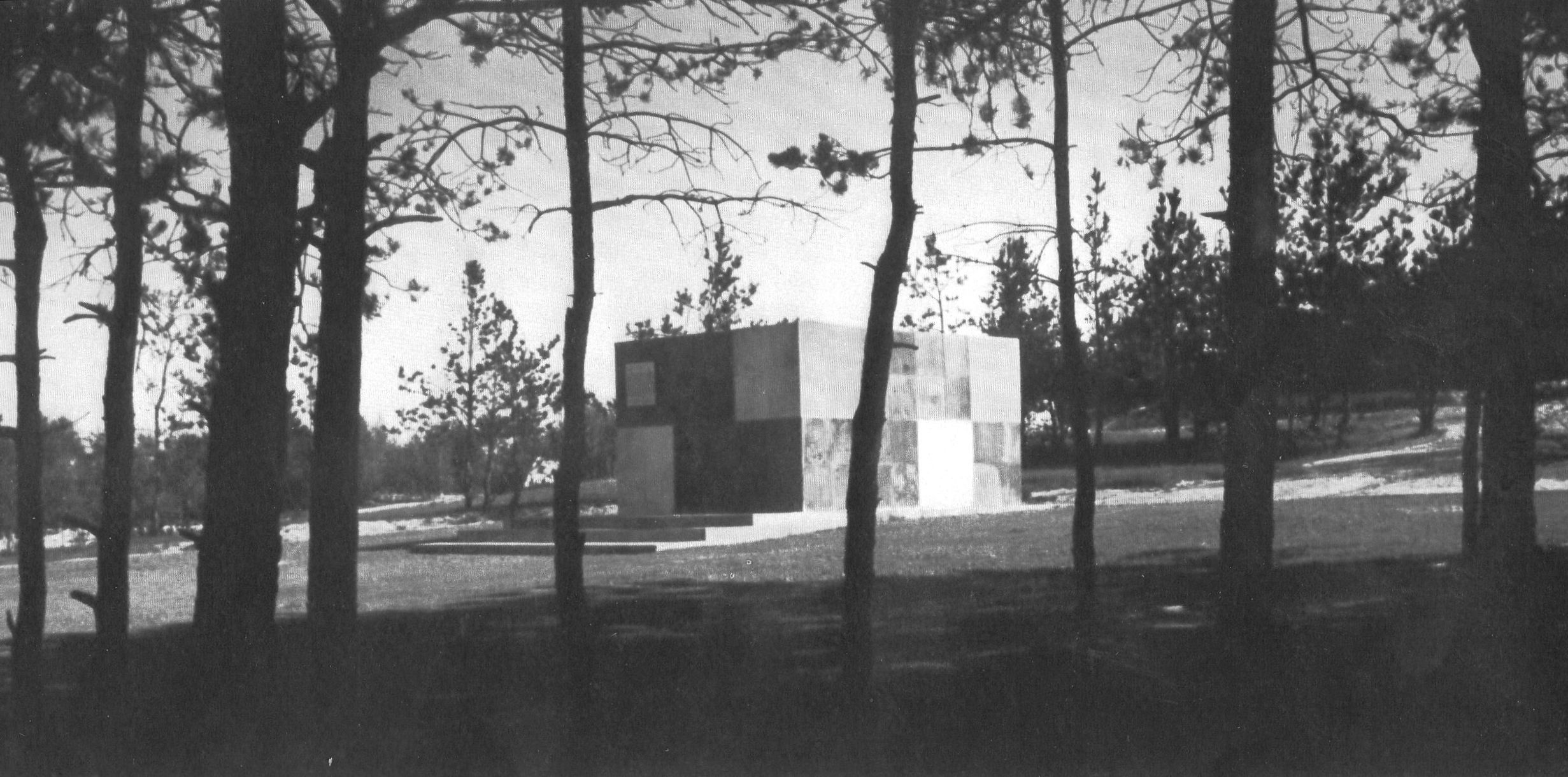
Krypta-mauzoleum odsłonięta na terenie dawnego obozu w 1963

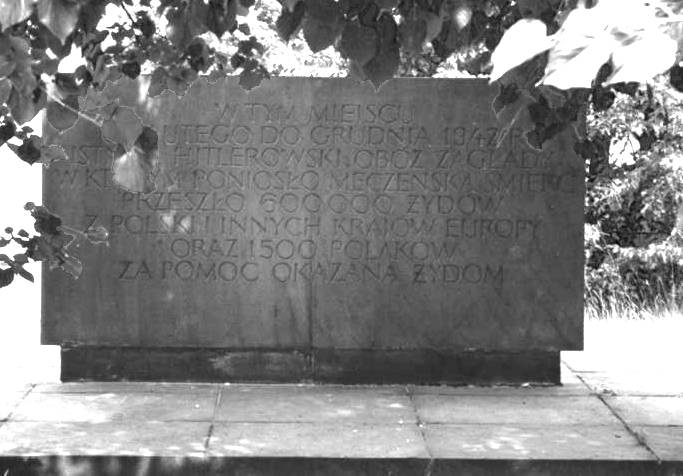
Tablica z lat 80. stanowiąca element dawnego upamiętnienia obozu

1 grudnia 1963 roku z inicjatywy Rady Ochrony Pomników Walk i Męczeństwa odsłonięto w Bełżcu pomnik upamiętniający ofiary obozu. Podczas uroczystości władze państwowe były reprezentowane przez urzędników niskiego szczebla. Spotkała się ona także z niewielkim zainteresowaniem prasy. Wzmianki na ten temat pojawiły się przede wszystkim na łamach lokalnej prasy i w dodatku nie zawierały informacji, że Bełżec był miejscem eksterminacji ludności żydowskiej. Miejsce pamięci także pozbawiono akcentów wskazujących na żydowskie pochodzenie ofiar. Jego centralnym elementem stała się krypta-mauzoleum w formie sześcianu, w której wnętrzu umieszczono ludzkie szczątki i przedmioty odnalezione na terenie obozu. Na jednej ze ścian krypty zainstalowano napis wykonany z metalowych liter: „Pamięci ofiar terroru hitlerowskiego pomordowanych w latach 1941–1943”. Po pewnym czasie przed kryptą postawiono rzeźbę figuralną autorstwa Stanisława Strzyżyńskiego i Jarosława Olejnickiego, przedstawiającą dwóch wychudłych więźniów, z których jeden podtrzymywał drugiego. Miejsca w północnej części obozu, gdzie palone były zwłoki ofiar, oznaczono czterema betonowymi strukturami („pylony”, „sarkofagi”). Z kolei odnalezione groby ogrodzono oraz oznaczono za pomocą betonowych urn. Na początku lat 80. miejsce pamięci uzupełniono o tablicę, która informowała, że w obozie zamordowano „600 000 Żydów i około 1500 Polaków za pomoc udzielaną Żydom”.
W okresie Polski Ludowej, a zwłaszcza po wydarzeniach marca 1968 roku, Bełżec stał się – wedle słów Roberta Kuwałka – „zapomnianym obozem Holokaustu”. Zarzucono plan stworzenia tam punktu informacyjnego w postaci kiosku z publikacjami. Jeszcze w latach 80. miały miejsce przypadki rozkopywania terenu poobozowego przez „poszukiwaczy skarbów”. Nie były prowadzone badania naukowe poświęcone historii obozu. W nielicznych wzmiankach, które pojawiały się w oficjalnych publikacjach, Bełżec był przedstawiany jako miejsce kaźni zarówno Polaków, jak i Żydów. Pierwsze prace historyczne w języku polskim, w których obóz opisano w sposób pogłębiony – tj. artykuły Michaela Tregenzy i Józefa Marszałka – opublikowano na łamach „Zeszytów Majdanka” dopiero w latach 90. Przez długi czas wiedza o obozie pozostawała bardzo znikoma także poza granicami Polski. Pierwszą zagraniczną pracą naukową, która w sposób pogłębiony poruszała temat Bełżca, była monografia obozów zagłady akcji „Reinhardt” autorstwa Jicchaka Arada z 1987 roku.

### Nowe upamiętnienie

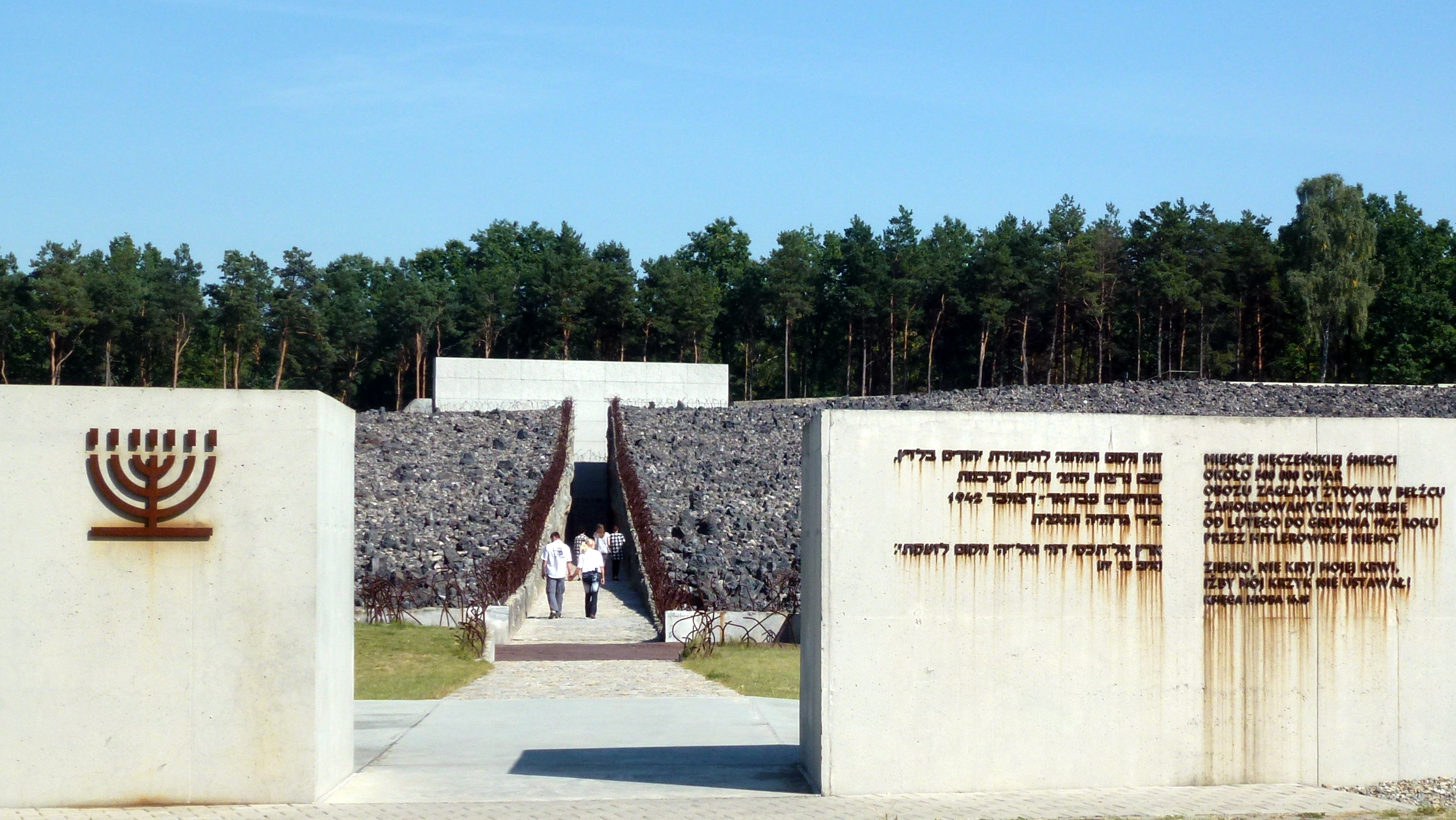
Wejście na teren Muzeum – Miejsca Pamięci

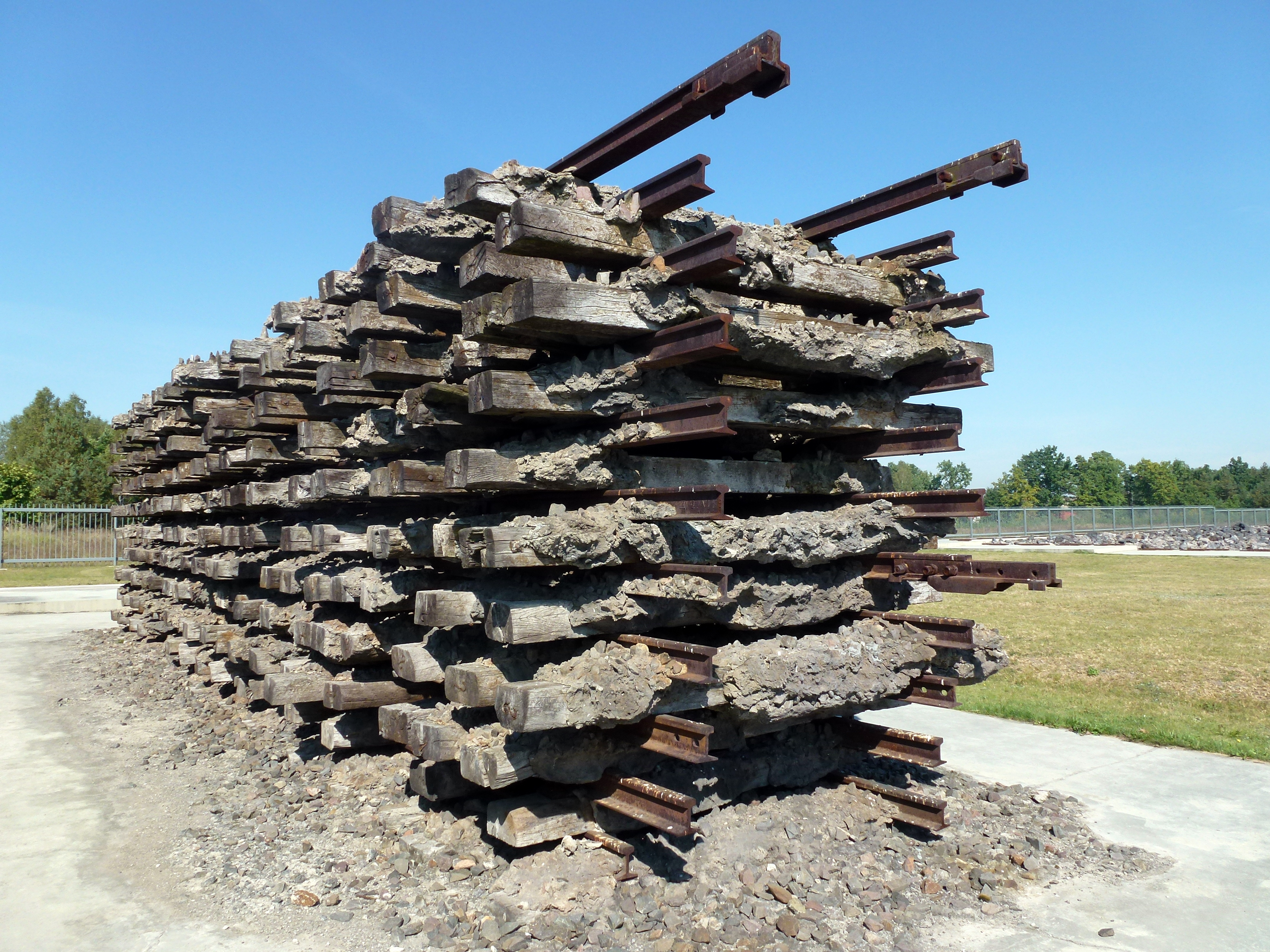
Stos z szyn kolejowych

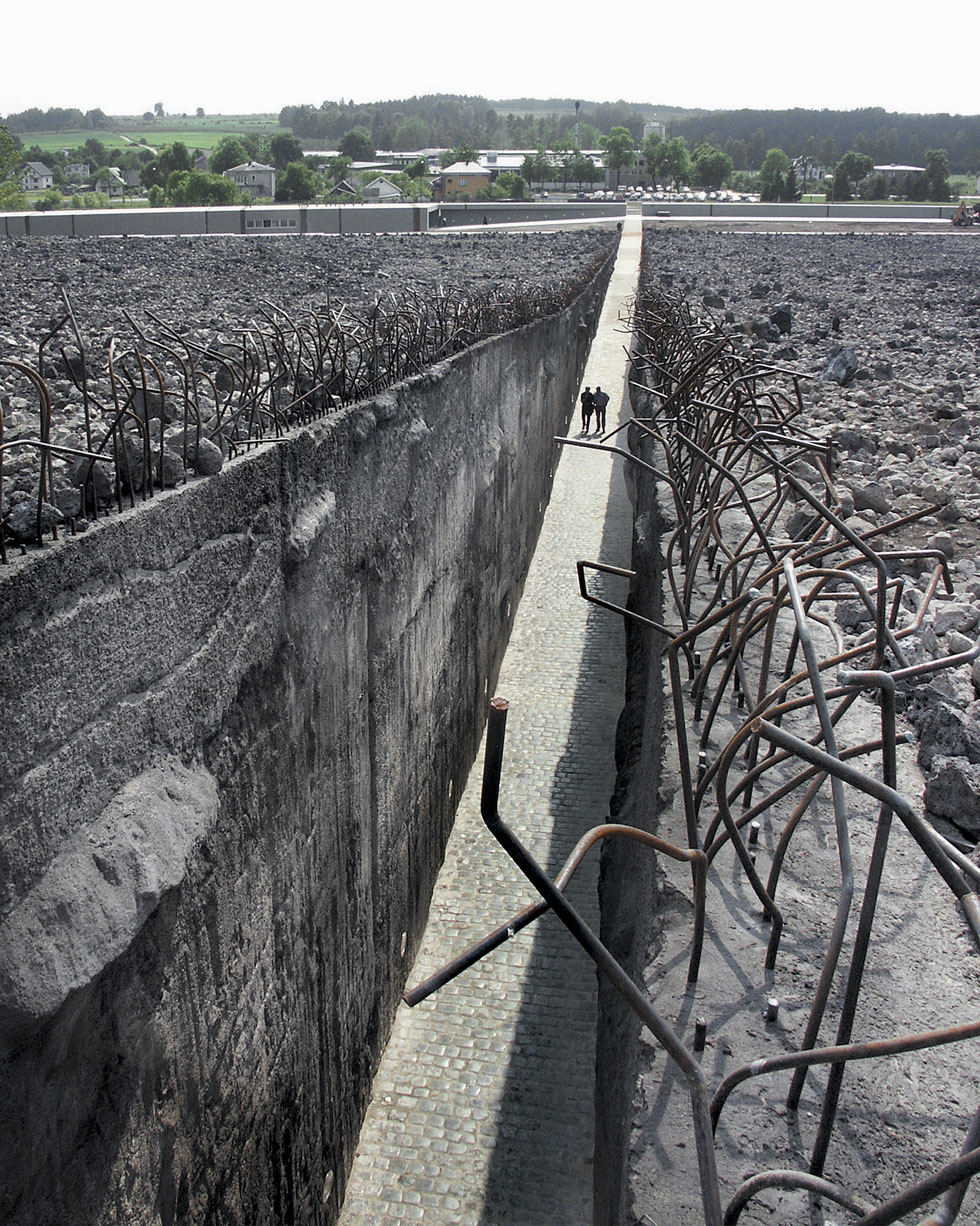
„Szczelina”

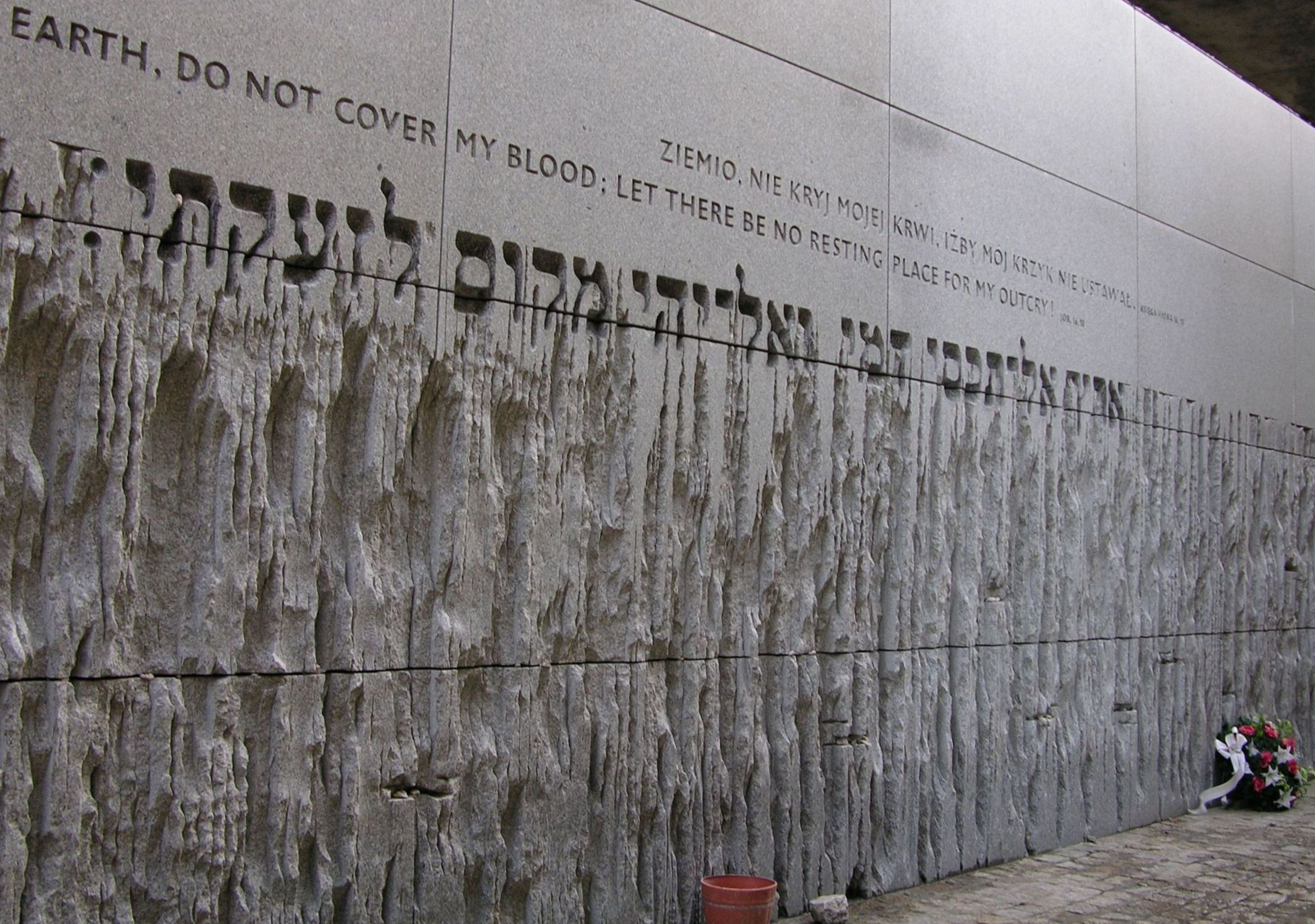
Ściana z cytatem z Księgi Hioba

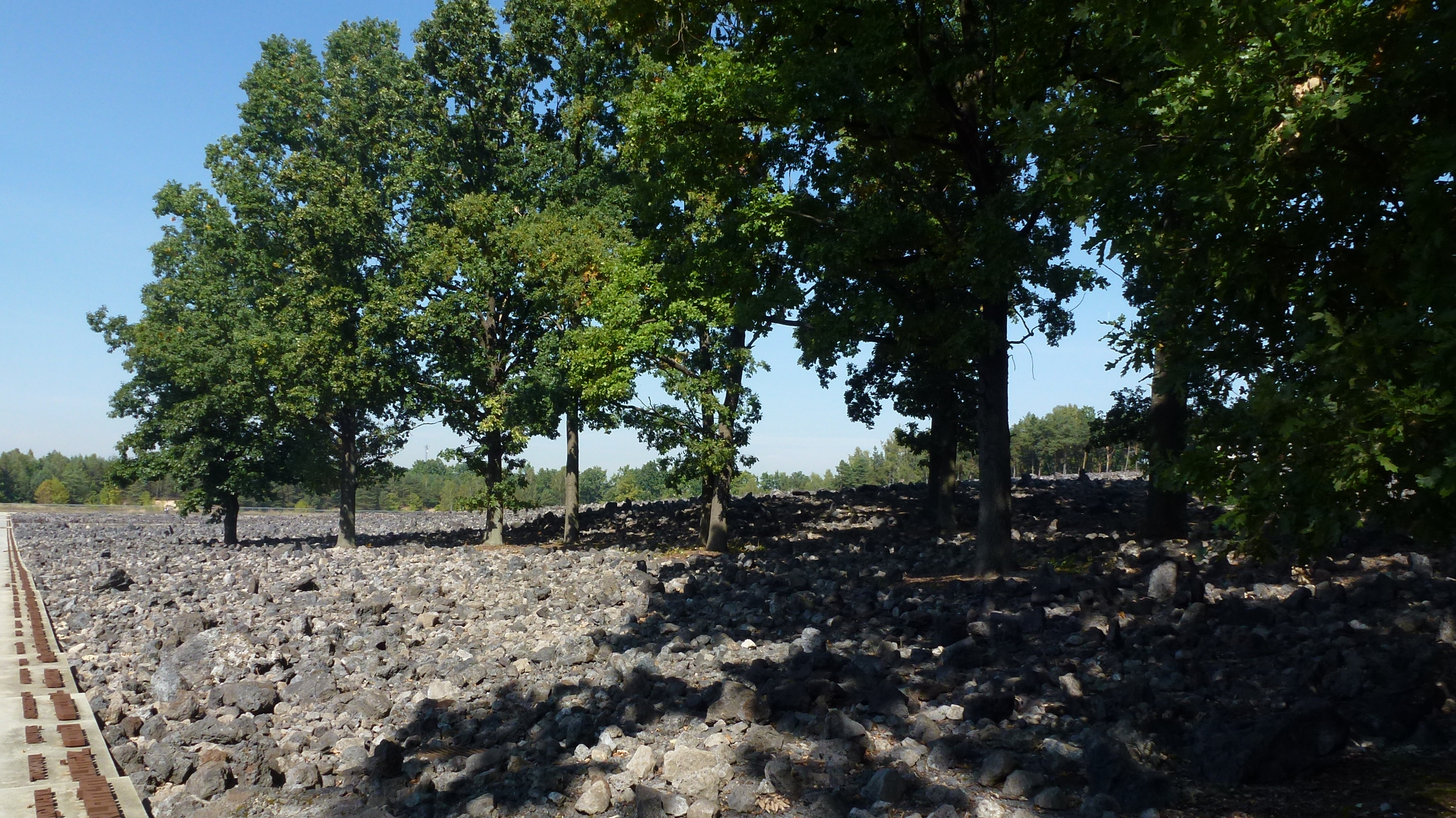
Drzewa – „niemi świadkowie”

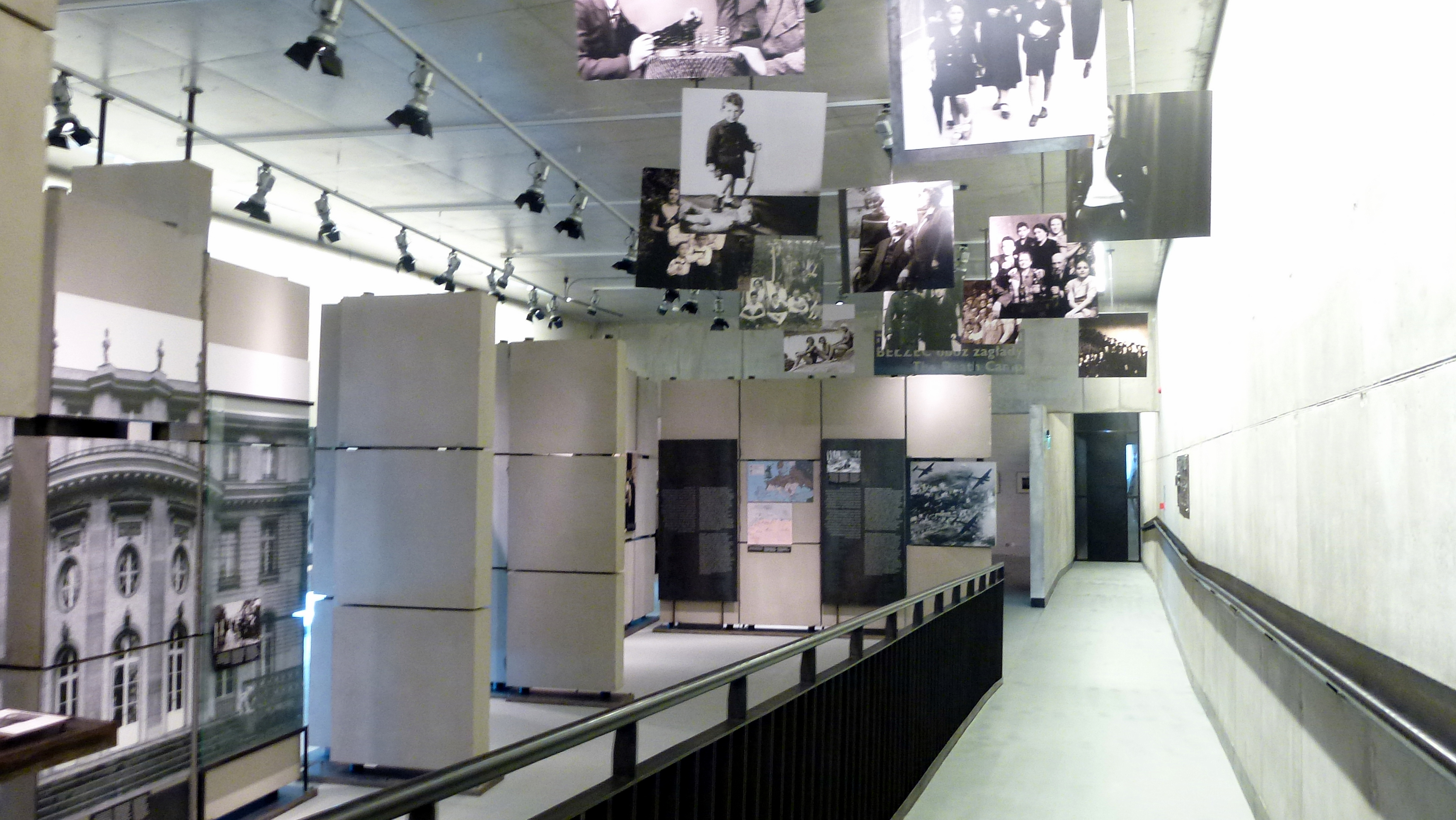
Ekspozycja w muzeum

Na początku lat 90. miejsce pamięci w Bełżcu zdradzało objawy znacznego zaniedbania. W 1995 roku rząd polski i waszyngtońskie United States Holocaust Memorial Museum zawarły umowę w sprawie budowy nowego upamiętnienia. Dwa lata później międzynarodowe jury rozstrzygnęło konkurs na jego projekt architektoniczno-artystyczny. Zwycięską pracą okazał się projekt autorstwa Andrzeja Sołygi, Zdzisława Pidka i Marcina Roszczyka.
W latach 1997–2000 na terenie poobozowym były prowadzone badania archeologiczne. Odkryto wtedy pozostałości 33 masowych grobów, fundamenty budynków, a także liczne przedmioty lub fragmenty przedmiotów, które należały do ofiar. W niektórych grobach odnaleziono także pozostałości ludzkich zwłok, co wskazuje, że prowadzona przez Niemców akcja zacierania śladów zbrodni nie zakończyła się pełnym powodzeniem – być może na skutek sabotażu ze strony żydowskich robotników.
Budowa nowego upamiętnienia rozpoczęła się w 2002 roku. Ze względu na fakt, iż USHM wycofało się z roli oficjalnego partnera projektu, inwestorem z ramienia amerykańskiej diaspory żydowskiej został American Jewish Committee. Głównym inwestorem po stronie polskiej była natomiast Rada Ochrony Pamięci Walk i Męczeństwa. Połowę kosztów budowy pokryło państwo polskie, a połowę darczyńcy z USA. 1 stycznia 2004 roku powołano do życia Muzeum – Miejsce Pamięci w Bełżcu, będące oddziałem Państwowego Muzeum na Majdanku. 3 czerwca tegoż roku oficjalnie odsłonięto nowe założenie pomnikowe. W uroczystości wziął udział m.in. prezydent Aleksander Kwaśniewski, przedstawiciele organizacji żydowskich, ambasadorzy Niemiec, Izraela i USA oraz krewni ofiar.
Nowe upamiętnienie objęło całość terenu poobozowego, a jego twórcy postawili sobie za cel uczcić ofiary z poszanowaniem tradycji i religii żydowskiej. Najważniejszym elementem założenia pomnikowego stała się przestrzeń symbolicznej masowej mogiły, którą pokryto warstwą szaro-czarnego wielkopiecowego żużlu i wyjałowionej ziemi. Na terenie mogiły pozostawiono jedynie kilka dębów, które rosły w okresie, gdy funkcjonował obóz. Wejście na teren pomnika-cmentarza znajduje się w miejscu, gdzie uprzednio znajdowała się bocznica kolejowa. Za bramą rozciąga się betonowa płaszczyzna – rampa. Nieopodal wzniesiono także instalację rzeźbiarską w formie stosu z szyn kolejowych i żużlu. Przedłużeniem symbolicznej rampy jest budynek muzealny. Wraz z rampą i granicznym murem tworzy on jednolitą strukturę architektoniczną, która obserwowana od strony zabudowań Bełżca przypomina mur cmentarny.
Jedynym wejściem w głąb symbolicznej mogiły jest „Szczelina”, czyli korytarz wyznaczony w miejscu, w którym prawdopodobnie znajdowała się „śluza”. „Szczelina” biegnie pomiędzy wznoszącymi się coraz wyżej ścianami, z których szczytów wystają poskręcane żeliwne pręty. Dzięki temu jej wygląd przywodzi na myśl ranę lub pęknięcie w ziemi. „Szczelina” prowadzi do „Niszy-Ohelu”. Na wprost wylotu korytarza, na wysokiej ścianie z jasnego granitu, w językach hebrajskim, polskim i angielskim wyrzeźbiono cytat z Księgi Hioba: „Ziemio, nie kryj mojej krwi, iżby mój krzyk nie ustawał”. Po drugiej stronie znajdują się natomiast kamienne tablice, na których wykuto imiona zamordowanych Żydów. Wzdłuż obwodu pomnika-cmentarza biegnie alejka, którą łączą z „Niszą” kamienne schody. Rozmieszczono przy niej żeliwne napisy z nazwami miejscowości, z których pochodziły ofiary Bełżca.
W budynku muzealnym urządzono multimedialną wystawę stałą. Muzeum dokumentuje historię obozu zagłady, w tym gromadzi informacje na temat jego ofiar. Prowadzi również działalność edukacyjną skierowaną do dzieci w wieku od lat 14 i osób dorosłych.
Nowe upamiętnienie zostało pozytywnie ocenione przez krytyków sztuki. W ciągu kilku lat od jego odsłonięcia liczba odwiedzających wzrosła niemal dwudziestokrotnie. Niemniej wieloletnie zaniedbania w zakresie upamiętnienia Bełżca i zbadania jego historii sprawiły, że obóz został skutecznie wymazany z pamięci historycznej Polaków. Podczas badania, którego wyniki opublikowano w 2010 roku, na pytanie o zabytki lub miejsca na terenie Polski, które zasługują na upamiętnienie jako miejsca zagłady ludności żydowskiej, zaledwie 0,9% respondentów wskazało Bełżec.

## Odpowiedzialność sprawców
Niektórzy z esesmanów pełniących służbę w Bełżcu zmarli lub zginęli w czasie wojny, bądź też wkrótce po jej zakończeniu. Christian Wirth, pierwszy komendant obozu, został zabity przez jugosłowiańskich partyzantów w maju 1944 roku. Jego następca Gottlieb Hering zmarł śmiercią naturalną w październiku 1945 roku. W gronie zmarłych i zabitych znaleźli się ponadto: Fritz Jirmann (przypadkowo zastrzelony przez innego esesmana w marcu 1943), Erwin Fichtner (zabity przez polskich partyzantów w marcu 1943), Johann Niemann i Siegfried Graetschus (zabici w czasie powstania więźniów Sobiboru w październiku 1943), Herbert Floß (zabity przez zbuntowanych wachmanów w październiku 1943), Gottfried Schwarz (zabity przez włoskich partyzantów w czerwcu 1944), Christian Schmidt (popełnił samobójstwo w czasie służby we Włoszech), Richard Thomalla (rozstrzelany przez NKWD w maju 1945). Fritz Tauscher popełnił samobójstwo w latach 60.
Los niektórych członków załogi Bełżca pozostaje nieznany. Wśród tych, którzy być może zdołali skutecznie zatrzeć za sobą ślady, znaleźli się m.in. Lorenz Hackenholt i Paul Groth.
W 1959 roku nowo powołana Centrala Badania Zbrodni Narodowosocjalistycznych w Ludwigsburgu wszczęła śledztwo w sprawie zbrodni popełnionych w Bełżcu. Obiektem zainteresowania zachodnioniemieckich śledczych stało się dziewięciu byłych esesmanów: Werner Dubois, Erich Fuchs, Hans Girtzig, Heinrich Gley, Robert Jührs, Josef Oberhauser, Karl Schluch, Heinrich Unverhau, Ernst Zierke. Wkrótce postępowanie przeciw Girtzigowi zostało umorzone ze względu na jego zły stan zdrowia. W sierpniu 1963 roku pozostałym podejrzanym postawiono zarzut współudziału w zamordowaniu co najmniej 360 tys. Żydów. Zadanie oskarżenia znacząco utrudniał fakt, iż nie dysponowało istotnymi dowodami, a w szczególności zeznaniami świadków, które mogłyby podważyć linię obrony. Niewiele zmieniły w tym zakresie zeznania Rudolfa Redera – jedynego ocalałego więźnia uczestniczącego w postępowaniu – gdyż nie był on w stanie rozpoznać żadnego z esesmanów. W rezultacie w styczniu 1964 roku sąd krajowy w Monachium zdecydował o umorzeniu postępowania przeciw siedmiu oskarżonym. Sędziowie zaakceptowali ich wyjaśnienia, że działali pod przymusem, nie mogąc w obawie o swoje życie uchylić się od udziału w eksterminacji, czy też sprzeciwić się rozkazom komendantów Wirtha i Heringa. Odpowiedzialność karną za zbrodnie popełnione w Bełżcu poniósł jedynie Josef Oberhauser, który m.in. z racji swego oficerskiego stopnia i wysokiej pozycji w obozowej hierarchii nie mógł zastosować tej samej linii obrony, którą z powodzeniem przyjęli pozostali oskarżeni. W kwietniu 1965 roku ten sam monachijski sąd wymierzył mu karę 4,5 roku pozbawienia wolności, z czego odsiedział połowę.
Niektórzy członkowie niemieckiego personelu Bełżca zostali osądzeni za zbrodnie niezwiązane z ich służbą w tym obozie. Fritz Schmidt został w 1949 roku skazany przez sowieckie władze okupacyjne na karę 9 lat więzienia. Kurt Franz został skazany w procesie załogi Treblinki na karę dożywotniego pozbawienia wolności (1965). Erich Fuchs i Werner Dubois zostali skazani w procesie załogi Sobiboru na kary odpowiednio czterech i trzech lat więzienia (1966). Rudolf Göckel, niemiecki zawiadowca stacji w Bełżcu, został uniewinniony wyrokiem sądu okręgowego w Zamościu (1948). Spędziwszy trzy lata w polskich więzieniach, został zwolniony na mocy amnestii.
W pierwszej połowie lat 60. w Związku Radzieckim odbyło się kilka procesów byłych Trawniki-Männer. Wielu oskarżonych zostało skazanych na karę śmierci lub wieloletniego więzienia. Wyrok śmierci usłyszeli m.in. strażnicy z załogi Bełżca: Wasyl Bialakow, Nikołaj Matwijenko, Iwan Nikoforow, Wasyl Podienko, Aleksander Schultz, Iwan Tichonowski i Iwan Zajczew.
W lipcu 2010 roku niemiecka prokuratura wniosła akt oskarżenia przeciw Samuelowi Kunzowi, wachmanowi niemieckiego pochodzenia, który pełnił służbę w Bełżcu. Zarzucono mu zabójstwo dziesięciu osób i współudział w zamordowaniu kolejnych 430 tys. Kunz zmarł przed rozpoczęciem procesu.

## W kulturze
Wacław Kołodziejczyk, emerytowany pracownik kolei, namalował w latach 60. serię obrazów, które przedstawiały życie w Bełżcu w czasie II wojny światowej, w tym obóz zagłady. Oryginały sześciu jego malowideł znajdują się na plebanii kościoła w Bełżcu.
Historia Kurta Gersteina, w tym sceny nawiązujące do jego wizyty w Bełżcu, została ukazana w dramacie wojennym Amen. z 2002 roku (reż. Costa-Gavras).